# La Rioja (España)
La Rioja es una comunidad autónoma de España situada en el norte de la península ibérica. Su estatus administrativo está definido en el artículo primero de su estatuto de autonomía como identidad histórica. Abarca parte del valle del Ebro en su zona septentrional y del sistema Ibérico en el sur. Geográficamente está dividida por siete ríos que descienden desde la montaña hacia el Ebro, el cual vertebra la región. Por este motivo, La Rioja es conocida como «la de los siete valles».
El área norte, correspondiente al valle del Ebro, presenta un clima mediterráneo, mientras que la zona sur, montañosa, tiene un clima más húmedo y continental. De forma tradicional se suele dividir en tres subregiones de oeste a este, siguiendo el curso del Ebro: La Rioja Alta, La Rioja Media y La Rioja Baja. O bien en dos partes: La Rioja Alta y La Rioja Baja, teniendo su divisoria en el río Iregua, en cuya desembocadura se localiza Logroño. Cada una de ellas contiene sus correspondientes municipios centrales y de servicios.
Se trata de una comunidad uniprovincial, por lo que no existe diputación y se encuentra organizada en 174 municipios. Su población es de 324 184 habitantes (INE 2024). La capital y ciudad más poblada es Logroño, que concentra casi la mitad de los habitantes de la región. Limita al norte con el País Vasco (provincia de Álava), al noreste con Navarra, al sureste con Aragón (provincia de Zaragoza), y al sur y al oeste con Castilla y León (provincias de Burgos y Soria).
A lo largo de la historia, La Rioja ha sido tierra de paso, de fronteras, cruce de caminos, campo de luchas, y encuentro de gentes, culturas y civilizaciones. Esta comunidad autónoma está históricamente vinculada a la diócesis de Calahorra, al reino de Nájera y a distintas instituciones territoriales riojanas, como fueron la merindad de Rioja, el arciprestazgo de Rioja, el Corregimiento de Rioja y la provincia de Logroño/La Rioja. La primera mención documental a La Rioja, escrita como Rioga, aparece en el fuero de Miranda de Ebro, en el año 1099, así como también aparece el topónimo latinizado en el Becerro Galicano de San Millán de la Cogolla, del mismo siglo XI. El Estatuto de Autonomía de La Rioja, denominado también Estatuto de San Millán, fue aprobado en 1982, dotando de esta manera a la región del correspondiente autogobierno. 
Es muy conocida por su producción de vinos bajo la Denominación de Origen Calificada Rioja, la más antigua de España, elaborando algunos de los vinos de mayor fama internacional. Además es uno de los territorios paleontológicos más importantes del mundo en cuanto a yacimientos de icnitas (huellas de dinosaurio), que destacan por su número y conservación. Entre sus monumentos se encuentran los monasterios de San Millán de la Cogolla, considerados centros medievales de la cultura y declarados Patrimonio de la Humanidad por la Unesco en 1997.

## Topónimo
El topónimo La Rioja aparece escrito por primera vez en documentos del siglo XI, reflejándose como Rioga en el año 1099 y pronunciado como Rioja o latinizado y transcrito como Rivo de Ogga en el año 1082. Por otra parte el texto más antiguo encontrado en el que aparece el gentilicio riojano data de comienzos del siglo XIII, plasmándose con las grafías riogeñ y riogensi, referido este a un clérigo de la diócesis de Calahorra. Dicho topónimo es de difícil etimología; de ahí, la existencia de distintas tesis:

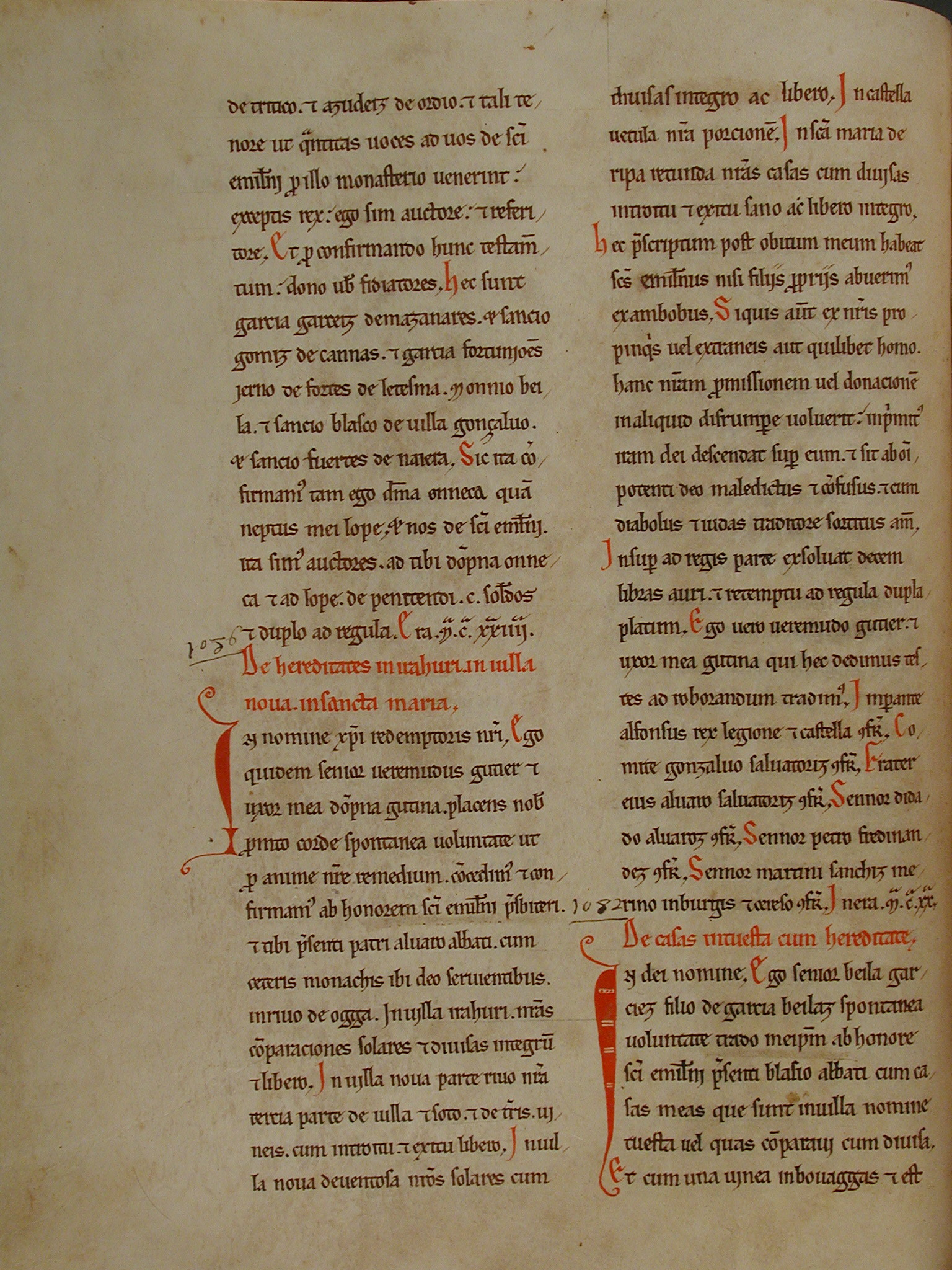
Una de las páginas en las que aparece una referencia a La Rioja en el siglo XI. Aparece el nombre Rioja transcrito como Rivo de Ogga. Año 1082.

- Una de ellas, la teoría vasco-iberista, estima que el origen de la voz es euskérica, errioxa. Así, el fraile Mateo Anguiano Nieva en su libro del año 1701 titulado Compendio historial de la provincia de La Rioja hace derivar el nombre del lugar de la unión de las palabras erria que significaría «tierra» y oguia que sería «pan», por lo que daría lugar al nombre «tierra de pan».[11] Sin embargo, la documentación de los siglos XI-XII desecha esta posibilidad.

- Por su parte, Merino Urrutia,[12] historiador y alcalde que fue de Ojacastro en los años 1912 y 1913, considera que hace mención al río Oja y que la raíz vasca oia, de la que procede el nombre de este curso acuático, significa «bosque» (oihan en euskera moderno). En cuanto al prefijo podría proceder del latín rivum, río.[13]

- En el fuero de Miranda de Ebro de 1099 se encuentra la primera referencia a La Rioja como Rioga y Riogam, apareciendo posteriormente como Riuum de Oiha y Rivo de Oia en el cartulario de Santo Domingo de la Calzada de 1150. Por esta razón algunos investigadores afirman que el topónimo deriva del río Oja. Sin embargo, esta tesis presenta cierta debilidad cuando se considera el nombre original de este curso acuático, Glera o Illera, aún en uso. Más bien parece una adecuación del primer término documentado Rioga al idioma castellano en un tiempo en que la región se encontraba en disputa con el Reino de Navarra.

- Según José Luis Álvarez Enparantza «Txillardegi», la primera sílaba del término «La Rioja» no hace referencia al artículo femenino singular de la lengua española, sino que es parte integrante del nombre y debería de escribirse todo junto: «Larrioja». Según Txillardegi el origen de «Larrioja» sería el vocablo eusquérico Larreolha, de donde provendría el nombre de la región. Esta sería la transformación fonética de la palabra Larrioja < Larreoja < Larreoha < Larreolha. Larreolha (o Larreola en ortografía eusquérica estandarizada) vendría a significar «taller del campo» o «taller en el campo» (donde larre = «campo», «prado», «pastizal», y donde ola/olha = «taller», «fábrica», «ingenio»). Tal vez Larreola se refiriese a una forja situada en el valle del río Oja (donde el abastecimiento de agua y de madera estuviesen garantizados).

- El actual término vasco de Errioxa es un neologismo a partir de la grafía moderna Rioxa, a la que se añade una E debido a la aversión de la fonética vasca a la R en comienzo de palabra. También, y en conexión con la teoría que defiende el origen vasco del topónimo, pudiera ser una mera adaptación a las actuales normas del vascuence unificado de una pretérita denominación Herri Oia devenida en Errioxa, pero no apoyada por la documentación, de un modo análogo a la actual Erribera en Navarra de herri=pueblo y behera=baja.

En cualquier caso, ninguna teoría puede considerarse concluyente debido a la escasez de fuentes documentales.

## Símbolos

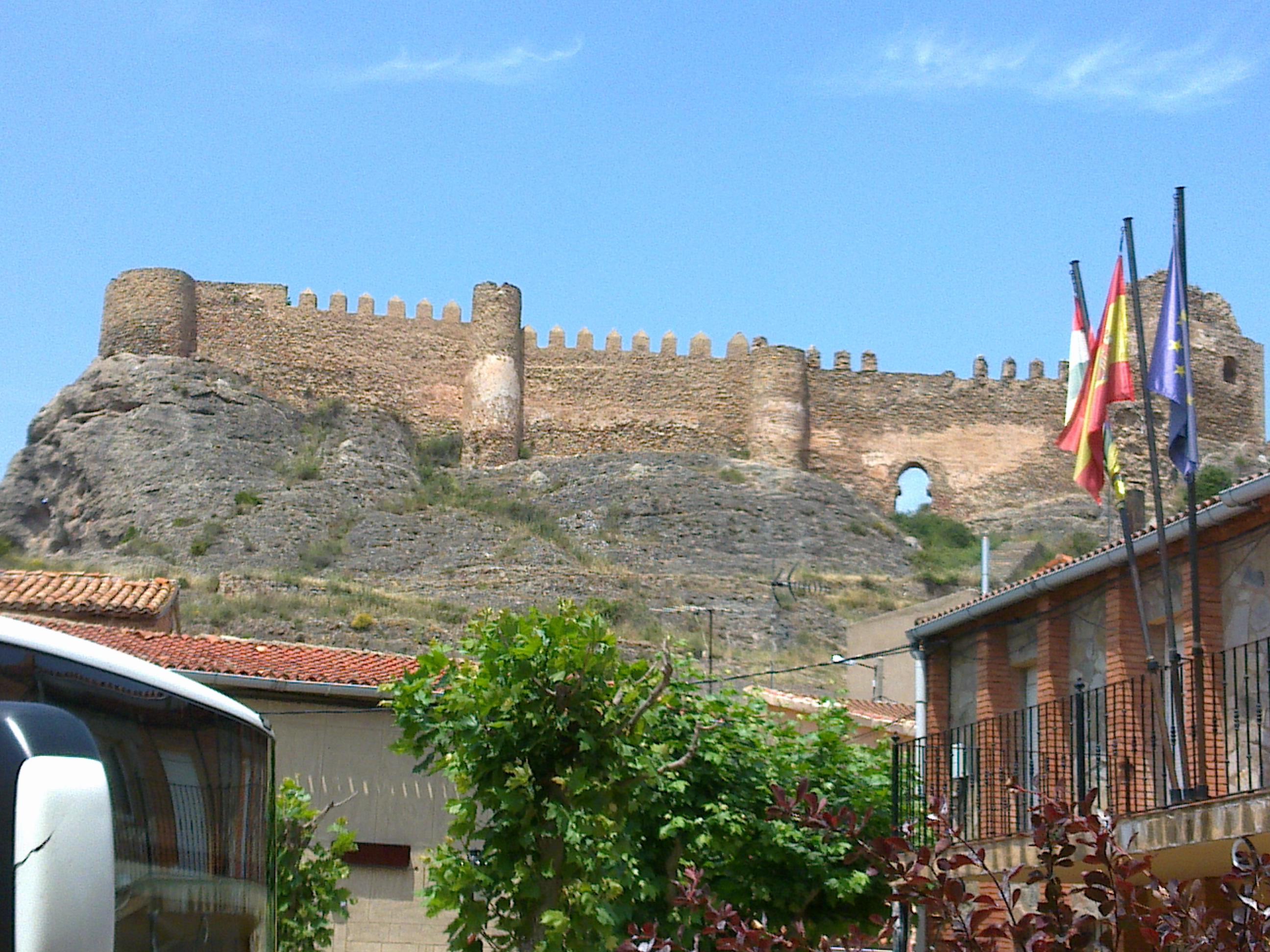
Por la batalla de Clavijo el escudo de la Orden de Santiago está en el escudo de La Rioja

### Bandera
La bandera fue aprobada por la antigua diputación provincial en 1979 y aparece en el Estatuto de autonomía de 1982, según el cual la bandera está formada por cuatro franjas horizontales y de igual tamaño, de los colores rojo (hace referencia al vino), blanco (hace referencia a los ríos y el cielo), verde (hace referencia a los campos, las huertas, las montañas, y los bosques) y amarillo (hace referencia a las tierras y los monumentos). Además, el escudo podrá figurar en el centro de la bandera

### Escudo
El escudo de La Rioja es descrito heráldicamente en los artículos sexto y séptimo de la Ley 4/1985, de 31 de mayo (BOLR n.º 64, de 4 de junio):

El escudo de La Rioja es, estructuralmente, un escudo partido, timbrado con la corona real cerrada. En la partición derecha, de oro el campo, la Cruz roja de Santiago alzada sobre el Monte Laturce y flanqueada por dos conchas de peregrino, esmaltadas en plata y silueteadas en gules. En la partición izquierda, sobre campo de gules, un castillo de oro de tres torres almenadas cabalgando sobre un puente mazonado de sable, bajo el cual discurre un río en plata. En la bordura lucen tres flores de lis.

El Gobierno de La Rioja utiliza un logotipo basado en el escudo para la representación del territorio de la comunidad autónoma en sus propios actos de gobierno, si bien continúa usando del escudo oficial para los usos más formales.

### Himno
El himno de La Rioja es la composición musical denominada La Rioja, compuesta por el maestro Eliseo Pinedo López. Aunque no existe regulación acerca de la letra y partitura, en los actos oficiales se utilizan los pocos fragmentos que todavía se conservan de esta composición, tocada por primera vez en el año 1965. Existe una letra creada por el entonces cronista provincial José María Lope de Toledo, pero no ha sido oficializada.

### Medalla
La Medalla de La Rioja es, junto con la bandera, el escudo y el himno, otro de los símbolos de identidad riojana. Esta Medalla constituye la máxima condecoración a instituciones que puede otorgar el Gobierno de La Rioja. Se trata de un reconocimiento a aquellas personas o entidades que se hayan distinguido por sus extraordinarios méritos o por los relevantes servicios prestados en favor de los intereses generales de La Rioja.
La Medalla se entrega el 9 de junio, Día de La Rioja, en San Millán de la Cogolla dentro del acto institucional que conmemora el día de la región.

### Día oficial y pregón de la Convención de Santa Coloma

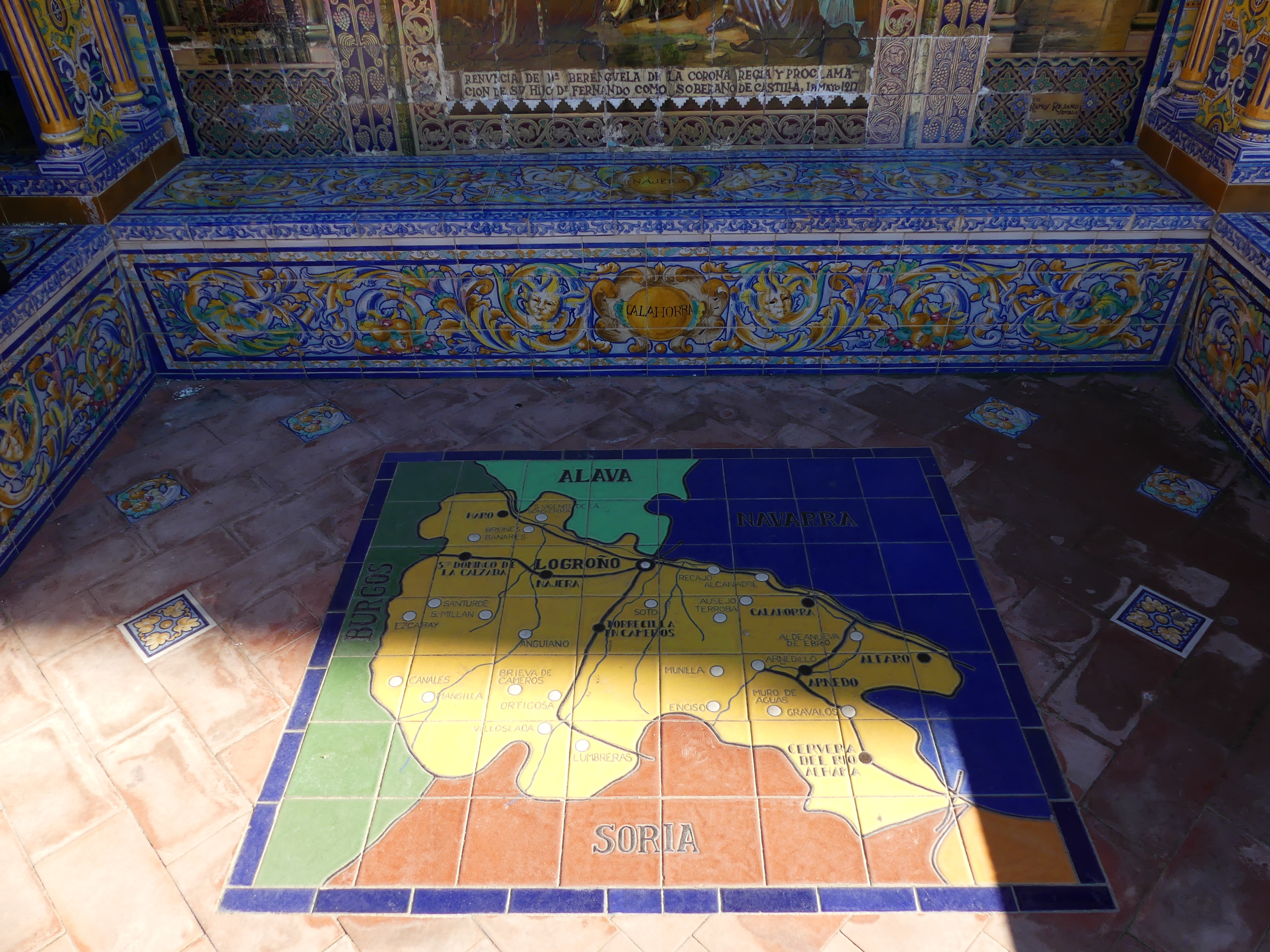
Mapa de La Rioja en el banco dedicado a esta en la Plaza de España de Sevilla.

El día de La Rioja se celebra el 9 de junio porque ese día de 1982 se aprobó el Estatuto de Autonomía de la región. El día 9 tiene lugar en San Millán de la Cogolla el acto institucional de celebración en el que interviene el presidente de La Rioja y se entrega la Medalla. Es un día cargado de simbolismo y de exaltación de los valores que unen al pueblo riojano.
Previamente, el día 8, tiene lugar en el municipio de Santa Coloma el pregón del Día de La Rioja en conmemoración de un acontecimiento histórico. Ya que fue en esta localidad, en el año 1812, donde se celebró una reunión de localidades riojanas denominada Convención de Santa Coloma o Junta General de La Rioja, en la que tuvo lugar una reivindicación de la identidad riojana. Se trata del precedente del riojanismo y un símbolo de la identidad regional.

## Historia
Hasta la llegada de los romanos en el siglo II a. C. estuvo ocupada por tres tribus: los berones, que se encontraban en el valle del Ebro, los pelendones en las zonas de sierra y los vascones en algunas zonas de la Rioja Baja. La región fue invadida por musulmanes a principios del siglo VIII. Tras su reconquista, a comienzos del siglo X, la región pasó a formar parte del Reino de Navarra.

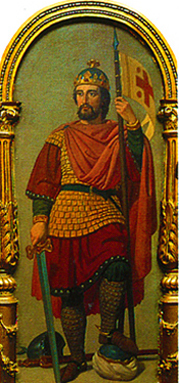
Rey García Sánchez I de Pamplona-Nájera

La Rioja Alta y Media fueron reconquistadas en 923 por el Rey Sancho Garcés I del Reino de Pamplona con la colaboración del Reino de León; al este del río Leza, la comarca de La Rioja Baja, sería reconquistada también por este rey pero volvería a pasar a manos musulmanas, siendo recuperada otra vez y ya de manera definitiva por el rey de Nájera-Pamplona García Sánchez III, «el de Nájera» (1035-1054). Todos estos territorios reconquistados pasaron a pertenecer al Reino de Pamplona. El rey Sancho Garcés I de Pamplona (también llamado Sancho Garcés I de Navarra en algunas fuentes), después de haber realizado las mencionadas conquistas, le entrega estas nuevas tierras anexionadas a su hijo García Sánchez I (918-970) para que le descargue de las tareas de gobierno y se prepare para ser un buen rey. Sitúa su casa y corte en Nájera (La Rioja) y recibe el título de «rey de Nájera». De esta manera nacería el Reino de Nájera.
Posteriormente, con la muerte de Sancho Garcés I, su hijo García Sánchez I, que ya reinaba en Nájera, heredó también los territorios de Pamplona. Mantuvo la sede de la corte en la localidad najerina, creando así el llamado reino de Nájera-Pamplona. Cuya primera etapa histórica terminaría mucho tiempo después, con el asesinato del rey najerino Sancho Garcés IV, «el Noble» (1054-1076).
Durante  este siglo, el XI, se sucedieron las fundaciones de los grandes monasterios riojanos, las cuales son realizadas por reyes navarros. En 1052 el rey navarro García Sánchez III del reino de Nájera-Pamplona funda el monasterio de Santa María la Real de Nájera que sería el panteón de los reyes, infantes y nobles navarros así como también en el año 1053 funda el monasterio de San Millán de Yuso.

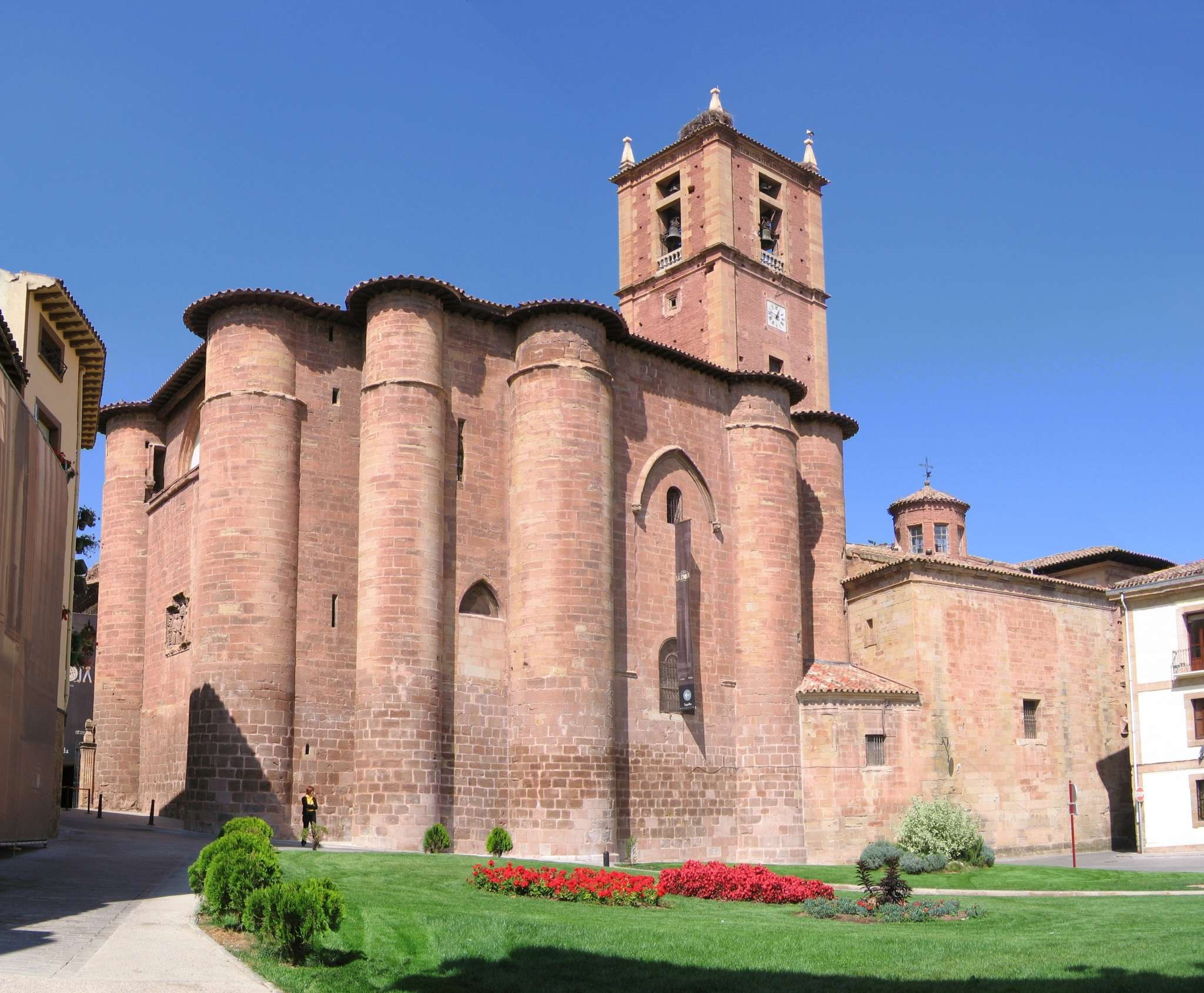
Monasterio de Santa María la Real de Nájera, en la ciudad de Nájera

Del siglo XI datan también los documentos más antiguos encontrados en los que aparecen menciones escritas a La Rioja. Uno de ellos es el Cartulario Galicano de San Millán de la Cogolla,  que data del año 1082, en él que aparece el topónimo Rioja transcrito como rivo de ogga y otro en el fuero de Miranda de Ebro del año 1099, en el que aparece como Rioga, pronunciado como Rioja. El documento más antiguo encontrado en el que aparece el gentilicio riojano data de comienzos del siglo XIII. Así se autodenomina un arcipreste de la diócesis de Calahorra llamado Martino Pascasii. Aparece escrito como “archiprestibero riogeñ”, abreviatura esta que debemos completar leyendo riogensi, es decir, riojano. Existieron en la Edad Media distintas instituciones políticas y eclesiásticas riojanas. Estas fueron la merindad de Rioja, el arciprestazgo de Rioja y después el corregimiento de Rioja, institucionalizado por los Reyes Católicos, y que estaría vigente durante varios siglos. La ampliación jurisdiccional de estas instituciones para cubrir una región mayor, fue una de las causas de que progresivamente se comenzara a conocer como La Rioja a un territorio más amplio, ya que en un principio La Rioja primitiva estaba situada aproximadamente en el entorno de los ríos Oja u Oja y Tirón. Con el tiempo, por estos y otros sucesos históricos, la ampliación progresiva de estos límites riojanos acabó alcanzando varios valles, con sus sierras al sur, hasta llegar al río Alhama por el este. La Rioja aparece mencionada multitud de veces en la documentación antigua desde el siglo XI y se refleja en la cartografía desde el siglo XVII,  datando del siglo XVIII el primer mapa de la región en solitario. Este fue elaborado en 1769 por el cartógrafo Tomás López de Vargas y titulado mapa de La Rioja dividida en Alta y Baja. Sería criticado en 1805, por contener el error de dejar algunas partes del territorio riojano fuera del mismo.
A continuación de la muerte de Sancho Garcés IV de Navarra (También denominado Sancho Garcés IV de Pamplona) en 1076 se produjo la conquista por parte de Alfonso VI de León de la región riojana, dando comienzo a una disputa militar que durará más de un siglo. En favor de Alfonso VI jugaron algunos nobles que lo llamaron para que tomase posesión de La Rioja y fuese reconocido como monarca del Reino de Nájera. Esta adquisición territorial durará poco tiempo, ya que tras la muerte de Alfonso VI la región volverá a dominio del Reino de Navarra. En 1134 Alfonso VII el emperador conquistó Nájera y toda La Rioja. En 1163, aprovechando la minoría de edad de Alfonso VIII de Castilla, el navarro Sancho VI el Sabio ocupa una parte del territorio riojano en un intento por recuperar las antiguas posesiones del reino, tomando Logroño y otras ciudades, aunque no Nájera o Calahorra. Estas adquisiciones territoriales empezaron a ser revertidas hacia 1173.

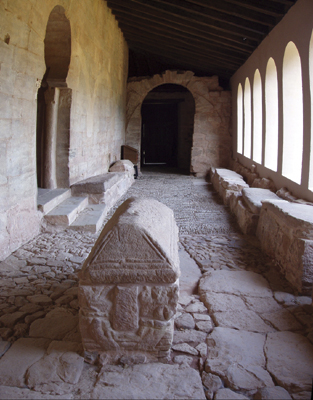
Monasterio de San Millán de Suso con el portaliello de Gonzalo de Berceo y sus sarcófagos de los siete infantes de Lara las tres reinas navarras

Para solucionar sus disputas, los reyes Sancho VI el Sabio y Alfonso VIII acordaron en 1176 someter sus diferencias al arbitraje de Enrique II de Inglaterra en una entrevista celebrada entre Nájera y Logroño. El laudo del rey inglés dictaminó que las fronteras volvieran a la situación anterior a 1163, finalizando así las disputas por La Rioja, perdiendo finalmente la monarquía navarra la soberanía sobre la región y consolidándose a partir de 1179 el territorio riojano como tierra de frontera del reino de Castilla. El paso de La Rioja del reino navarro al castellano por conquista supuso para la región dejar de ser una parte importante del primer reino, donde residían los reyes con su corte, a ser un territorio periférico que cobraría importancia en ciertos momentos.Lo mismo que acabaría ocurriendo con las provincias vascas, entre otras zonas. 

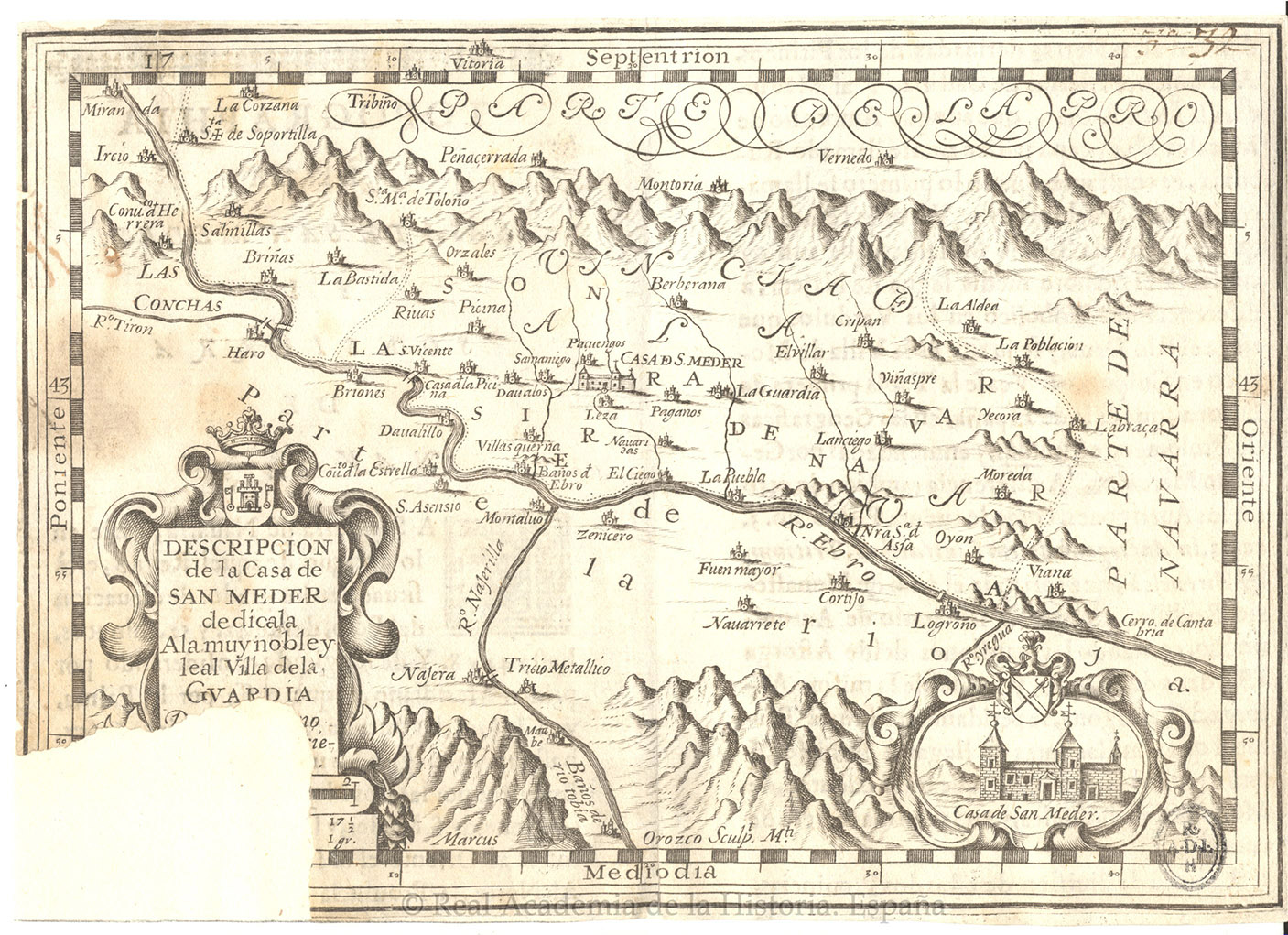
Mapa de la Casa de San Meder, elaborado en el año 1678. En él se muestra parte de Navarra, parte de Álava y parte de La Rioja. En este último caso sobre ella aparece escrito: «Parte de La Rioja»

Después de este momento, el título de rey de Nájera se conservaría como parte de la intitulación regia castellana; amén de que el reino seguiría existiendo, durante varios siglos más, como un estado diferenciado en el conjunto de los que regían los monarcas castellanos, al igual que sucedió con otros territorios como el reino de Galicia. También se produce un alejamiento de la monarquía de dicho reino de los intereses riojanos, que favorece el protagonismo de los señores y de los campesinos, se asiste a una creciente señorialización, que produce cambios estructurales en la sociedad. Así pues, la región pasaría entonces al poder de los López de Haro, señores de Vizcaya.
Durante épocas posteriores, se producirían numerosos sucesos históricos importantes, como por ejemplo, el asedio de Logroño por las tropas de Asparrot en 1521, la publicación del Compendio Historial de la provincia de La Rioja en el año 1701, obra de Mateo Anguiano o los levantamientos en Logroño y Fuenmayor contra las tropas francesas en 1808, durante la guerra de la Independencia española. Contienda durante la cual en La Rioja se organizó La Junta de Rioja en 1809 para luchar contra el invasor, cuya capital se situaba en Soto de Cameros. Existían tres grupos de resistencia comandados desde la misma: El Batallón de voluntarios de La Rioja, el Regimiento provincial de Logroño y el Escuadrón de los Húsares de La Rioja. Asimismo, también cabe mencionar la fundación de la Real Sociedad Económica de La Rioja en 1790 en Fuenmayor, la cual fue una de las sociedades de amigos del país fundadas en España durante la ilustración y que tanta importancia tuvo en las reivindicaciones políticas de reunificación riojana posteriores.

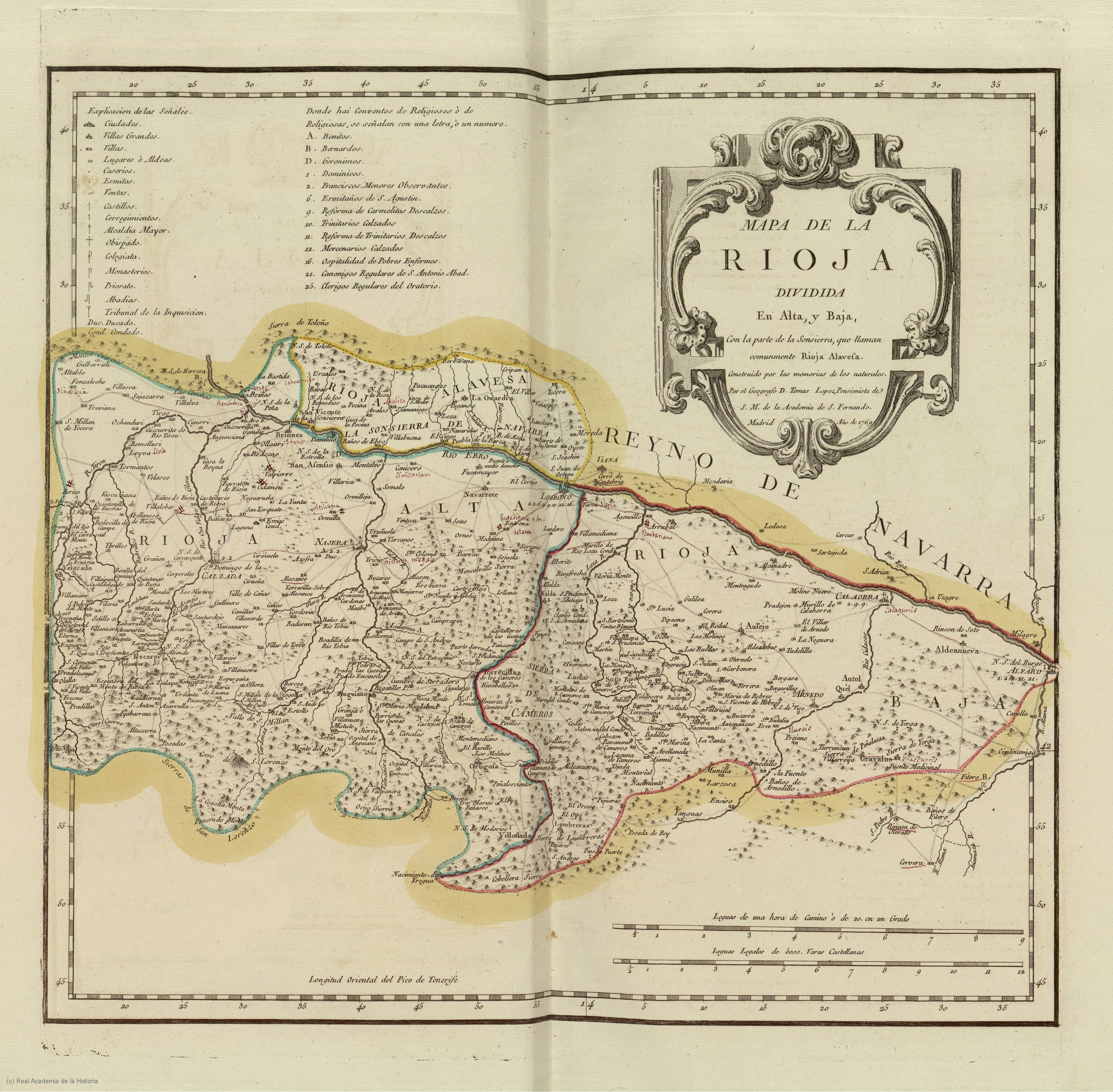
Mapa de La Rioja dividida en Alta y Baja realizado por Tomás López en 1769

En el siglo XVIII tras la guerra de sucesión y la llegada de los Borbones a España, se realizó la división del territorio español al modo francés en 18 circunscripciones llamadas intendencias, buscando de esta manera mejorar la administración del estado. Hasta ese momento España era un país atomizado, dividido por antiguos señoríos y legislaciones locales entre otras figuras, sin una estructura que permitiera gobernar de manera eficiente. La Rioja quedaría asignada a las recién creadas intendencias de Burgos y Soria principalmente. Desde La Rioja se empezaron a escuchar quejas como consecuencia de la mencionada organización territorial y voces que reivindicaban un marco administrativo de los que se habían creado en la época propio para la región. Estas demandas fueron especialmente provenientes de la Real Sociedad Económica de La Rioja, la cual era una de las sociedades de amigos del país fundadas en el siglo XVIII, de un grupo de representantes de los municipios riojanos llamado Junta General de La Rioja y de varios ilustrados riojanos, presentando estas reivindicaciones un marcado discurso identitario. Estas organizaciones demandaban según sus propias palabras la «reunificación territorial de La Rioja». Otras acciones como la misiva de 66 folios realizada por el ilustrado riojano Martín Fernández de Navarrete y titulada Carta de un Riojano a un señor diputado en cortes tendrían el mismo objetivo. En ella se alegaban criterios étnicos, económicos, históricos y geográficos en defensa del mencionado propósito.En 1809, durante la guerra de la independencia, los riojanos se organizaron en la Junta de Rioja, la cual era un territorio político prácticamente autónomo con sede en Soto en Cameros desde el que se hacía frente al invasor, consiguiendo así la unión del territorio. Fue disuelta en 1811 para volver a dividir la región. Esto acrecentó aún más las reivindicaciones riojanas y en 1812 se celebró la Convención de Santa Coloma en la que representantes de los municipios riojanos se reunieron para remitir a las cortes de Cádiz una nueva demanda provincialista riojana. Las reclamaciones serían satisfechas durante el Trienio Liberal en la división provincial de España de 1822, al dotar a La Rioja de una administración provincial propia, aunque bajo la denominación de provincia de Logroño, debido al acuerdo por el cual la mayoría de ellas debían adoptar los nombres de sus capitales, lo que supuso la supresión de su nombre histórico de La Rioja –que era el tradicional del territorio– y su sustitución por el de Logroño. En relación con esto, uno de los documentos de la época que da constancia del mencionado suceso dice así: «En la sesión de cortes celebrada este día se ha declarado a la Rioja por provincia independiente bajo la denominación de provincia de Logroño y por capital a esta ciudad». Sin embargo, la reacción absolutista de Fernando VII en 1823 provocó la eliminación de las disposiciones liberales, entre ellas la división provincial española, por lo cual La Rioja se quedaría nuevamente sin provincia. El 30 de noviembre de 1833 con la división de España en provincias de Javier de Burgos, basada en la división territorial realizada durante el Trienio Liberal, se obtiene de forma definitiva la unidad administrativa. España quedaría dividida en 49 provincias, institucionalizándose políticamente otra vez La Rioja como una de ellas, aunque nuevamente bajo la denominación de provincia de Logroño. Esto se debió a que si bien en 1826 –año en el cual se comenzó a plantear este nuevo proyecto de división administrativa española– ya se pretendía recuperar el nombre histórico de La Rioja para la provincia, dicho término, junto con el de Asturias, fue suprimido en algún momento de la tramitación del mismo. Por ello Asturias y La Rioja adoptarían las denominaciones de sus capitales, conservándose únicamente los de las cuatro provincias forales, es decir, las vascas y Navarra. Fue el propio Javier de Burgos quien al parecer suprimió su nombre tradicional de La Rioja, sustituyéndolo por el de Logroño. De esta manera concluiría una reivindicación histórica que reclamaba la reunificación de La Rioja, que quedó encuadrada en la región de Castilla la Vieja. Se instauraron 9 partidos judiciales.
En el año 1980 recuperó su nombre de La Rioja, que tantas veces se había podido leer en la documentación desde la Edad Media. Para su modificación, se solicitó un estudio histórico y dictamen de la Real Academia de la Historia, que fue afirmativo al cambio.No obstante, el nombre nunca había llegado a perderse, puesto que los habitantes de la provincia siguieron llamándose riojanos y diferenciando Logroño, su capital, de Rioja, el conjunto del territorio. Incluso los medios de comunicación e instituciones provinciales serían riojanos o de La Rioja y no logroñeses (el periódico La Rioja fundado en 1889, el Diario de La Rioja fundado en 1900, el Instituto de Estudios Riojanos fundado en 1946 etc..).
Se conformó en comunidad autónoma uniprovincial durante la transición a la democracia, después de múltiples movilizaciones  de sus ciudadanos que reivindicaban la autonomía,y tras un rechazo de sus habitantes a ser integrada en otra región, fuera Castilla y León, como proponía UCD, o en un país Vasco-Navarro, como proponía PSOE y PC.   El Estatuto de Autonomía se firmó el 9 de junio de 1982, después de un proceso electoral en el que 172 de los 174 municipios riojanos votaron a favor de la decisión autonomista. Pasando a celebrarse a partir de ese año en esa fecha el Día de La Rioja.

### Glosas emilianenses

La península en 1030. La primera constancia escrita del romance y del vascuence está en las Glosas Emilianenses. El mapa muestra el desaparecido Reino de Pamplona entre los años 1029 y 1035

En noviembre de 1977 se celebró una gran fiesta en el monasterio de San Millán de la Cogolla para celebrar el milenario del nacimiento de la lengua castellana. Autoridades, lingüistas, académicos, todos se dieron cita en aquel lugar donde surgió el primer balbuceo escrito de dicha lengua. En la biblioteca, heredera del Escritorio de San Millán, dormía durante siglos un códice latino, Aemilianensis 60, en cuyos márgenes un amanuense había escrito unos apuntes (glosas) en lengua romance, en vasco y en un latín que hoy podríamos llamar «macarrónico». Existen estudios actuales que afirman que las glosas emilianenses no están escritas en castellano, como se creía en 1977, sino en la variedad riojana del romance navarro, con el detalle de que cuando se escribieron esta región no pertenecía aún al Reino de Castilla, sino al de Navarra. Ejemplo de una glosa:

...con o ajutorio de nuestro dueno Christo dueno Salbatore qual dueno yet ena honore e qual duenno tienet ela mantatjione con o Patre con o Spiritu Sancto en os sieculos de los sieculos
Traducción de: adiubante Domino nostro Iesu Christo cui est.../...

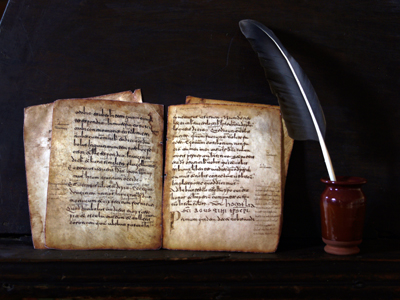
Página 72 del Códice emilianense 60. Se aprecia la glosa en el margen derecho

Estos textos se escribían en el siglo X, aunque investigaciones recientes aseguran que tal vez fuera ya entrado el siglo XI. Este códice 60, que actualmente se guarda en la Real Academia de la Historia, es el que tradicionalmente se conoce como Glosas Emilianenses. Dado que dos de estas glosas están escritas en vasco, puede decirse también que en el monasterio de San Millán tuvo lugar el nacimiento de la lengua vasca escrita.
No obstante, los investigadores riojanos Claudio y Javier García Turza han realizado estudios sobre el códice 46, también encontrado en la biblioteca de Yuso, que aparece fechado el 13 de junio de 964, con lo que fijan aún más los orígenes de esta lengua romance escrita. El códice 46 es un diccionario enciclopédico con más de 20 000 entradas ordenadas de la A a la Z en el que las voces romances forman parte no solo de las anotaciones al margen, sino también de la parte del texto escrito en un latín muy contaminado por el habla popular. Este manuscrito recoge el saber popular y aclara numerosas lagunas sobre la Alta Edad Media.
En San Millán  de la Cogolla también se desarrolló la obra de Gonzalo de Berceo, primer poeta de nombre conocido de la literatura española, perteneciente al denominado mester de clerecía.

### Huellas de dinosaurio

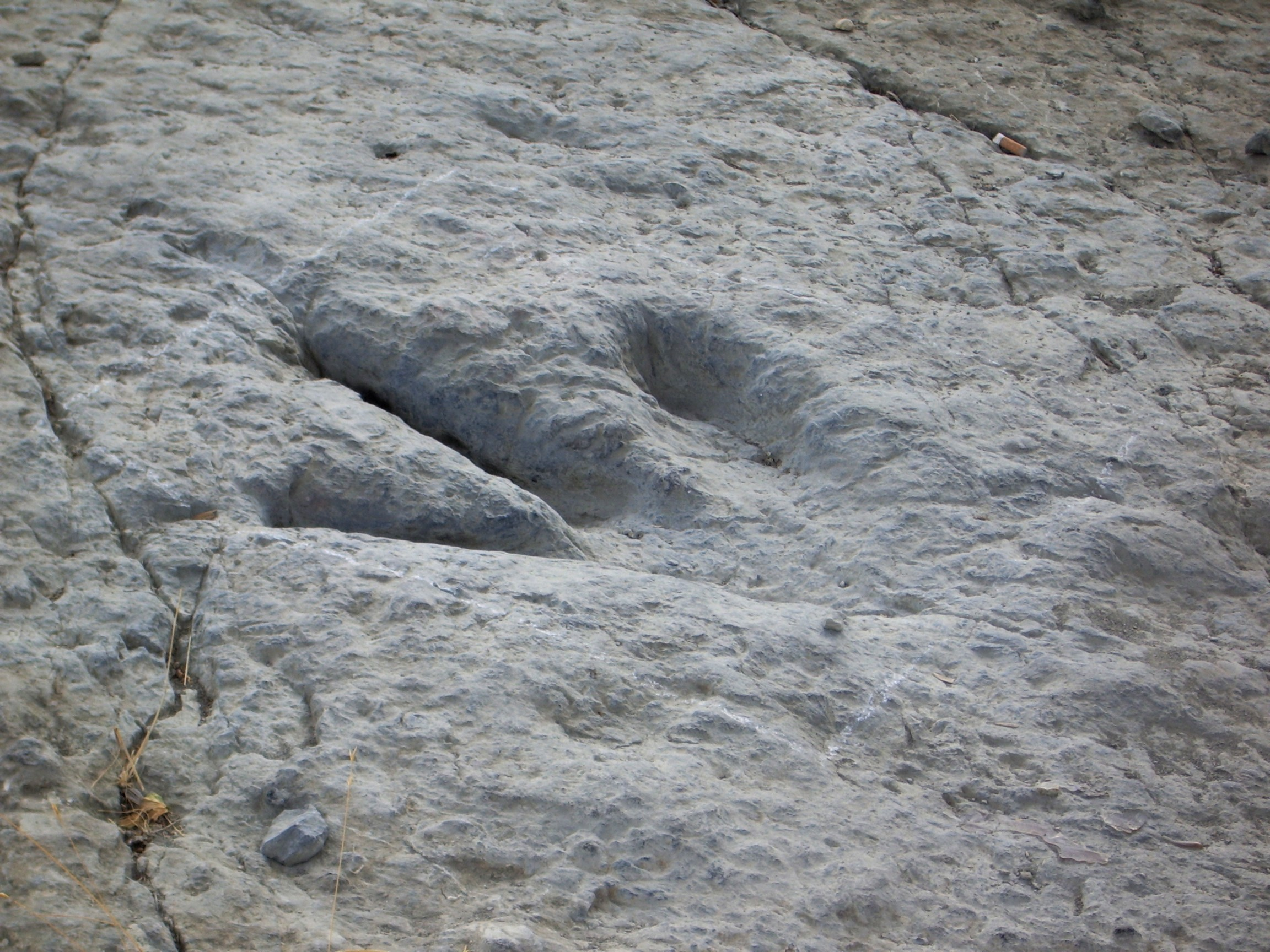
Icnita de un Terópodo encontrada cerca de Enciso

Durante la época Cretácico inferior la actual zona geográfica de Cameros formó parte de una llanura encharcada de un antiguo delta que se desecaba periódicamente, dejando atrás zonas fangosas en las que las huellas de dinosaurio quedaban marcadas a su paso. Con el tiempo éstas se secaban y cubrían con nuevos sedimentos cuyo peso prensaba las capas inferiores, haciéndolas solidificar en rocas con el paso de millones de años. La orogenia alpina elevó y plegó la zona, formándose el sistema ibérico, y la erosión ha ido desgastando las capas, haciendo visibles muchas de estas formaciones rocosas, permitiendo observar las icnitas (pisadas fósiles). La Rioja destaca por el número y conservación de estos yacimientos, haciéndola según los expertos, uno de los territorios paleontológicos más importante del mundo, amén de los que se encuentran en la zona norte de Soria, tales como Yanguas, Santa Cruz de Yanguas y otras localidades de tierras altas.

## Geografía

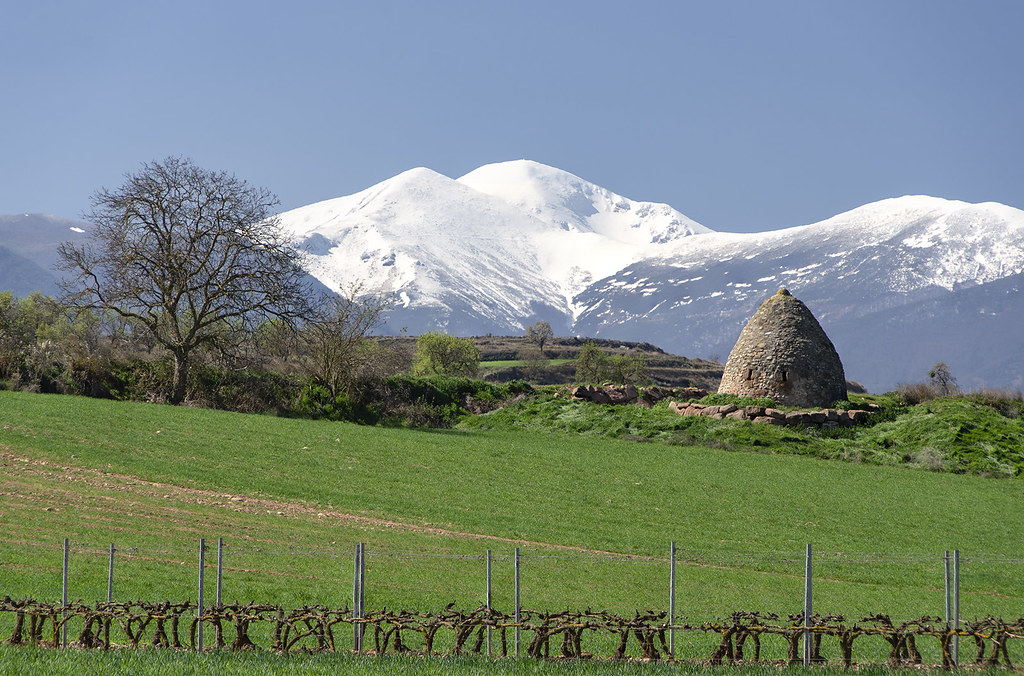
Monte San Lorenzo, el pico más alto de la Rioja con 2271

Cuando el río Ebro atraviesa el angosto paso entre las rocas de las Conchas de Haro, se presenta en La Rioja, por donde corre durante 120 km, antes de proseguir su camino hacia el Mediterráneo. En las Conchas de Haro la altitud del río es de 445 m y cuando sale de la comunidad, en la Reserva Natural de los Sotos del Ebro en Alfaro, es de 260 m. El río corre, por lo tanto, muy rápido por La Rioja.
| 1. Río Ebro 2. Puerto de Piqueras 3. Conchas de Haro 4. Cordillera Ibérica 5. Puerto de Oncala | 6. Sierras de Cantabria y Codés 7. Valle del Alhama 8. Valle del Linares 9. Valle del Cidacos 10. Valle del Jubera | 11. Valle del Leza 12. Valle del Iregua 13. Valle del Najerilla 14. Valle del Oja 15. Valle del Tirón 16. Logroño |

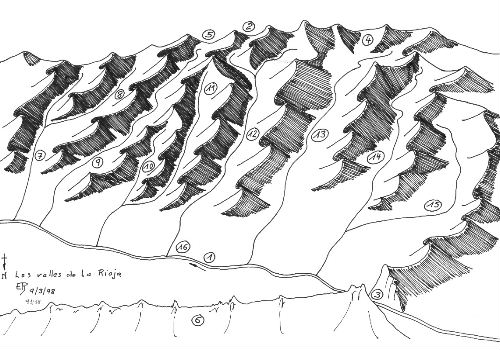
La Rioja y sus siete valles. Dibujo de Ernesto Reiner:
1. Río Ebro
2. Puerto de Piqueras
3. Conchas de Haro
4. Cordillera Ibérica
5. Puerto de Oncala
6. Sierras de Cantabria y Codés
7. Valle del Alhama
8. Valle del Linares
9. Valle del Cidacos
10. Valle del Jubera
11. Valle del Leza
12. Valle del Iregua
13. Valle del Najerilla
14. Valle del Oja
15. Valle del Tirón
16. Logroño

El Ebro transcurre por el norte de la comunidad. Toda la orilla derecha (la que tiene al sur) pertenece a La Rioja. En la orilla izquierda solo se encuentran tres municipios, Briñas, San Vicente de la Sonsierra y Ábalos (conocidos como la Sonsierra riojana), aunque Logroño, Agoncillo, Alcanadre, Rincón de Soto y Alfaro tienen también parte del territorio de su municipio en dicha orilla. Por proximidad, la zona de Álava comprendida entre el Ebro y la sierra de Cantabria se denomina Rioja Alavesa.
Al sur del río, entre 60 y 40 km de distancia, se extiende paralela la cordillera Ibérica, con altitudes entre los 1000 y 2000 m s. n. m.. De la cordillera se desprende hacia el norte, entrando profundamente en La Rioja, la sierra de la Demanda, que tiene en el monte San Lorenzo, con 2271 m, la máxima altitud riojana.
De la cordillera bajan rápidos siete ríos hacia el Ebro; por ello a La Rioja le dicen: «La de los siete valles». Se llaman, de este a oeste, Alhama, Cidacos, Leza, Iregua, Najerilla, Oja y Tirón, aunque las cabeceras del Alhama y del Cidacos son sorianas y las del Najerilla-Neila y Tirón son burgalesas. En ocasiones se añade el Linares (afluente del Alhama), agrupando el Tirón con su afluente el Oja.
Todos los ríos de estos valles reciben afluentes que van formando otros tantos valles con entidad propia, como son los de Linares, Ocón, Jubera, Tuerto, Brieva, Viniegras, San Millán. Y existe un número casi ilimitado de grandiosos barrancos de espléndida naturaleza como Aguas Buenas, Nieva, Manzanares, Ardancha, Navajún, Valderresa, Ollora, Tobía, San Martín y otros.
En las tierras altas crecen robles, hayas y pinos. Hay matorrales de enebros, boj, endrinas, acebos, jaras, y grandes laderas con finos pastos para ganados caballar, vacuno y lanar. Más abajo se encuentran encinas, olivos y almendros. Cerca del Ebro, en los llanos, las tierras son para cereal, remolacha y patata, en tanto que las colinas están cubiertas de inmensas viñas de las que manan literalmente los vinos que dan fama mundial a esta región.
Todos los ríos riojanos, incluido el Ebro, tienen una hilera de álamos y chopos como inseparable compañía. De los álamos riojanos ha escrito Ana María Matute: «...verlos al borde del agua, volcando el paisaje, apuntando como lanzas mágicas hacia el país irreal y misterioso del fondo del río».

### Flora y fauna
La Rioja representa el 1 % de la superficie de España y sin embargo cuenta con aproximadamente el 46 % de las especies de vertebrados que residen en España y el 60 % de los peninsulares. También vive aquí el 21 % de los vertebrados endémicos de la península ibérica. Cinco de ellos son peces: el barbo del Ebro, el barbo de cola roja, la bermejuela, la lamprehuela y la colmilleja. Y también hay dos mamíferos, el desmán ibérico y la liebre ibérica; un anfibio, el sapillo pintojo ibérico, y un reptil, el eslizón ibérico.
El relieve de la región se divide en dos grandes zonas: el valle del Ebro al norte, y la sierra, al sur, con altitudes medias próximas a los 2000 metros en la mitad suroeste, y de menos de 1500 metros hacia el sureste. De esta forma tenemos flora y fauna mediterráneas en el Valle del Ebro y en las sierras bajas y de tipo centroeuropeo en las sierras altas del suroeste, Demanda, Urbión, Cebollera y Hayedo de Santiago.
Entre las especies mediterráneas que se adaptan a la depresión del Ebro contamos con el galápago leproso, la salamanquesa, el eslizón ibérico, la lagartija colirroja, la lagartija cenicienta y la víbora hocicuda; peces como el pez fraile y la colmilleja en el Ebro; aves nidificantes como el águila perdicera, la ganga, la ortega, la collalba negra, el críalo europeo o el pájaro moscón europeo entre otras; mamíferos como la musarañita, el murciélago de borde claro, ratón moruno y el topillo común.
Las que se asientan en lugares más altos son especies centroeuropeas como el tritón palmeado, el lagarto verde y la víbora áspid en el grupo de los anfibios y reptiles; la perdiz pardilla, el agateador norteño, el carbonero palustre y el camachuelo común entre las aves nidificantes, y el lirón gris, topillo rojo y ratón leonado representado a los mamíferos. El musgaño patiblanco y el topillo pirenaico se asientan en la sección más al sur de su zona, en la sierra de Cantabria. El río Ebro también acoge a especies de origen centroeuropeo como el cacho, la loína, el piscardo y el lobo de río.

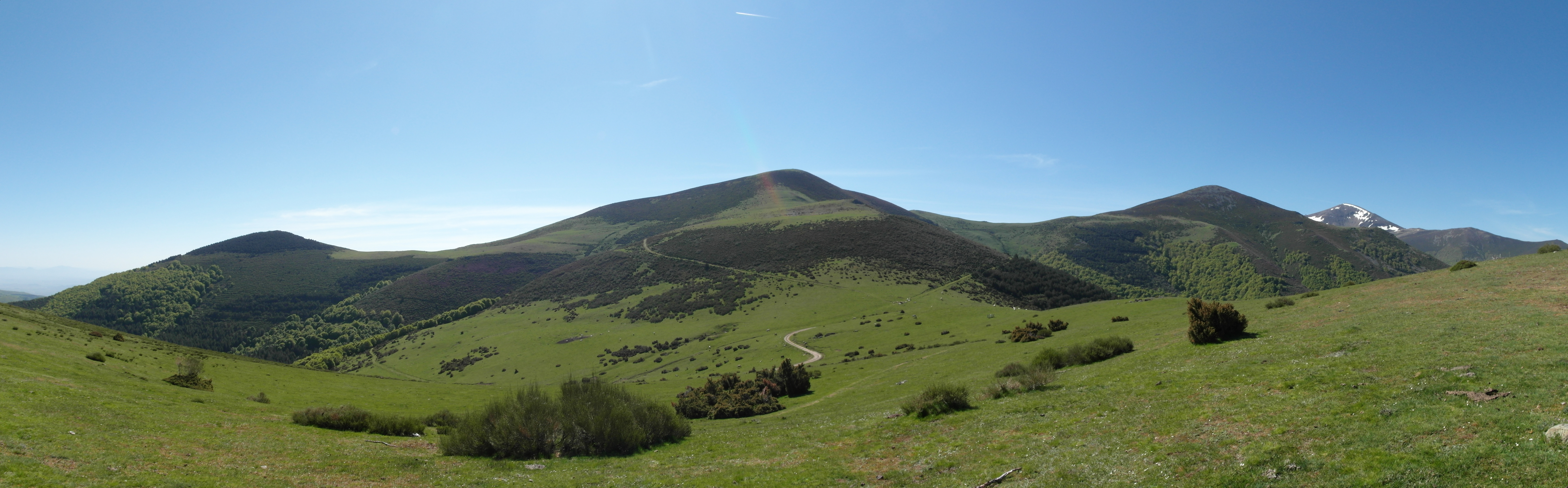
Picos de la sierra de la Demanda con el monte San Lorenzo nevado

#### Especies amenazadas

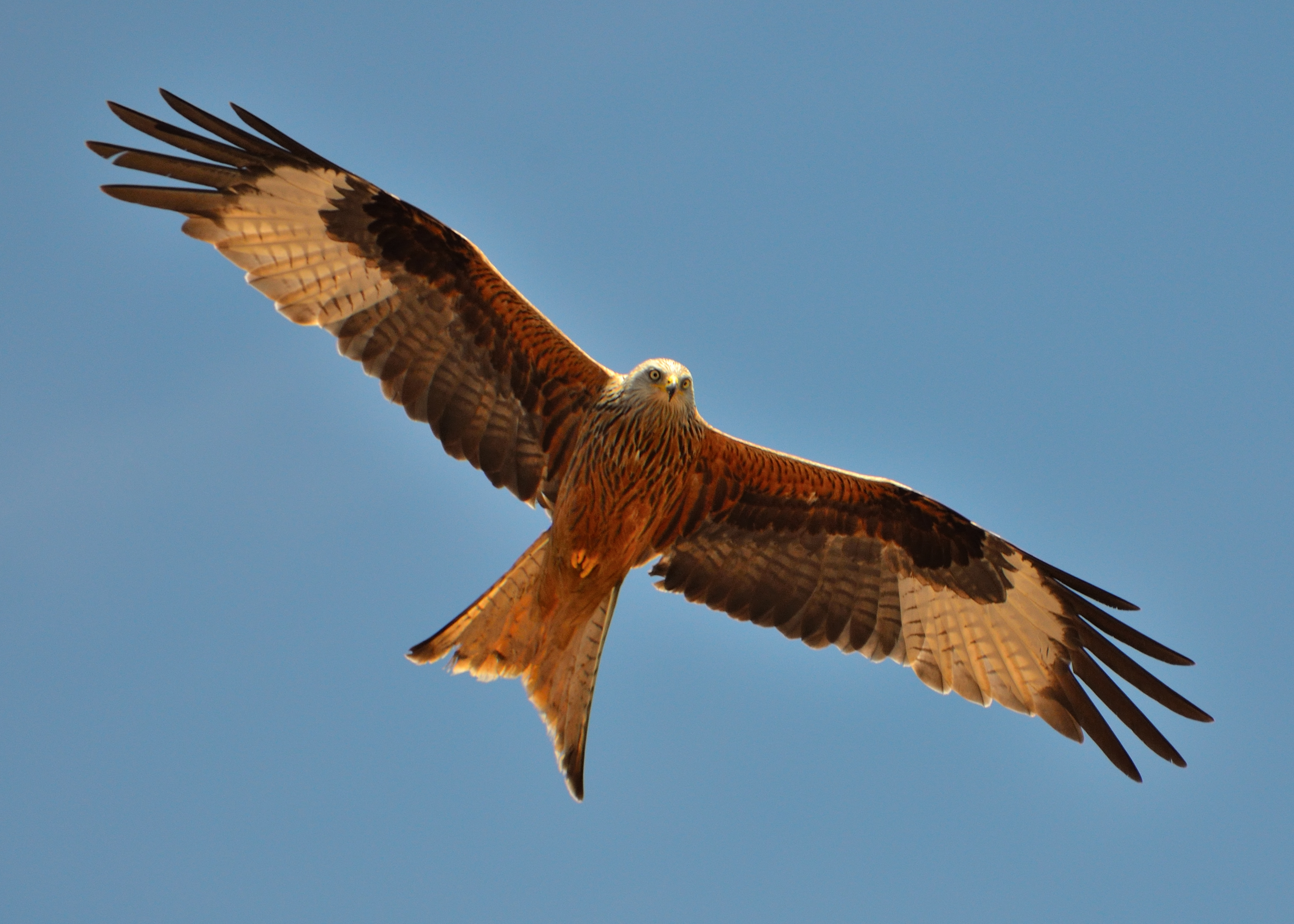
Un milano real, una de las especies en peligro de extinción en La Rioja

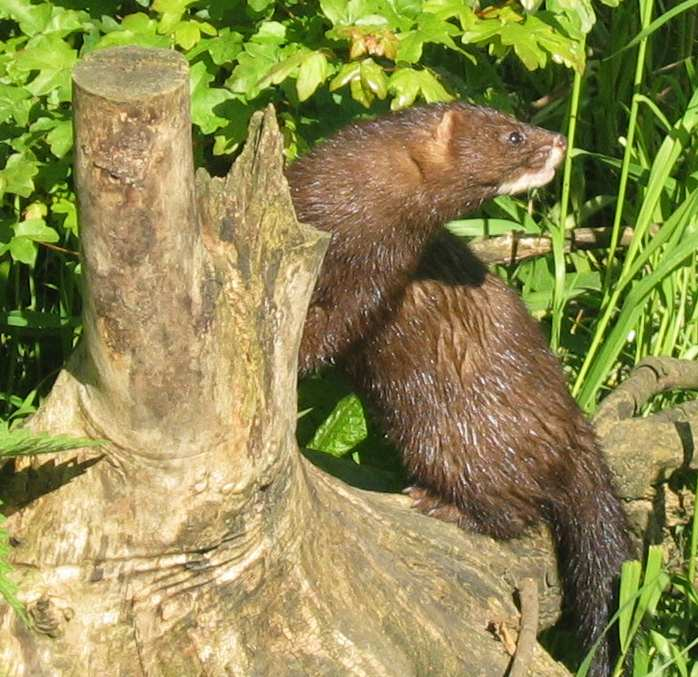
Visón europeo

En La Rioja existen dos especies en peligro de extinción: el milano real, que ha experimentado un fuerte declive en los últimos 10 años, principalmente por la acción del veneno; y el visón europeo, pequeño carnívoro adaptado a la vida semiacuática propio de ríos con una densa cobertura vegetal.
Clasificadas como especies amenazadas tenemos, entre los animales, al águila-azor perdicera, aguilucho cenizo, alimoche común, pez fraile, sisón común, ganga común, ganga ortega, colirrojo real, desmán ibérico, cangrejo autóctono de río, y algunas especies de murciélagos (Myotis bechsteinii, Myotis blythii, Myotis emarginatus, Myotis mystacinus, Rhinolophus ferrumequinum, Rhinolophus euryale, Nyctalus noctula, Nyctalus lasiopterus, Miniopterus schreibersii, Myotis myotis). Y en cuanto a la flora, a la androsela riojana, al grosellero de roca y al loro o laurel de Portugal.
También existen 174 especies (4 plantas, 1 pez, 8 anfibios, 18 reptiles, 133 aves y 10 invertebrados) que aunque no están amenazadas precisan de una evaluación periódica de su estado de conservación.

### Espacios naturales protegidos
Cerca del 40 % de La Rioja es espacio natural protegido, siendo una de las comunidades con mayor porcentaje. Los espacios naturales riojanos representan el 3,56 % del total español a pesar de ser la región más pequeña de todas. Están clasificados como parques naturales, reservas naturales o reservas de la biosfera. Algunos ejemplos son:
- Parque natural de la Sierra de Cebollera
- Parque Natural del Alto Najerilla
- Reserva natural de los Sotos del Ebro en Alfaro
- Humedales de la sierra de Urbión
- Laguna de Hervías
- Reserva de la biosfera de los valles del Jubera, Leza, Cidacos y Alhama

## Demografía
La Rioja cuenta con una población de 324 184 habitantes, 159 979 hombres y 164 205 mujeres (INE 2024). Presenta una densidad de población de 64,27 habitantes por km².
Es la comunidad autónoma con menor población de España, sin embargo presenta una densidad de población moderada respecto a otras comunidades autónomas. La mayoría se concentra en el área metropolitana de Logroño y en localidades como Calahorra, Arnedo o Haro. Según los mismos datos, de los 174 municipios de la región, en 150 hay censados más hombres que mujeres, en 2 el mismo número y en 22 más mujeres que hombres. De estos últimos las diferencias son pequeñas, salvo en la capital donde se encuentra una diferencia de 7186 mujeres más que hombres.

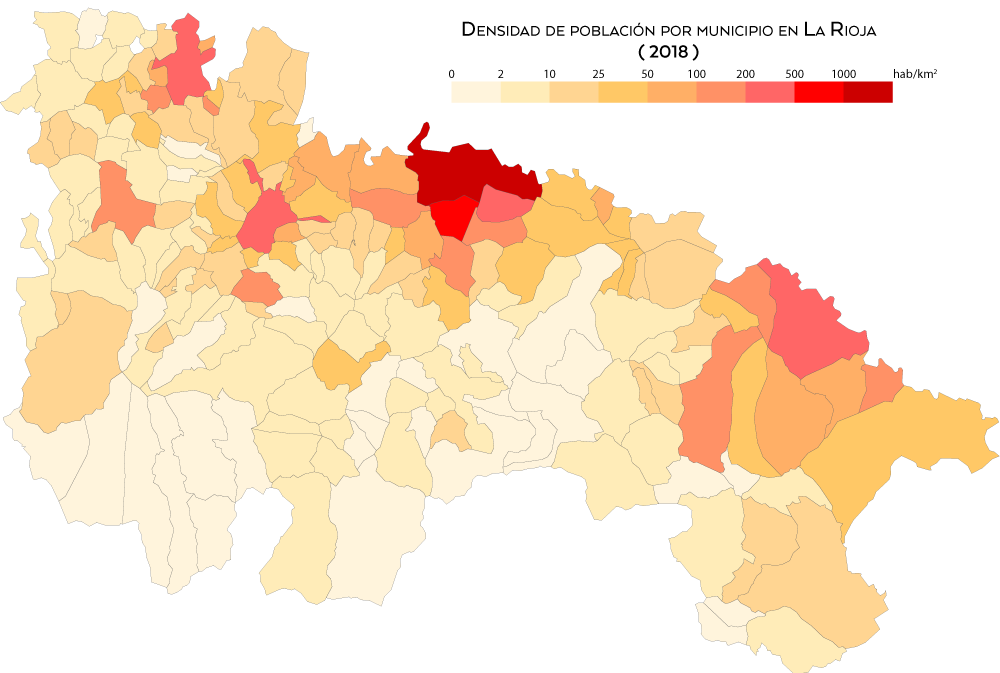
Densidad de población por municipio (2018)
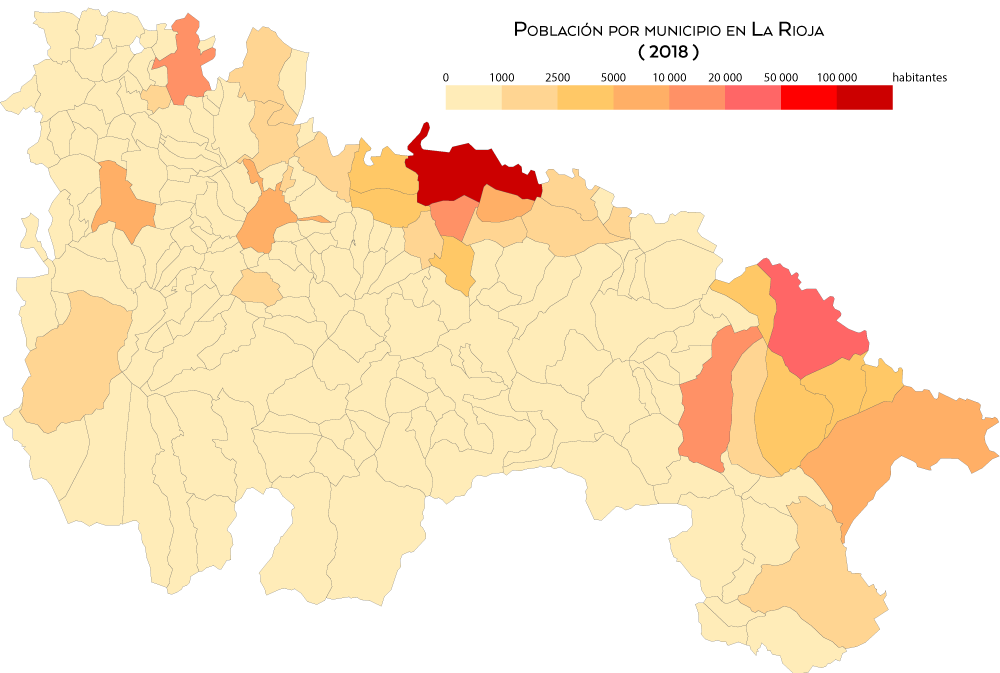
Población por municipio (2018)
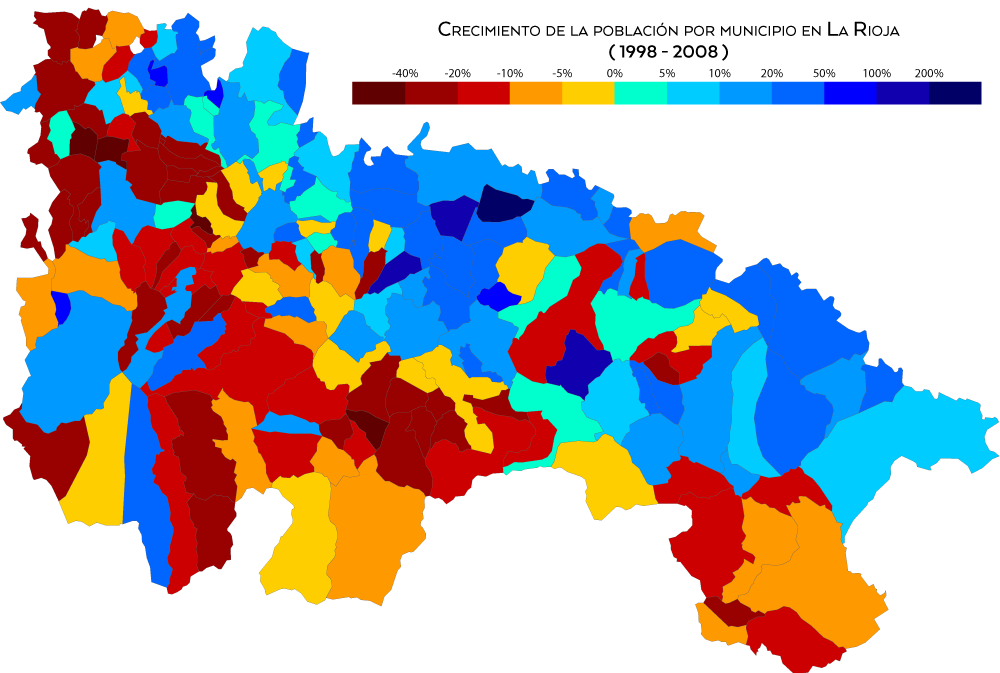
Crecimiento de población por municipio entre 1998 y 2008
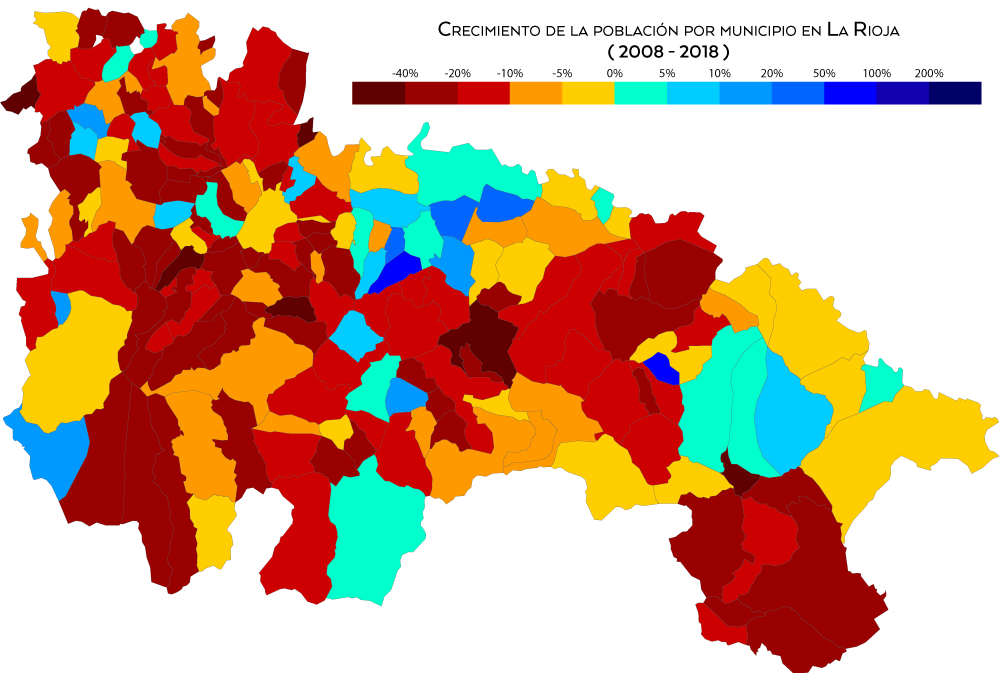
Crecimiento de población por municipio entre 2008 y 2018

| Gráfica de evolución demográfica de La Rioja entre 1857 y 2018 |
| |
| Población de derecho (1857-1897) según los censos de población del INE del siglo XIX Población de derecho (1900-1991) o población residente (2000) según los censos de población del INE Población según el padrón municipal de 2018 del INE |

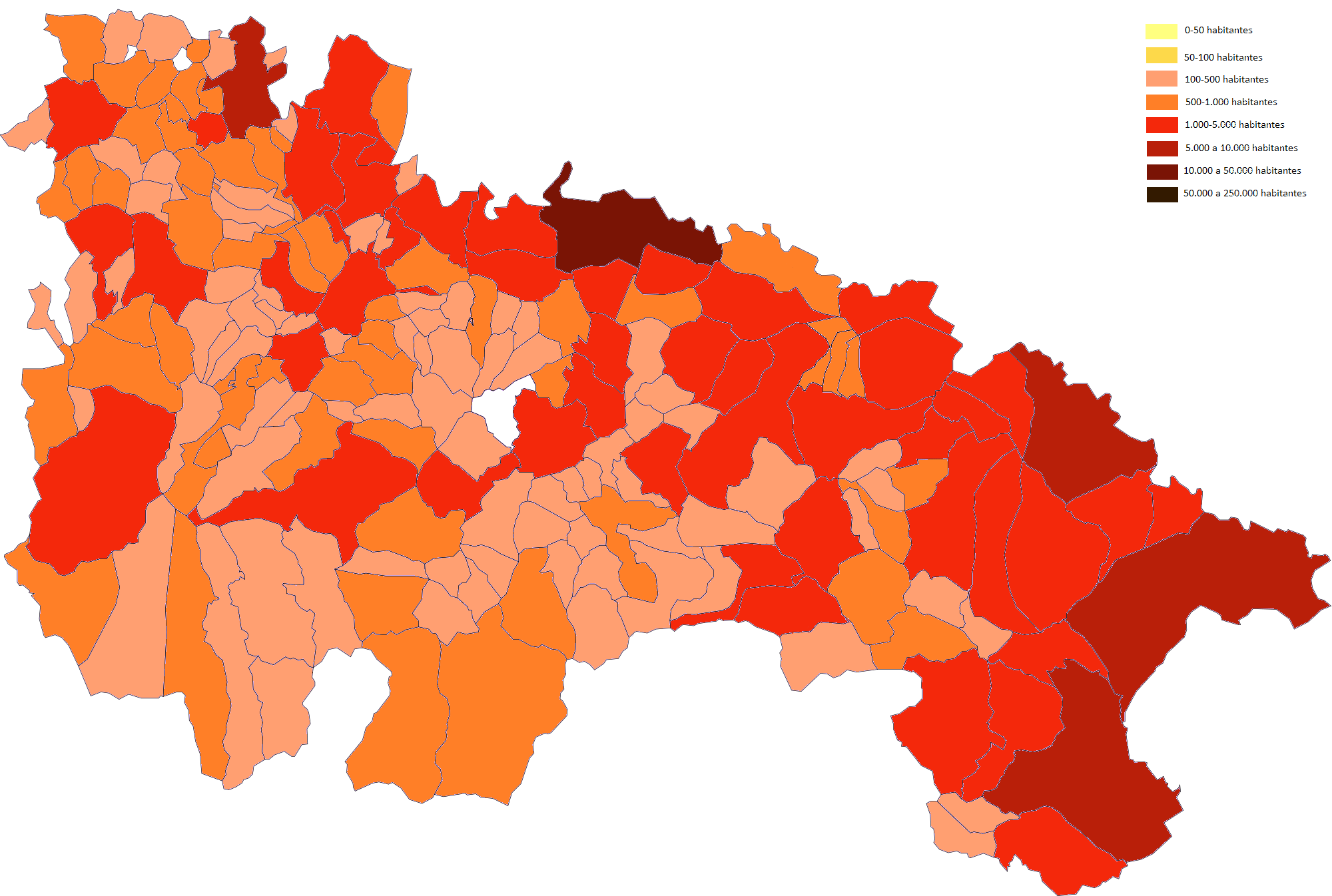
Distribución demográfica de la población en la superficie territorial de La Rioja en el año 1900

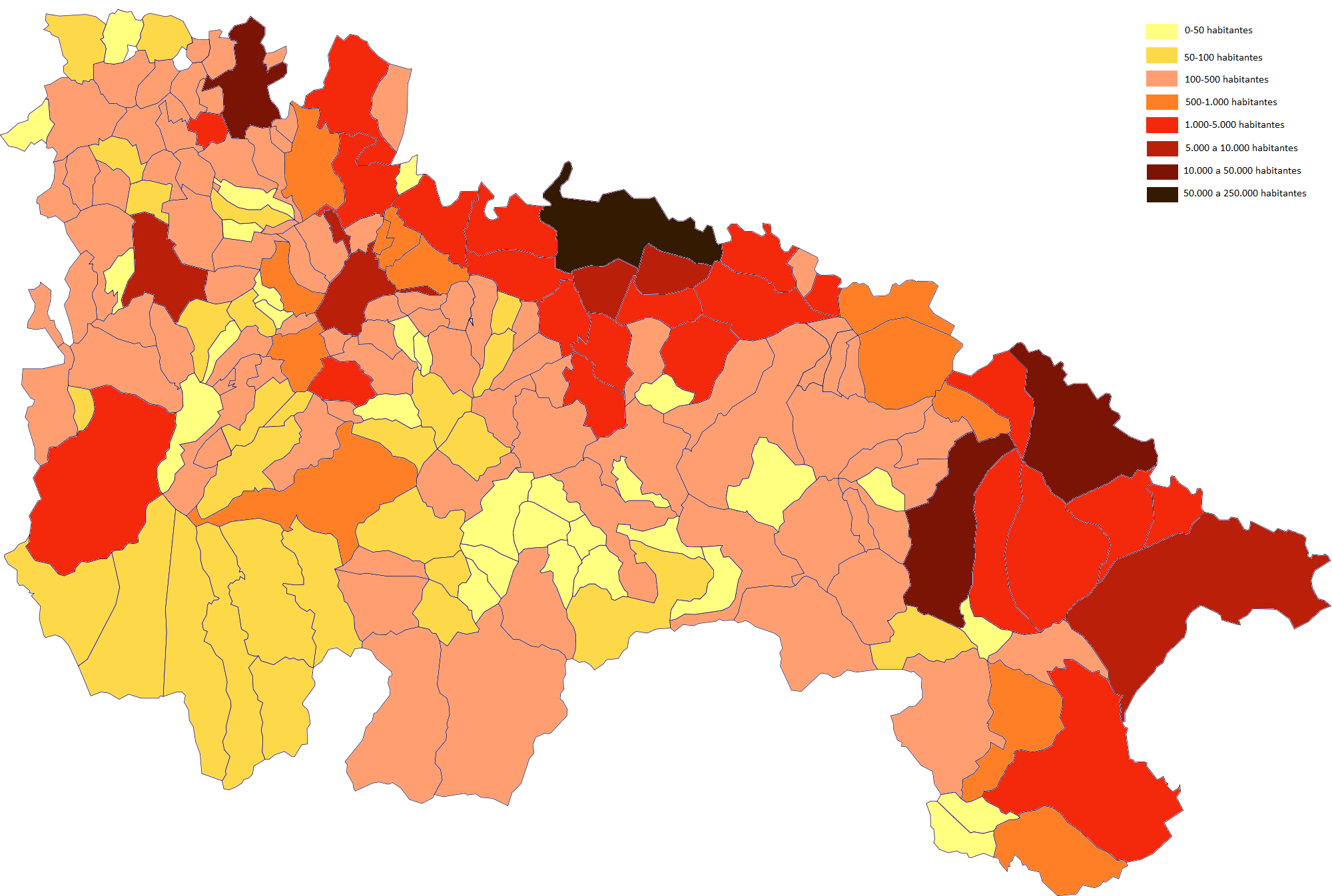
Distribución demográfica de la población en la superficie territorial de La Rioja en el año 2015

Desde principios del siglo XX La Rioja ha sufrido un gran aumento demográfico, casi doblando su población. Sin embargo ha sido muy desigual en las distintas zonas de la comunidad.
La población de la región se ha ido concentrando con los años en Logroño y alrededores, y en las diferentes cabeceras de comarca, provocando así un declive en zonas rurales.
La población en 1900 estaba más repartida entre los diferentes municipios, siendo los pertenecientes a la zona de valle en La Rioja Baja los de mayor tamaño, y los de la sierra de Cameros y la Demanda los menores. En la Rioja Alta por su parte, se encontraban con mayor frecuencia municipios medios de entre 500 y 1000 habitantes.
Abundaban mucho más los municipios de entre 1000 y 5000 habitantes, y entre 500 y 1000 habitantes que en la actualidad. Siendo estos con los de entre 100 y 500 los más numerosos. No existían localidades de menos de 100 habitantes. Durante estos años han quedado deshabitados algunos municipios riojanos (La Santa, Trevijano, Luezas, Poyales, Larriba, Carbonera o Turruncún) y han surgido otros nuevos como Arrúbal.
Asimísmo existía una diferencia demográfica entre sierra y valle del Ebro, que actualmente se ha acentuado acumulándose en torno a este último la mayoría de la población. 

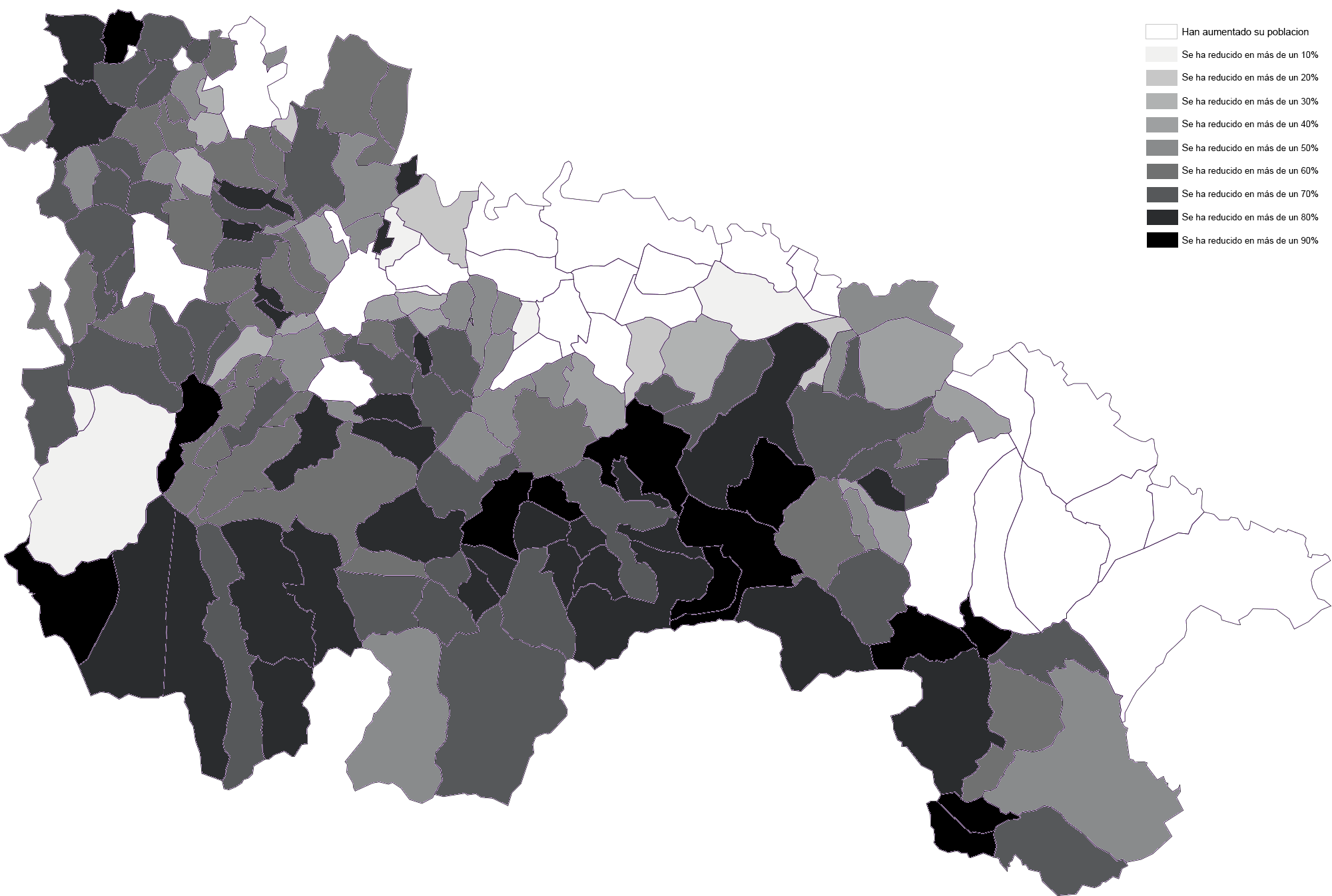
Variación demográfica en los municipios riojanos entre 1900 y 2015

Actualmente La Rioja es una comunidad autónoma con la población muy concentrada, ya que casi la mitad de sus habitantes reside en Logroño. Concretamente esta aglutinación poblacional se sitúa a lo largo del cauce del río Ebro, pero de manera más notoria en la Rioja Baja que en la alta.
La mayor parte de los municipios riojanos tienen poblaciones entre los 100 y los 500 habitantes, es decir de un tamaño bastante reducido pero en las que todavía existen servicios, actividades económicas y sociales activas. Aunque sobre todos ellos existe el peligro de la despoblación progresiva.
Por otra parte hay una gran despoblación de las comarcas de la sierra, en las que muchos de los municipios no llegan ni siquiera al centenar de vecinos, aspecto incentivado por el envejecimiento de su población. Existen algunas excepciones como Ezcaray, que posiblemente sea el único centro demográficamente dinámico de la serranía riojana, y otros como Anguiano, Torrecilla de Cameros o Villoslada de Cameros que luchan por mantener una población estable de entre 400 y 600 habitantes.

## Economía

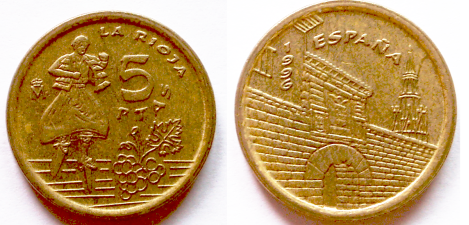
Un duro (5 pesetas) de 1994 con la imagen de La Rioja

Exportaciones de La Rioja en 2020

El PIB a precios de mercado, ha experimentado un incremento, desde la incorporación de España en la Unión Europea (UE), tanto para el conjunto nacional como para La Rioja en particular. La Comunidad presentaba un PIB a precios de mercado de 1997 que ascendía a 360 713 millones de pesetas, frente a los 245 964 que presentaba en el año 1986. La explicación del incremento radica en el fuerte crecimiento del PIB en el periodo 1986-1991, en el que se produjo una variación del 5,6 %, variación mayor que la alcanzada en el mismo periodo para España, cuya oscilación llegó a 4,6 puntos porcentuales. La Rioja, por lo tanto, confirma en este periodo un esfuerzo productivo superior al del conjunto nacional, comportamiento que se ha seguido manteniendo hasta la actualidad.

## Gobierno y política

### Parlamento
El Parlamento de La Rioja es el órgano supremo de representación de La Rioja, según recoge el Estatuto de Autonomía de La Rioja. Sus miembros son elegidos por la ciudadanía de forma democrática en las elecciones al Parlamento de La Rioja y desempeña el papel legislativo. La sede se encuentra en el antiguo Convento de la Merced de la capital riojana. Consta de 33 escaños, que se reparten en función de las candidaturas que han superado el 5 % de votos.
Reparto de escaños (2023-2027)
Las elecciones autonómicas del 28 de mayo de 2023 dieron la victoria por mayoría absoluta al Partido Popular, recuperando La Rioja tras cuatro años en la oposición.

Logotipo del Gobierno de La Rioja

| Nombre        | Partidos        | Portavoz             | Líder            | Escaños |
| ------------- | --------------- | -------------------- | ---------------- | ------- |
| GP Popular    | PP              | Cristina Maiso       | Gonzalo Capellán | 17      |
| GP Socialista | PSOE            | Javier García Ibáñez | Concha Andreu    | 12      |
| GP Vox        | Vox             | Ángel Alda           | Ángel Alda       | 2       |
| GP IU         | Izquierda Unida | Henar Moreno         | Henar Moreno     | 2       |

### Gobierno

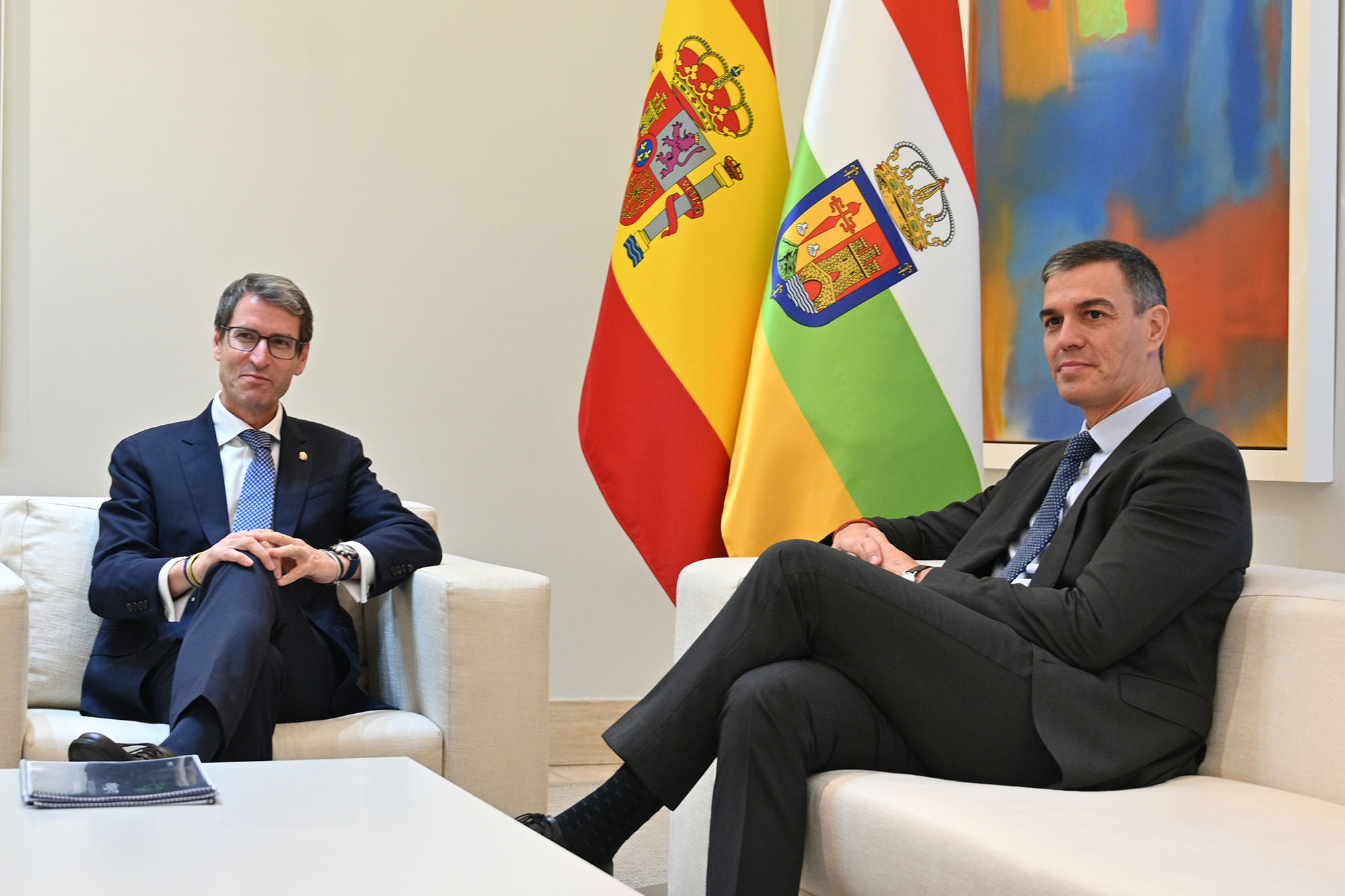
Gonzalo Capellán, presidente de La Rioja desde 2023, junto al presidente del Gobierno Pedro Sánchez en 2024.

El Gobierno de La Rioja ejerce el poder ejecutivo y la administración de la comunidad autónoma. Sus funciones son ejercer la potestad reglamentaria que no pertenece al Parlamento, Interponer recursos ante el Tribunal Constitucional y ejecutar las funciones que se deriven del ordenamiento jurídico estatal y regional.
Corresponde al presidente regional designar el número y la composición del mismo.
Su presidente es Gonzalo Capellán.

### Organización territorial

#### Comarcas

División comarcal tradicional de La Rioja: Rioja Alta (rojo), Rioja Media (verde) y Rioja Baja (amarillo). A su vez cada una divide en sierra y valle. Otra división tradicional es en dos partes: Rioja Alta y Baja, situando su divisoria en el río Iregua

La Rioja dividida según la comarcalización basada en partidos judiciales

La comunidad de La Rioja carece de una comarcalización que tenga relevancia administrativa. Tradicionalmente se ha usado la consistente en los nueve partidos judiciales que existían en la antigüedad, correspondientes a Haro, Santo Domingo de la Calzada, Nájera, Logroño, Torrecilla en Cameros, Calahorra, Arnedo, Alfaro y Cervera del Río Alhama.
Otra división histórica es en dos partes: La Rioja Alta y La Rioja Baja según el cauce del río Ebro. Tienen su divisoria en el río Iregua. Cada una de ellas cuenta con zona de valle en su parte norte, de clima mediterráneo y zona de sierra en la parte sur, de clima continental. En los últimos años se ha considerado también la existencia de la Rioja Media. 
Debido a que los antiguos partidos judiciales de Santo Domingo de la Calzada y Nájera cubrían localidades situadas en valle y sierra y atendiendo a la gran diferencia orográfica entre estas zonas, se suele tratar a sus respectivas zonas de sierra Ezcaray y Anguiano como comarcas. Además tradicionalmente la comarca de Torrecilla en Cameros (conocida habitualmente como simplemente Cameros) es dividida en Camero Nuevo y Viejo.
Según esto suelen tenerse en cuenta las siguientes:
- Rioja Alta
  - Valle: Haro, Nájera y Santo Domingo de la Calzada
  - Sierra: Anguiano y Ezcaray
- Rioja Media
  - Valle: Logroño
  - Sierra: Tierra de Cameros (Dividido en Camero Nuevo y Camero Viejo)
- Rioja Baja
  - Valle: Alfaro, Arnedo y Calahorra
  - Sierra: Cervera

#### Municipios
Esta es una lista de los municipios con más de 1000 habitantes de La Rioja según el padrón municipal de 2018 del INE:
La provincia de La Rioja es la 7.ª de España en que existe un mayor porcentaje de habitantes concentrados en su capital (47,87 %, frente a 31,96 % del conjunto de España).
Existe un enclave de la provincia de Burgos rodeado completamente de terreno riojano, correspondiente a la antigua aldea de El Ternero, hoy deshabitada y convertida en su totalidad en finca privada y bodega, excepto la ermita de la Virgen de la Pera, que es de acceso público y perteneciente aún a la diócesis de Calahorra.[cita requerida] Otro caso singular es el del antiguo Monasterio de San Miguel del Monte, situado casi en la misma línea divisoria entre La Rioja y la provincia de Burgos, y que a lo largo de su historia ha estado más tiempo vinculado a las tierras de La Rioja y a los riojanos.[cita requerida] En ambos casos no existe una posición oficial de la comunidad autónoma de La Rioja.

## Infraesctructuras y servicios

### Educación
La educación en La Rioja, según el informe P.I.S.A (2007), se sitúa en el grado más alto de España muy cerca de los países con mejor nivel educativo de Europa en cuanto a conocimientos de los alumnos, en el informe del año 2009 del ministerio, está en el primer puesto de las comunidades autónomas referido a aspectos generales de educación primaria y secundaria.
Se coloca por encima de la media española en la lista de comunidades con menor fracaso escolar, siendo el 85 % del alumnado el que consigue obtener el título de ESO, a pesar de tener la mayor proporción de inmigrantes escolarizados.
Se invierten 6208 euros por alumno, siendo la décima comunidad en este aspecto. La mayoría de los centros educativos en la comunidad son públicos, siguiéndoles en número los concertados y privados, son muy escasos estos últimos en primaria y secundaria. El bachillerato es gratuito en los centros públicos y de pago en los concertados; actualmente se está intentando llevar a cabo una reforma para concertarlo.
En La Rioja la tasa de población con estudios superiores es del 30,6 % habiendo tres instituciones de este nivel, la UNED (Universidad Nacional de Educación a Distancia), la universidad de La Rioja (UR) y la UNIR:

#### Centro Asociado de la UNED en La Rioja
La Universidad Nacional de Educación a Distancia (UNED) a través de su Centro Asociado en La Rioja, es una Universidad Pública de ámbito estatal creada por Decreto 2310/1972 del 18 de agosto (BOE 9 de septiembre). El Centro Asociado de la UNED en La Rioja fue la primera universidad riojana que se implantó en la comunidad autónoma. Su finalidad es facilitar el acceso a la enseñanza universitaria y la continuidad de sus estudios a todas las personas que, estando capacitadas para seguir estudios superiores, no puedan acudir presencialmente a las aulas universitarias por razones de trabajo, económicas, familiares, de residencia, etc. No obstante, también ofrece la posibilidad de que el alumno pueda asistir a tutorías de apoyo en el Centro Asociado permitiendo un contacto directo entre el estudiante y el docente. La UNED es la mayor universidad de España con sus más de 260 000 estudiantes; con una oferta educativa que abarca 27 títulos de Grado, 11 Grados Combinados, 43 másteres, 18 programas de doctorado, más de 600 programas de Formación Permanente, 12 cursos de idiomas del Centro Universitario de Idiomas a Distancia (CUID), más de un centenar de Cursos de verano y casi 400 actividades de Extensión Universitaria.

#### Universidad de La Rioja (UR)

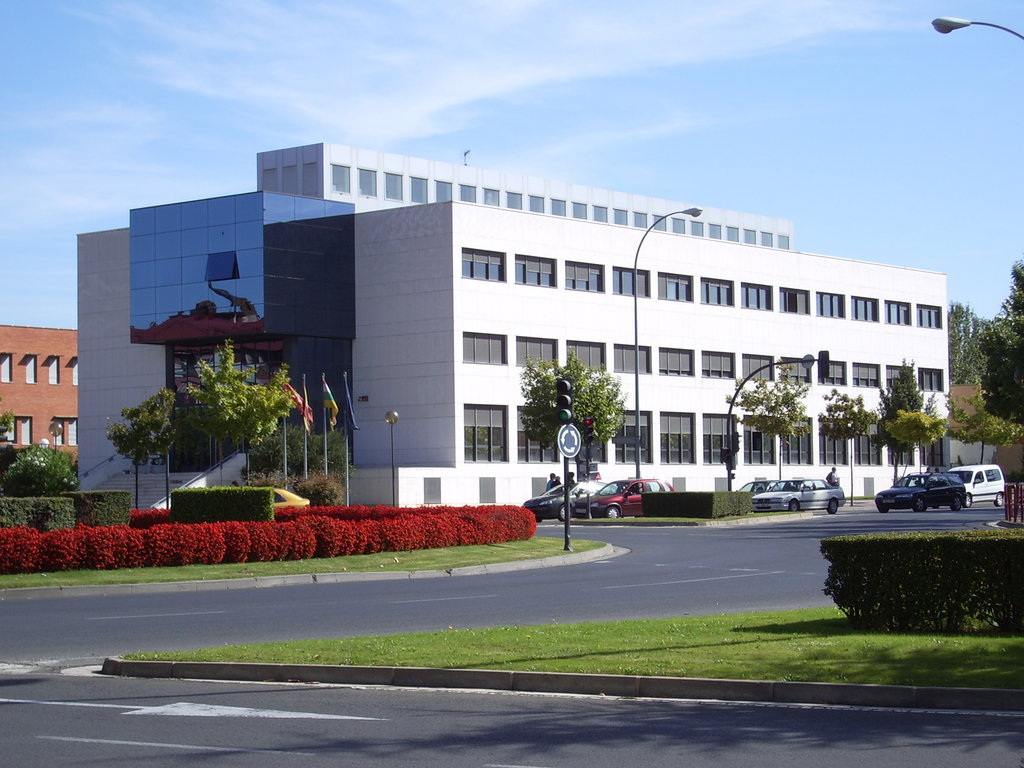
Rectorado de la Universidad de La Rioja, en la ciudad de Logroño

La Universidad de La Rioja es un campus público fundado en 1992 y que recientemente ha obtenido el sello Campus de Excelencia Internacional. Actualmente imparte 19 Grados adaptados al Espacio Europeo de Educación Superior: grado en Administración y Dirección de Empresas, grado en Derecho, grado en Educación Infantil, grado en Educación Primaria, grado en Enfermería, grado en Enología, grado en Estudios Ingleses, grado en Geografía e Historia, grado en Ingeniería Agrícola, grado en Ingeniería Eléctrica, grado en Ingeniería Electrónica Industrial y Automática, grado en Ingeniería Informática, grado en Ingeniería Mecánica, grado en Lengua y Literatura Hispánica, grado en Matemáticas, grado en Química, grado en Relaciones Laborales y Recursos Humanos, grado en Trabajo Social y grado en Turismo. La Universidad de La Rioja completa su oferta formativa con doctorado, Másteres Universitarios, cursos de verano, el programa de formación de postgrados y los cursos de lengua y cultura española para extranjeros; en conjunto, cuenta con unos 7600 estudiantes matriculados, 1500 de ellos virtuales. Está organizada en torno a cinco facultades y una escuela universitaria adscrita. Además, cuenta con el Instituto de Ciencias de la Vid y del Vino (ICVV) y cinco centros propios de investigación.

##### Dialnet
Entre otras iniciativas, la UR es impulsora de Dialnet, la base de datos de artículos científicos de libre acceso en español más importante en internet[cita requerida].

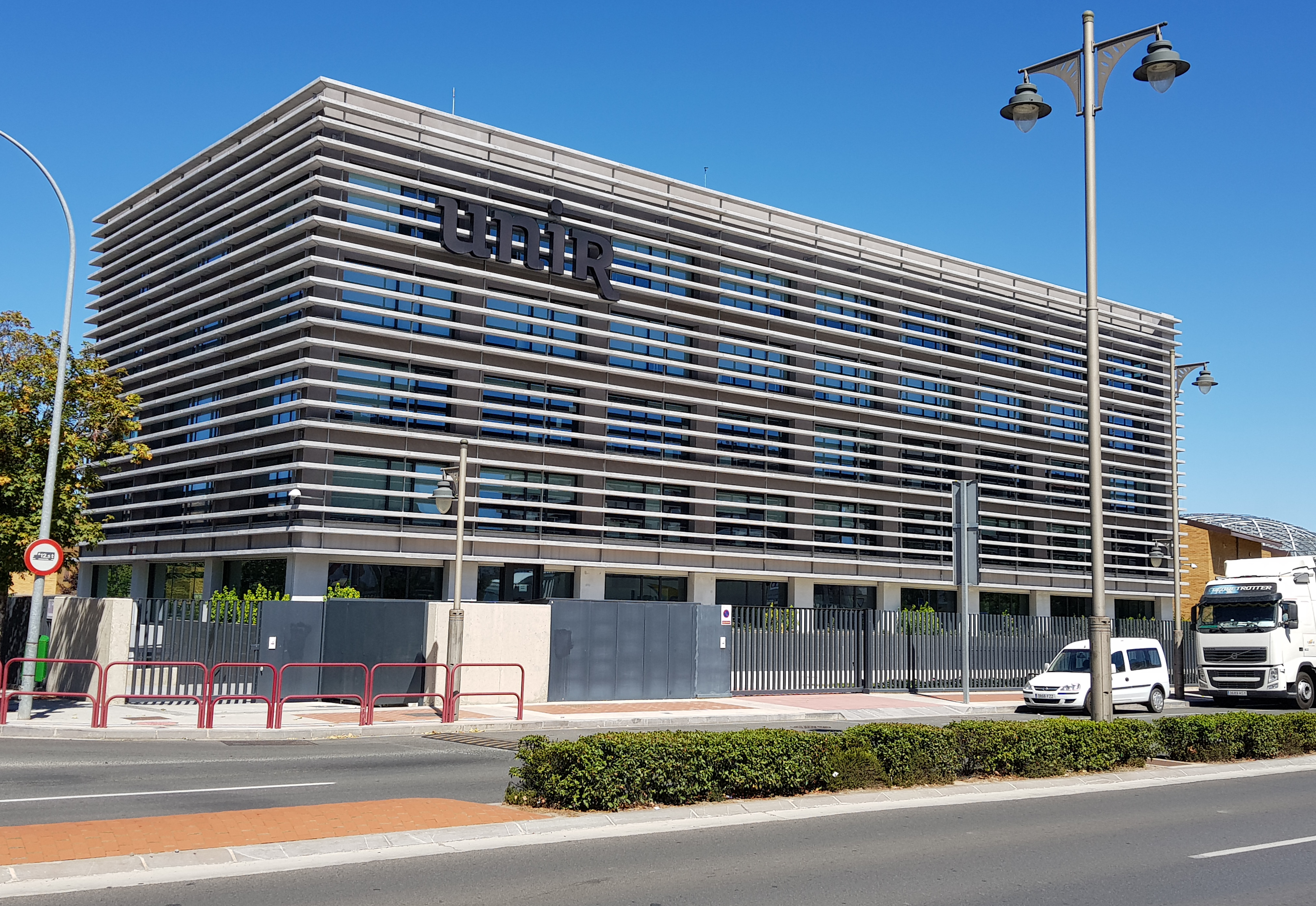
Edificio de la UNIR

#### Universidad Internacional de La Rioja (UNIR)
La UNIR, actualmente, imparte diferentes estudios de grado y de postgrado: grado en Magisterio de Educación Primaria, grado en Magisterio en Educación Infantil, grado en Administración y Dirección de Empresas (ADE), grado en Derecho, grado en Trabajo Social, grado en Comunicación, grado en Humanidades, grado en Ciencias Políticas y de la Gestión Pública, máster en Sistemas Integrados de Gestión, máster Oficial en Prevención de Riesgos Laborales, máster en Comunicación Institucional, máster en Sociología, Especialista Universitario en Radio en Internet, Experto Universitario en Derecho de Internet y Experto Universitario en Trastornos de la Personalidad.

### Sanidad

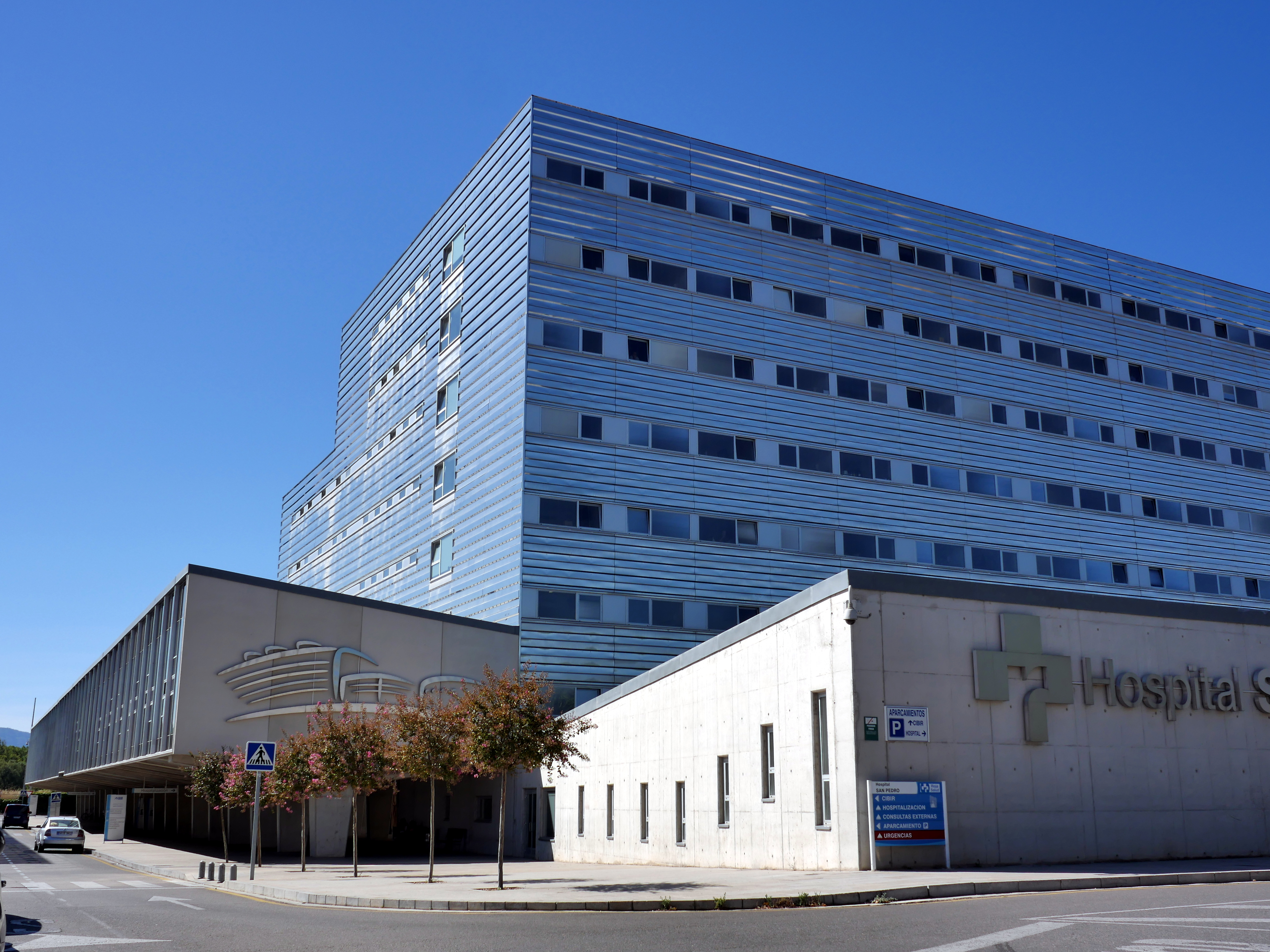
Hospital San Pedro

La comunidad autónoma de La Rioja, al igual que otras autonomías, cuenta con un servicio sanitario público propio regulado por la ley 2/2002 del 17 de abril y dependiente de la consejería de sanidad. Se encuentra organizado en el Servicio Riojano de Salud (SERIS). Proporciona cobertura sanitaria a todas las personas empadronadas en la región. Cuenta con cuatro hospitales, un centro de investigación biomédica y numerosos centros de salud y consultorios médicos repartidos por toda la geografía riojana.

#### Hospital San Pedro
Es el hospital de referencia en la comunidad, está situado en Logroño y forma parte del complejo hospitalario San Millán-San Pedro junto con el centro de alta resolución San Millán (CARPA), cuenta con 630 camas, el 83 % de ellas situadas en habitaciones individuales y casi todas las especialidades médicas.

#### Hospital de Calahorra
Es el centro sanitario de referencia en La Rioja baja, está situado en Calahorra. Cuenta con diversos servicios como rehabilitación cardiología, nefrología etc..

#### Hospital General de La Rioja
Es el hospital en funcionamiento más antiguo de la comunidad, está situado en Logroño junto a la orilla del Ebro, en un edificio del siglo XIX, cuenta con servicios de geriatría, cuidados paliativos, psiquiatría, rehabilitación y radiología.

#### Centro de investigación biomédica de La Rioja (CIBIR)
Fue fundado en agosto del 2005 por iniciativa del gobierno de La Rioja como un lugar de investigación en el ámbito de las ciencias de la salud. Está situado junto al hospital San Pedro y vinculado al mismo. Su organización corre a cargo de la fundación Rioja Salud. En la actualidad se están desarrollando diversos proyectos de investigación desde varios de sus departamentos como son el de oncología, microbiología molecular, enfermedades biomédicas etc..

### Transporte

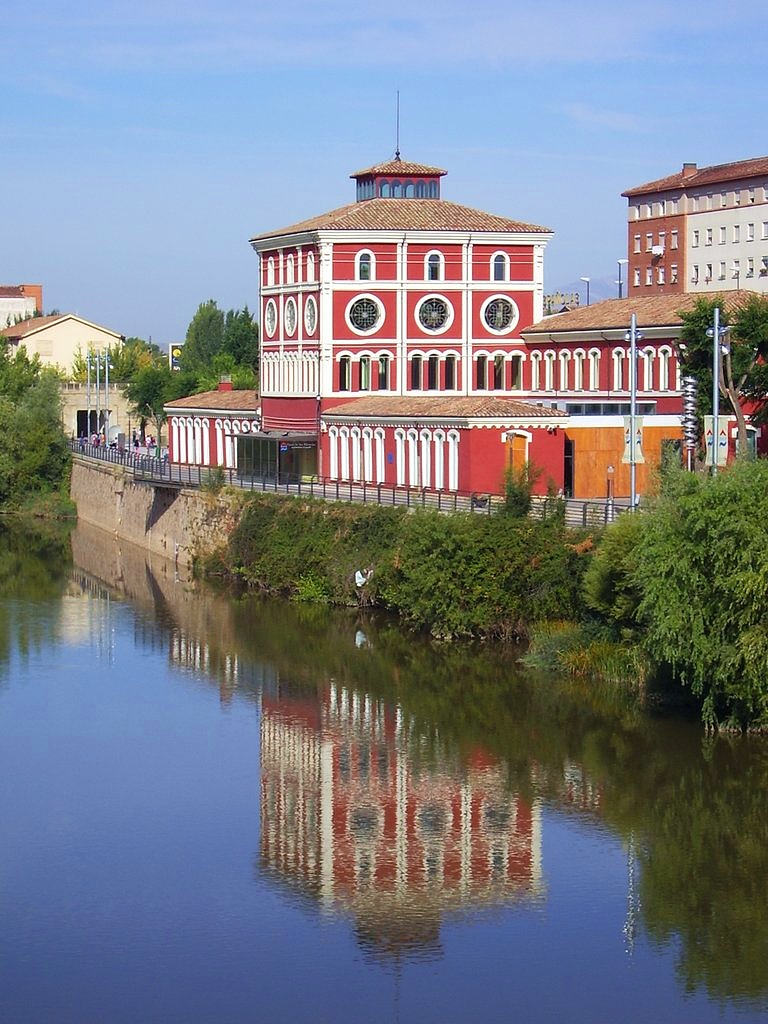
El río Ebro en Logroño. Al fondo, la Casa de las Artes y las Ciencias

La Rioja se encuentra comunicada por vía aérea gracias al Aeropuerto de Logroño-Agoncillo.
Mediante ferrocarril, pueden llevarse a cabo trayectos hacia Madrid, Zaragoza, Barcelona, Valladolid, Gijón, Bilbao, La Coruña, Vigo dado que la línea Castejón-Miranda atraviesa la región de este a oeste. La principal estación de la comunidad es la estación de Logroño.
En cuestión de carreteras, La Rioja tiene comunicaciones con las regiones vecinas, fundamentalmente mediante la autopista AP-68. Recientemente se están construyendo autovías, como la autovía del Camino, que conecta Pamplona con Logroño desde 2006, y en un futuro llegará a Burgos.

## Monumentos y lugares de interés

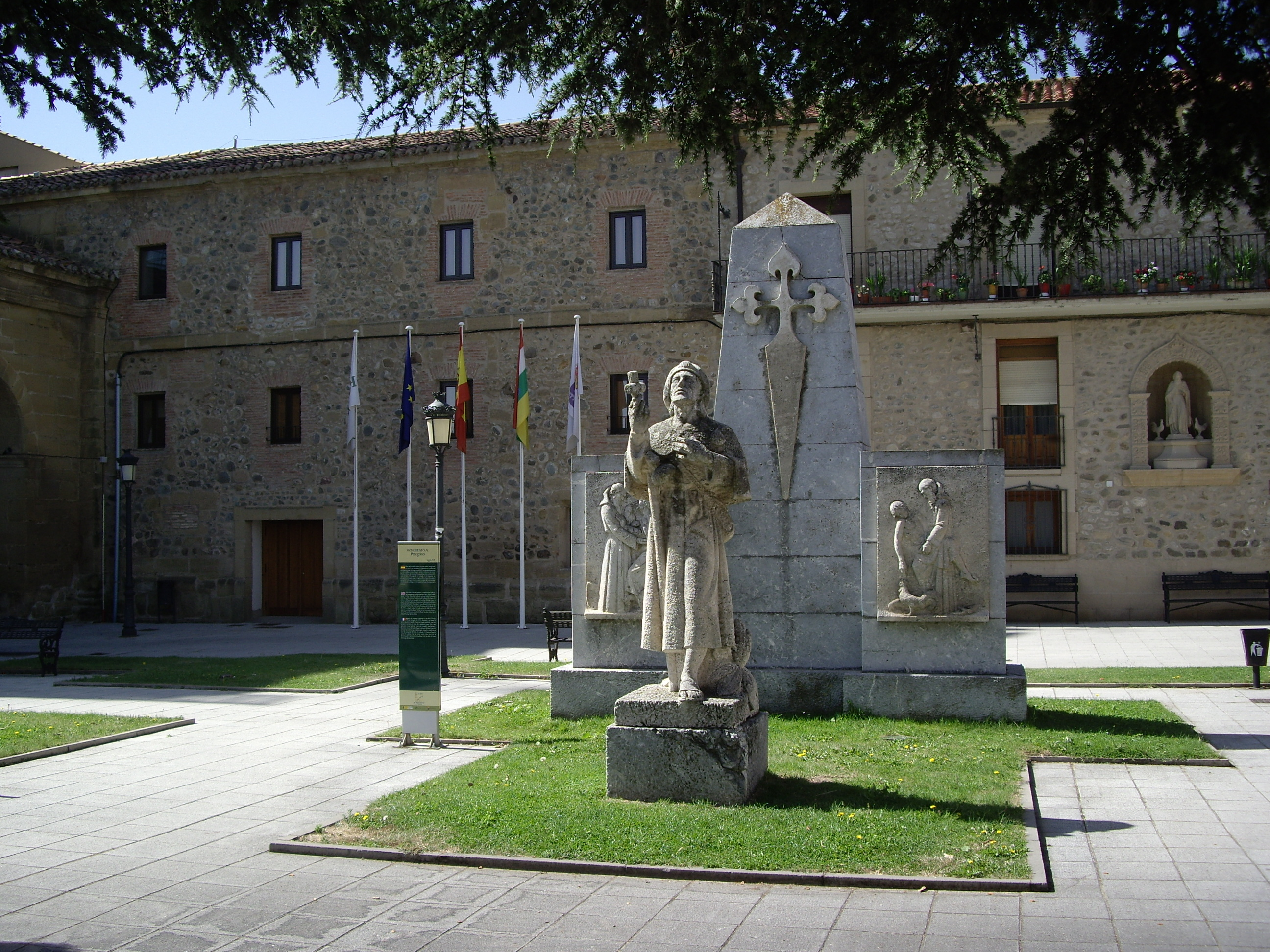
Santo Domingo de la Calzada

### Camino de Santiago
El Camino de Santiago ha tenido gran importancia a lo largo de los años en estos territorios, existiendo dos rutas que transcurren por ellos. El camino Francés, el más popular, que partiendo de Roncesvalles pasa por Pamplona, Estella, Los Arcos y ya dentro de La Rioja, por Logroño y Nájera para llegar a Santo Domingo de la Calzada donde confluirá con el otro camino denominado del Interior o Vasco-Francés, que viniendo de Francia por Irún, transcurre por Andoáin, Beasáin, Zalduendo de Álava, Vitoria, La Puebla de Arganzón, entrando en La Rioja por las Conchas de Haro hacia Briñas, Haro, Zarratón, Cidamón, San Torcuato, Bañares y finalmente Santo Domingo de la Calzada (probablemente el lugar más allegado al camino en la región), desde donde continuará hacia Belorado camino a Santiago de Compostela finalizando su trayecto riojano en Grañón.
Otro de los Caminos de Santiago que pasa por La Rioja, es el Camino Jacobeo del Ebro. Los peregrinos provenientes del Mediterráneo y del este del Pirineo consolidaron este Camino del Ebro desde Tortosa a Logroño pasando por Gandesa, Caspe, Zaragoza, Tudela, Alfaro y Calahorra. Es la calzada romana que desde hace más de dos mil años ha unido Tarraco con Astorga, un histórico eje de comunicaciones que descubre al caminante tierras y gentes de Cataluña, Aragón, Navarra y La Rioja. 
Muchos de los municipios por los que transcurre el camino cuentan con albergues, para que los peregrinos puedan hacer noche.

### Bienes de interés cultural
La Rioja cuenta actualmente (año 2018) con 118 bienes declarados Bien de interés cultural (BIC), como ejemplo podemos citar los siguientes:
- Iglesias y catedrales: Catedral de Santa María (Calahorra), concatedral de Santa María de la Redonda (Logroño), catedral de Santo Domingo de la Calzada, iglesia de Santiago el Mayor (Calahorra), iglesia de San Andrés (Calahorra), iglesia de San Bartolomé (Logroño), iglesia colegiata de Santo Tomás (Haro), iglesia parroquial de Santa María la Mayor (Ezcaray), iglesia parroquial de Santa María la Mayor (San Vicente de la Sonsierra), iglesia de nuestra señora de la Asunción (Briones) e iglesia de Santa María de la Asunción (Navarrete)
- Monasterios: Monasterio de San José (Calahorra), Monasterio de Ntra. Sra. de la Piedad (Casalarreina), Monasterio Cisterciense de Santa María (Cañas), Monasterio de Nuestra Señora de Valvanera (Anguiano), Monasterio de Santa María la Real de Nájera y Monasterios de San Millán de la Cogolla.
- Castillos: castillo de Sajazarra, castillo de Clavijo, castillo de Arnedo, Castillo de Cornago, castillo de Cuzcurrita.....
- Casas y palacios: palacio del marqués de Casa Torre (Igea), palacio de los Salazar (Haro).
- Restos arqueológicos: ruinas romanas de Calahorra, Nifeo romano (Alfaro) y Contrebia Leukade (Aguilar del río Alhama).
- Yacimientos de icnitas: Yacimiento de Enciso, yacimiento de hornillos, yacimiento de San Vicente (Munilla) y el yacimiento paleontológico de Icnitas de las Hoyas (Arnedillo).
- Conjunto Histórico artístico: El Camino de Santiago en La Rioja, conjunto histórico artístico de Casalarreina, conjunto histórico artístico de Briones, conjunto Histórico Canales de la Sierra,  Conjunto histórico artístico de Navarrete  y el conjunto histórico artístico de Ortigosa de cameros.
- Bienes de interés cultural inmaterial: La Jota riojana, El Reino de Nájera (Representación teatral de acontecimientos históricos), Los disciplinantes de San Vicente de la Sonsierra, El milagro de la gallina y el gallo de Santo Domingo de la Calzada.
- Otros: puente romano de Cihuri, El Rollo Jurisdiccional (Calahorra), Horca de Enciso, puente romano de Mantible (Logroño), Real fábrica de paños (Ezcaray), yacimiento árbol de Igea, paisaje cultural del vino y el viñedo de La Rioja.

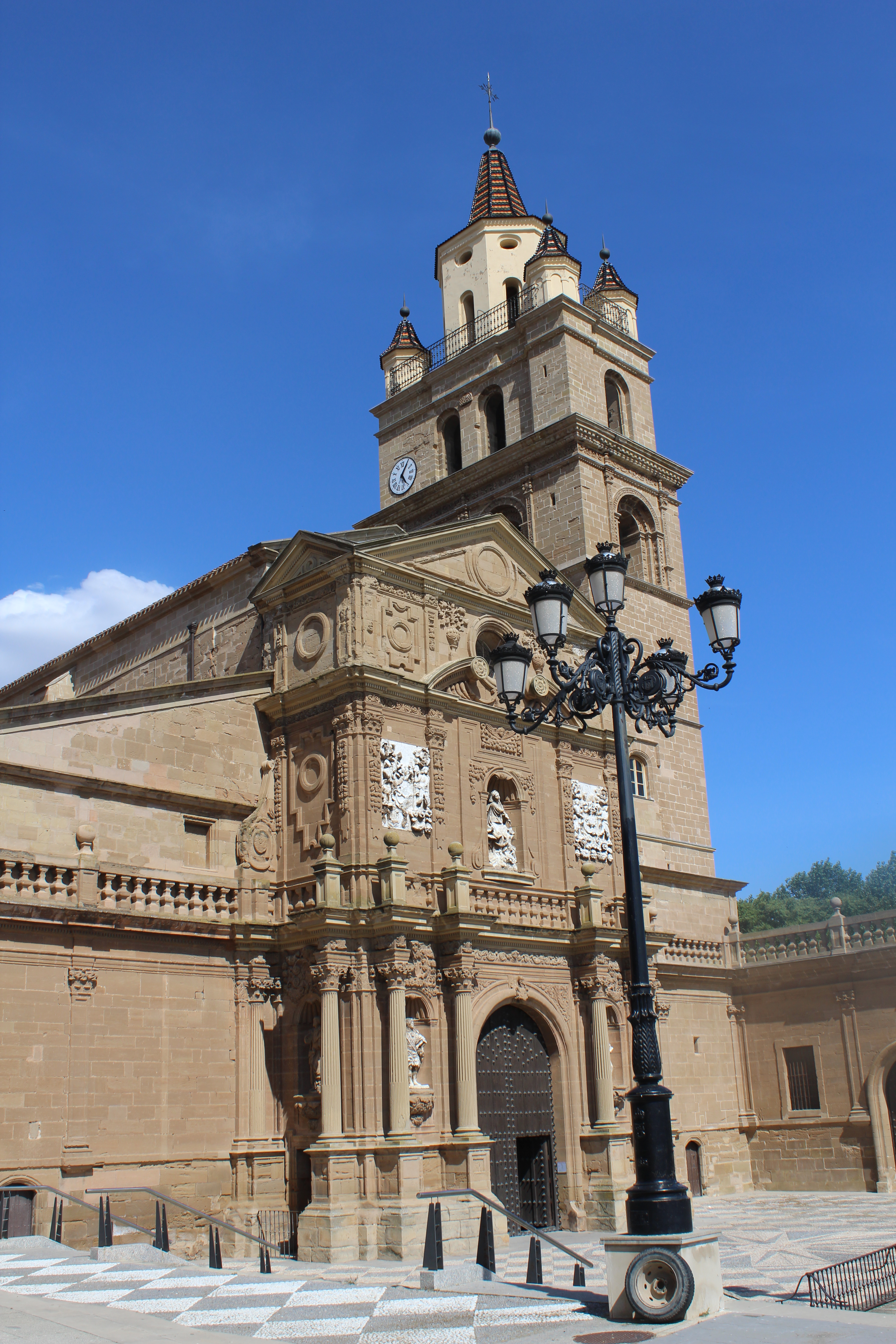
Catedral de Calahorra
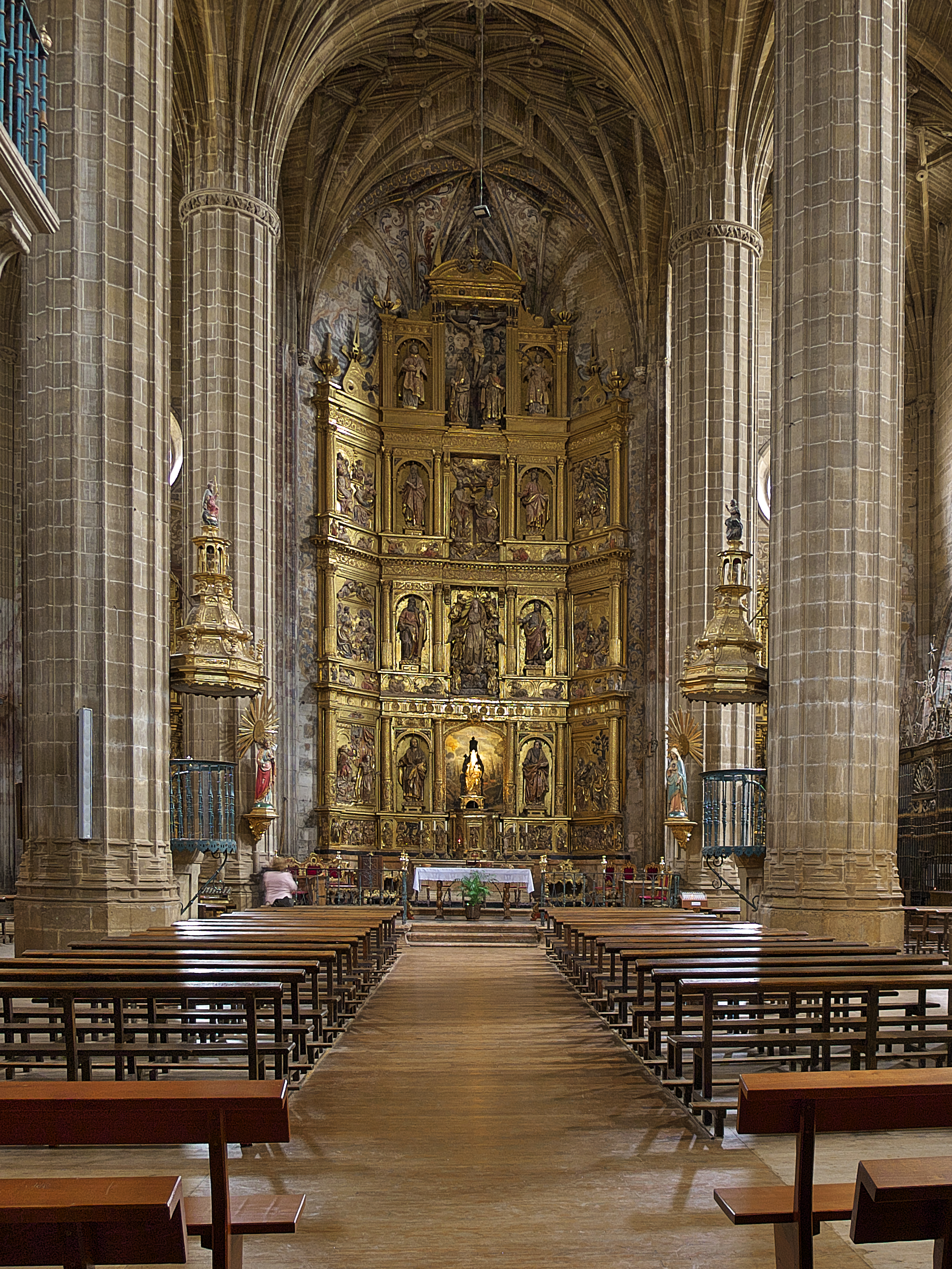
Santa María de la Asunción, Briones
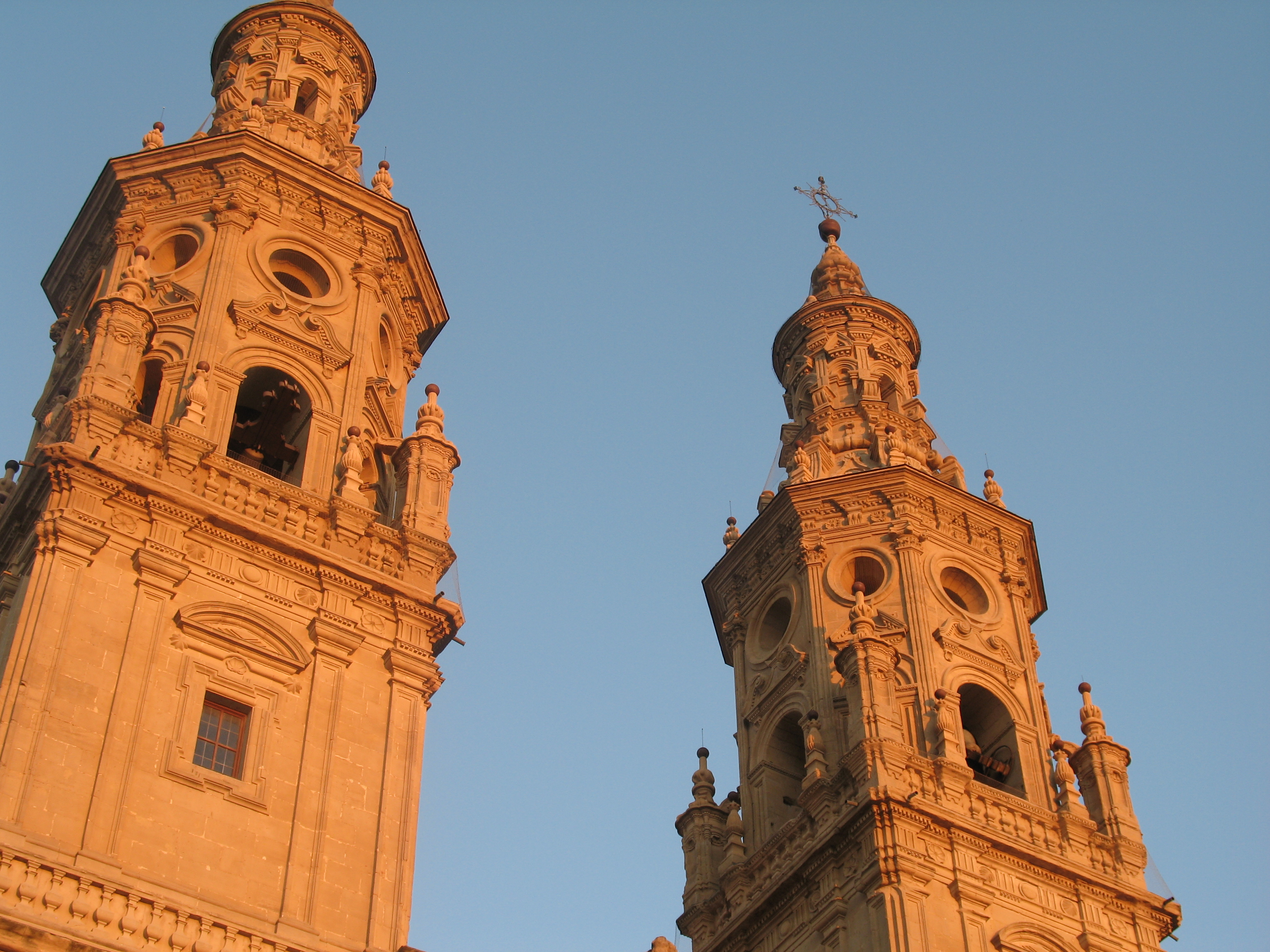
Torres de Santa María la Redonda, Logroño
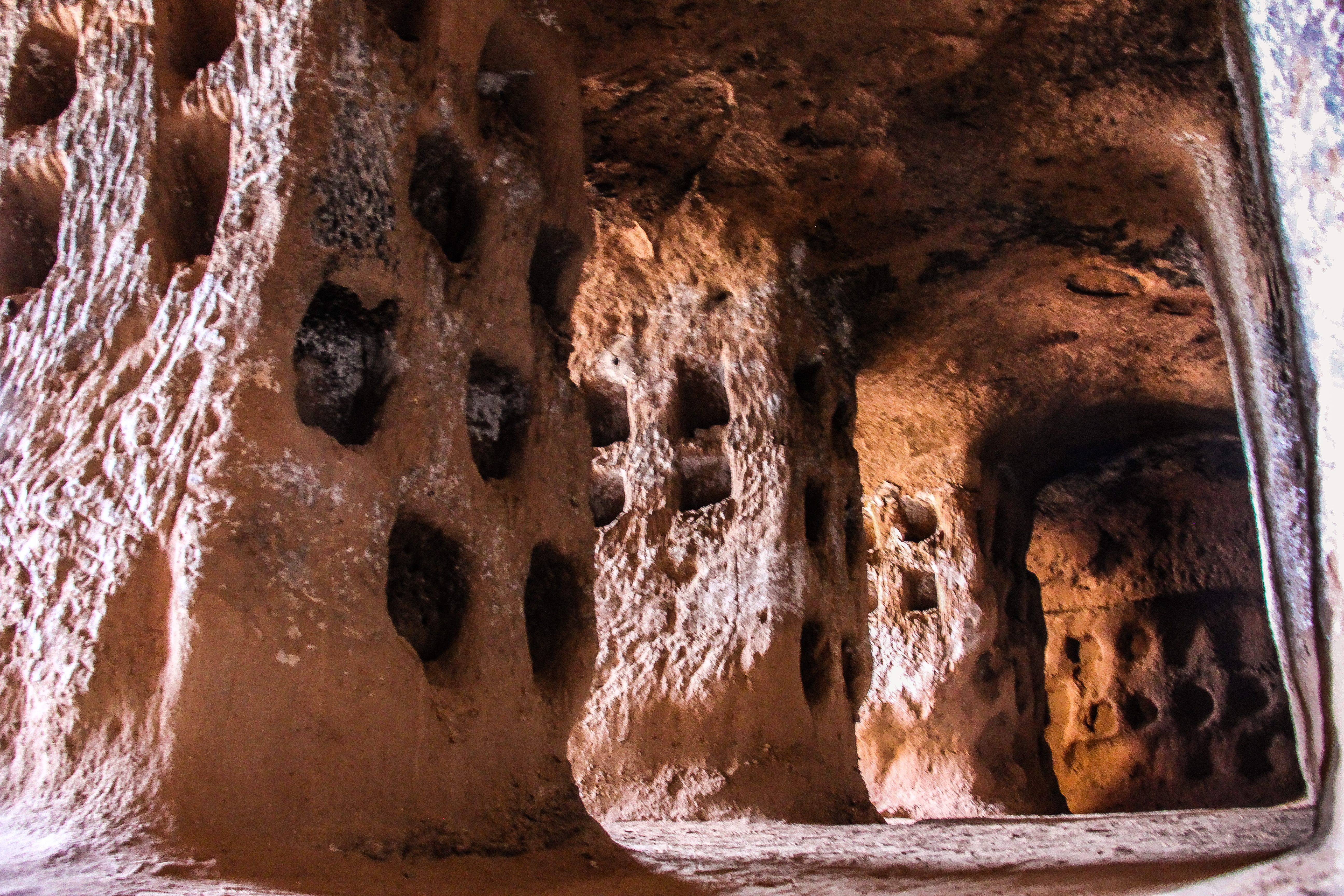
Cuevas de los Cien Pilares, Arnedo
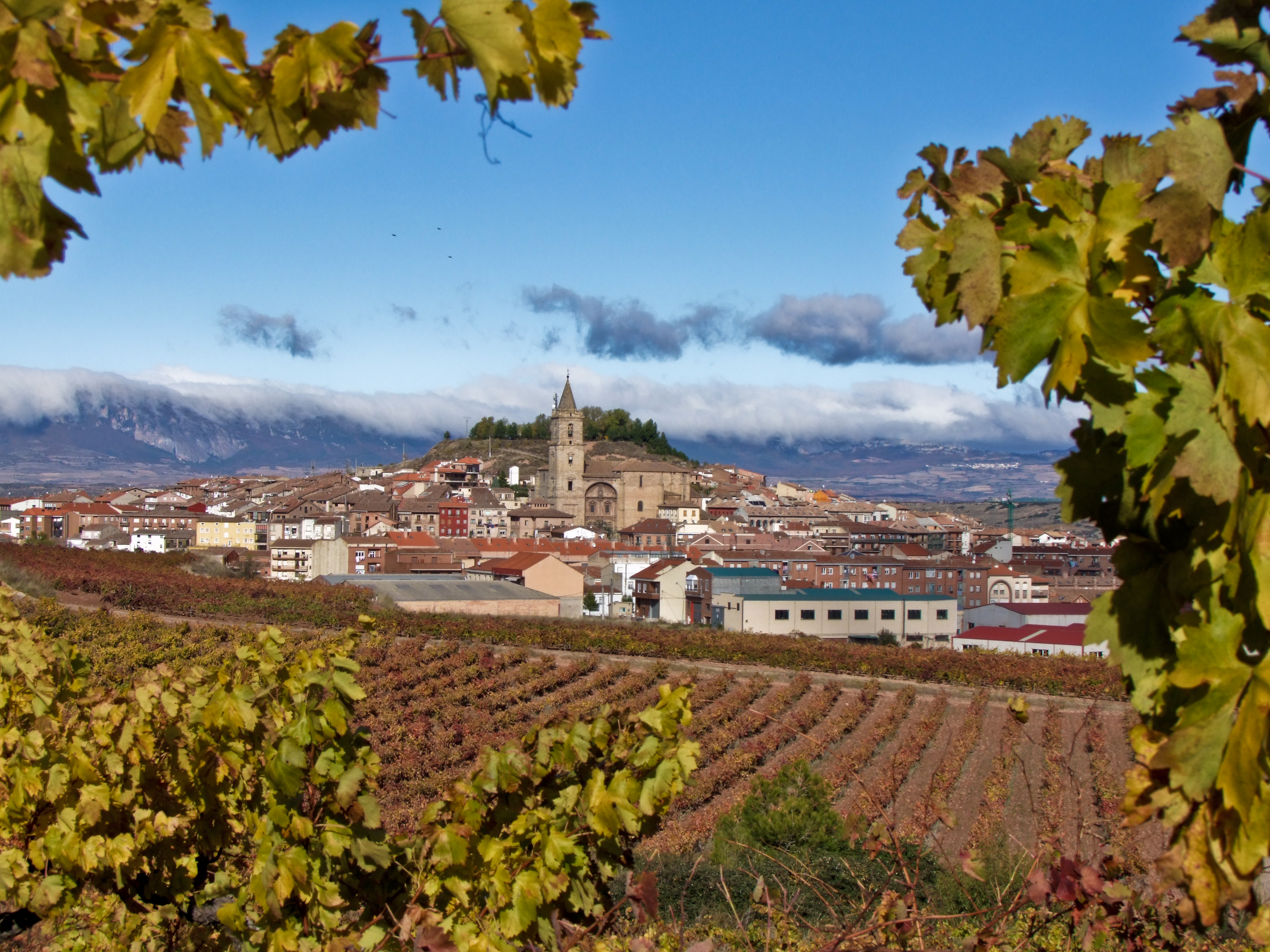
Conjunto histórico artístico de Navarrete

### Patrimonio de la Humanidad

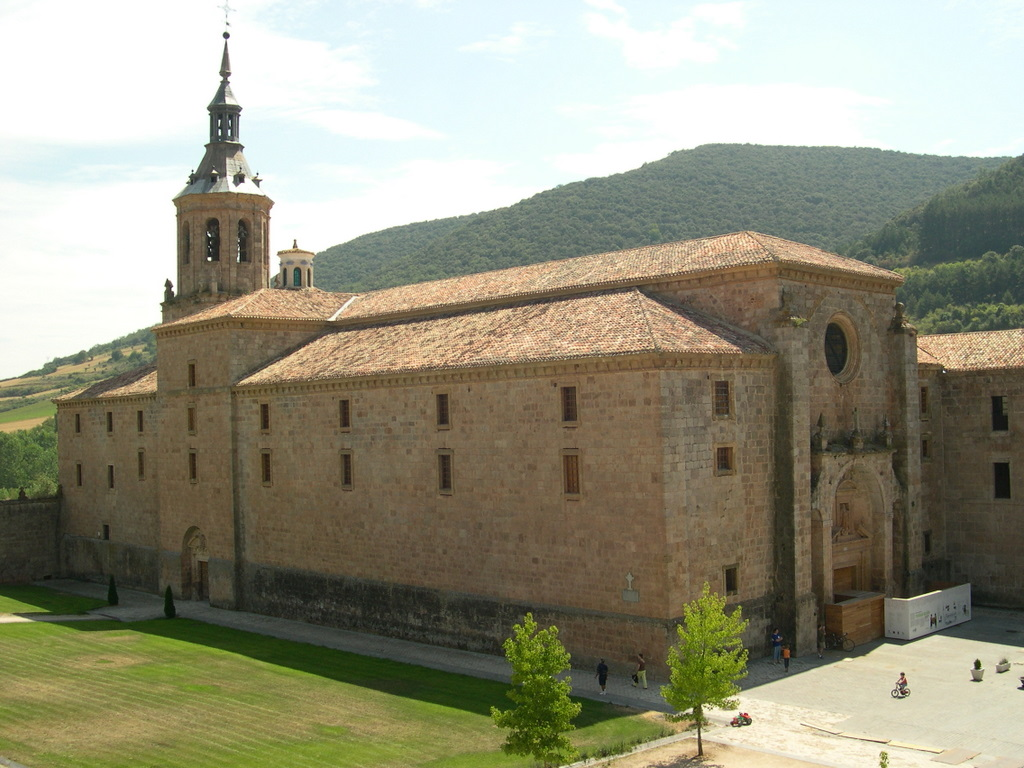
Monasterio de Yuso

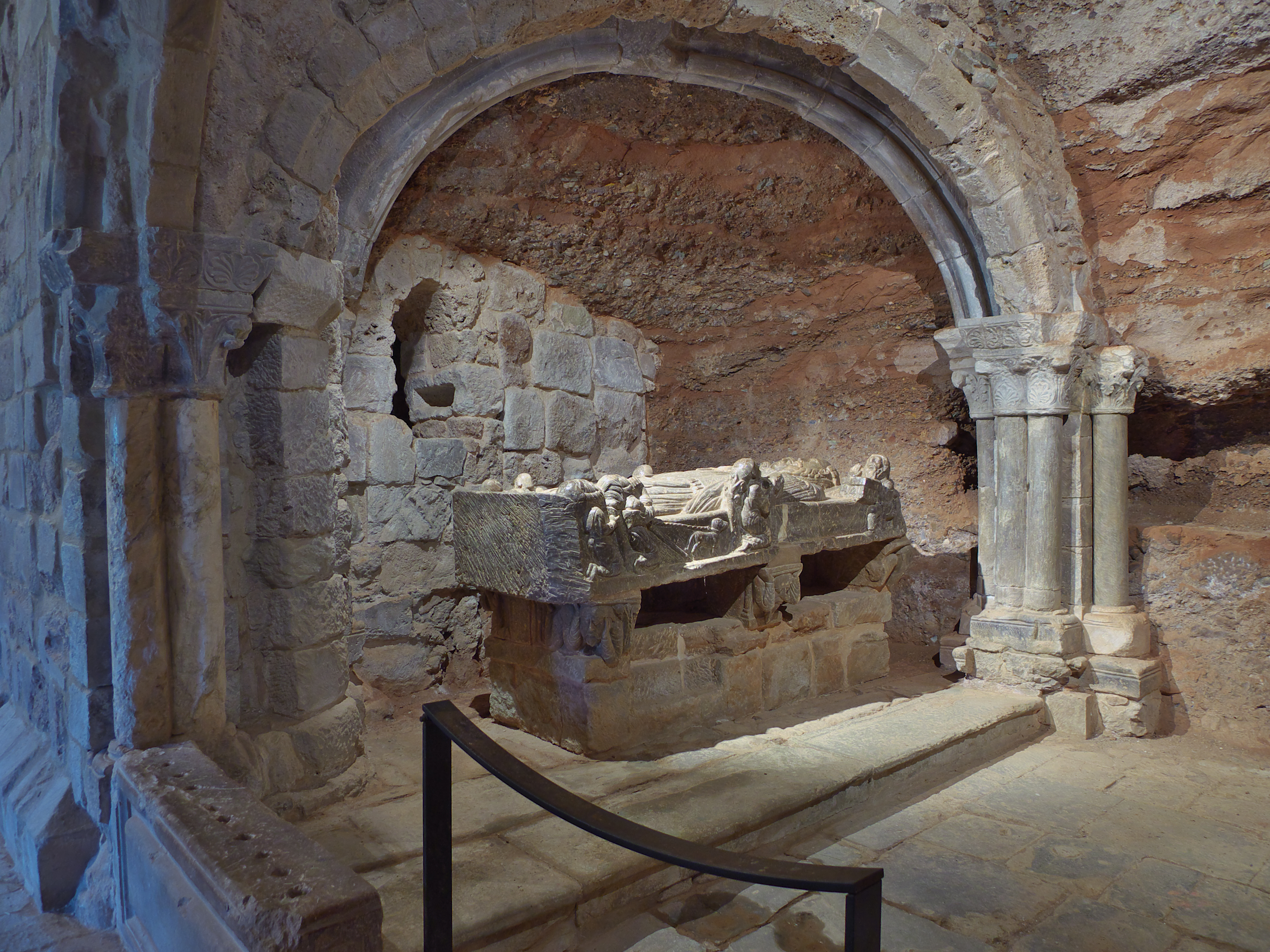
Cenotafio de San Millán. Monasterio de San Millán de Suso

El 4 de diciembre de 1997 los monasterios de San Millán de Yuso y Suso fueron declarados Patrimonio de la Humanidad en Europa por la Unesco. Ambos se encuentran en la localidad riojana de San Millán de la Cogolla, y son famosos porque allí se encontraron las Glosas Emilianenses.
El Monasterio de Suso (de arriba), el más antiguo, inició su construcción a finales del siglo VI, para albergar la tumba de San Millán, ermitaño discípulo de San Felices de Bilibio, mientras que el Monasterio de Yuso (de abajo) tiene sus orígenes en el siglo X, contando con reconstrucciones posteriores en los siglos XVI, XVII y XVIII. Cuenta con una importante biblioteca de Cantorales del siglo XII, así como con una excelente colección de facsímiles.
En el monasterio se educó Gonzalo de Berceo, el primer poeta conocido en lengua castellana, y es considerado centro medieval de la cultura.
También es patrimonio de la humanidad el Camino de Santiago Francés, que pasa por varias comunidades, entre ellas La Rioja, y están en proceso de serlo 35 yacimientos de icnitas de la península ibérica, de los cuales 13 están en La Rioja, siendo esta la región de España y del mundo con mayor número de ellas.
En el año 2013, se ha incluido el paisaje cultural del vino y el viñedo de La Rioja y Rioja alavesa en la lista de bienes candidatos a patrimonio de la humanidad.

## Cultura

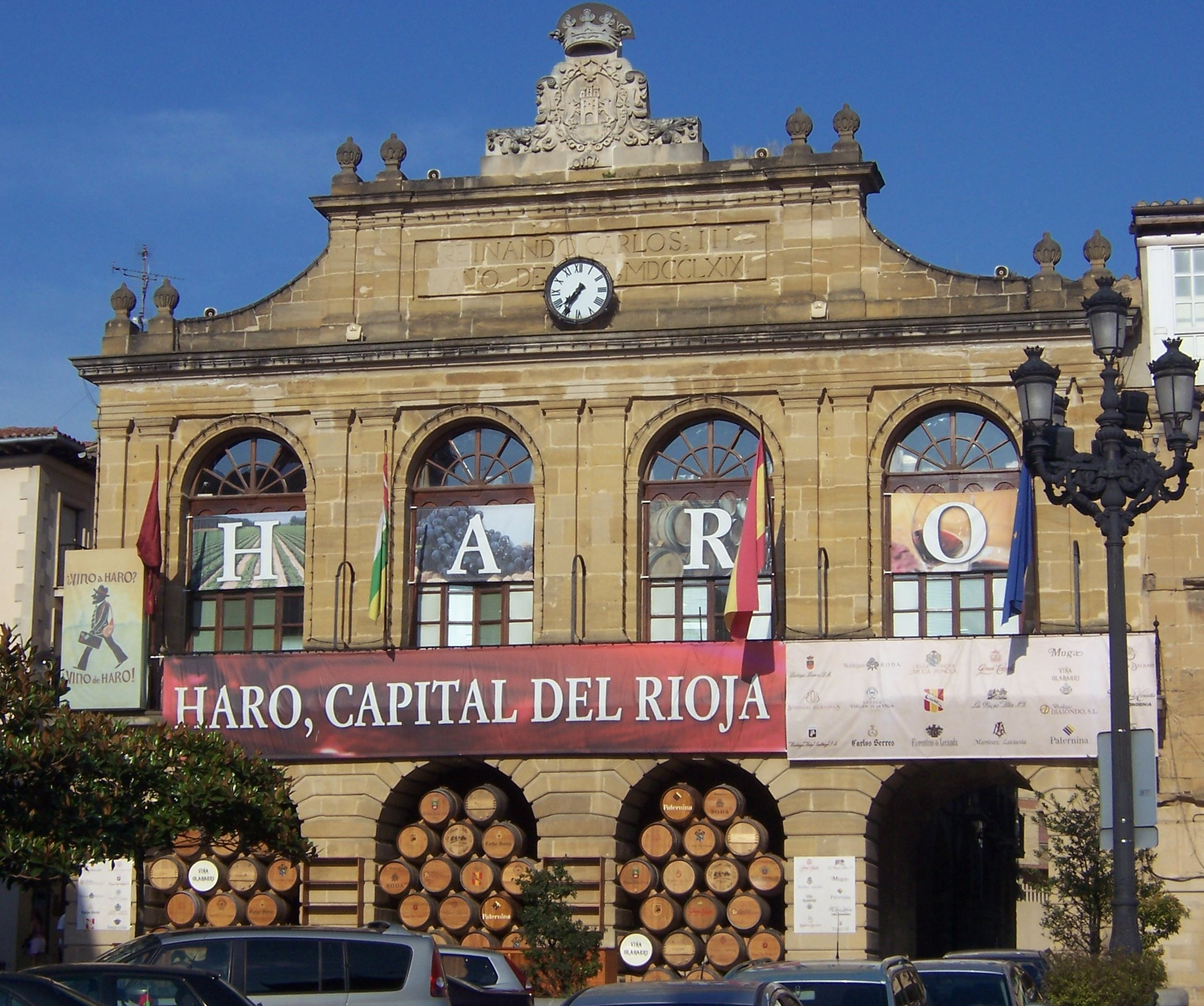
Haro

### Dialecto riojano
Variante del idioma español, hablado en La Rioja, con dos subdialectos, el de La Rioja Alta y el de la Baja. Tiene rasgos relacionados con el antiguo idioma romance navarro o navarroaragonésy con el vascuence. Actualmente se encuentra prácticamente en desuso en muchas de sus características y reducido a algunas zonas rurales en otras. También se llama así a una lengua hablada en la zona en la época en la que esta región estaba en poder del Reino de Pamplona.
En La Rioja, la entonación o acento es muy diferente al castellano y al aragonés y recuerda al del País Vasco y Navarra. Se trata de un hecho lingüístico probablemente muy antiguo que acaso nos traslade a los orígenes mismos del idioma.  Esto es así excepto en algunas zonas periféricas muy concretas de la región, como en los pueblos cercanos al nacimiento del Río Najerilla, donde la entonación es idéntica a la castellana. Esto es consecuencia de unos lazos muy estrechos dados por la proximidad. También en los pueblos de la comarca de Alfaro, es muy característica su entonación, consistente en alargar la vocal final, similar a la de Tarazona, Tudela o la propia Zaragoza.
| Ejemplos de léxico riojano | Ejemplos de léxico riojano | Ejemplos de características lingüísticas riojanas      | Ejemplos de características lingüísticas riojanas    |
| Español riojano            | Español estándar           | Español riojano                                        | Español estándar                                     |
| -------------------------- | -------------------------- | ------------------------------------------------------ | ---------------------------------------------------- |
| Morro/Morrete              | Expresión de cariño        | Sonido tr chinchineante: Tches, cuatcho,               | Sonido tr: Tres, cuatro                              |
| Canso                      | Ser pesado/Estar cansado   | Condicional: Si estudiaría aprobaría                   | Condicional: Si estudiara aprobaría                  |
| Zurriburru                 | Mezcolanza de cosas        | Sonido /rr/ asibilado                                  | Sonido /rr/ normativo                                |
| Golmajería                 | Golosinas                  | Superlativo con mucho y -ismo: Mucho grande/grandismo. | Superlativo con muy y -ísimo: Muy grande/grandísimo. |
| Albérchigo                 | Albaricoque                | Nuevas formas verbales: Cogelo, matalo.                | Formas verbales normativas: Cogerlo, matarlo.        |
| Ababol                     | Estúpido                   | Pronombre Li : Li dije, li cogí                        | Pronombre Le: Le dije, le cogí                       |
| Amante                     | Expresión de cariño        | El sonido r se convierte en l : Salil, cogel, vinil    | Sonido r normativo: Salir, coger, venir              |

### Jota riojana

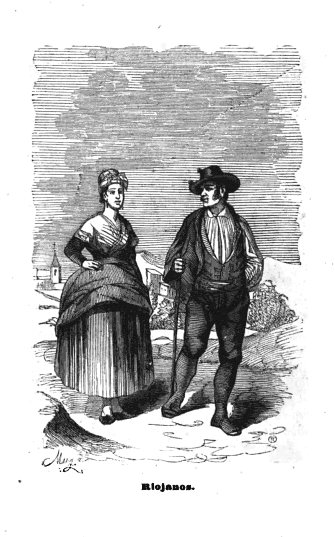
Riojanos en un grabado de 1845

La jota riojana forma parte junto con la de Navarra y Aragón de las llamadas «jotas del Ebro», ya que dichas tres variedades de este estilo musical están emparentadas entre sí. Debido a su especificidad y singularidad, se ha declarado como bien de interés cultural de carácter inmaterial. Las letras de las canciones son versos populares, en algunos de los casos referidos a temas del día a día tradicional de las personas por los que fueron compuestas, también son de tono satírico, sobre los ciclos agrícolas o sobre La Rioja en sí misma. Se cantaban en las fiestas populares o por los labradores para amenizar las faenas del campo. Suelen estar acompañadas de una rondalla o por instrumentos de viento como la gaita de bota riojana o la gaita navarra, llamada en La Rioja gaita. Aunque más frecuentemente, el acompañamiento se realiza con un acordeón. Existen escuelas de jota en muchas localidades riojanas a lo largo y ancho de la comunidad. Cabe mencionar varios intérpretes y compositores de este estilo musical como Pepe Blanco, Teo Echaure, Purita Ugalde «la Riojanita», Antonio García, Ángel Sáez-Benito, Oscar Alesanco o Fidel Ibarra, que actuó ante el rey Alfonso XIII en 1903 durante su primera visita a la capital riojana y composiciones como Riojano de pura cepa (1880), el pasodoble-jota En la Rioja nací (1957), La jota de Logroño (1910), En la Rioja los riojanos (1945), En La Rioja no hay tranvía (1953) etc. Este estilo musical también tuvo su repercusión en los teatros. Así sucedió con la zarzuela en obras como El postillón de La Rioja (1851) de autores no riojanos que incluye una jota riojana en el primer acto, en Cameranas (1933) de José Eizaga o en La Riojana (1898) de Florencio Bello. Fragmento de letra de dos jotas riojanas:

«Riojano de pura cepa

En La Rioja vine al mundo, en la Rioja

vine al mundo

riojano de pura cepa.

No hay jota que yo no cante, no hay
 
jota que yo no cante

ni vino que yo no beba.

Ni vino que yo no beba

en La Rioja vine al mundo.»
«Yo le canto a Logroño

que en La Rioja nací

y en La Ribera del Ebro

yo la aprendí.

En La Rioja nací,

en La Rioja nací

y el cariño a mi tierra
 
lo canto así.»

### Guardaviñas o chozo riojano

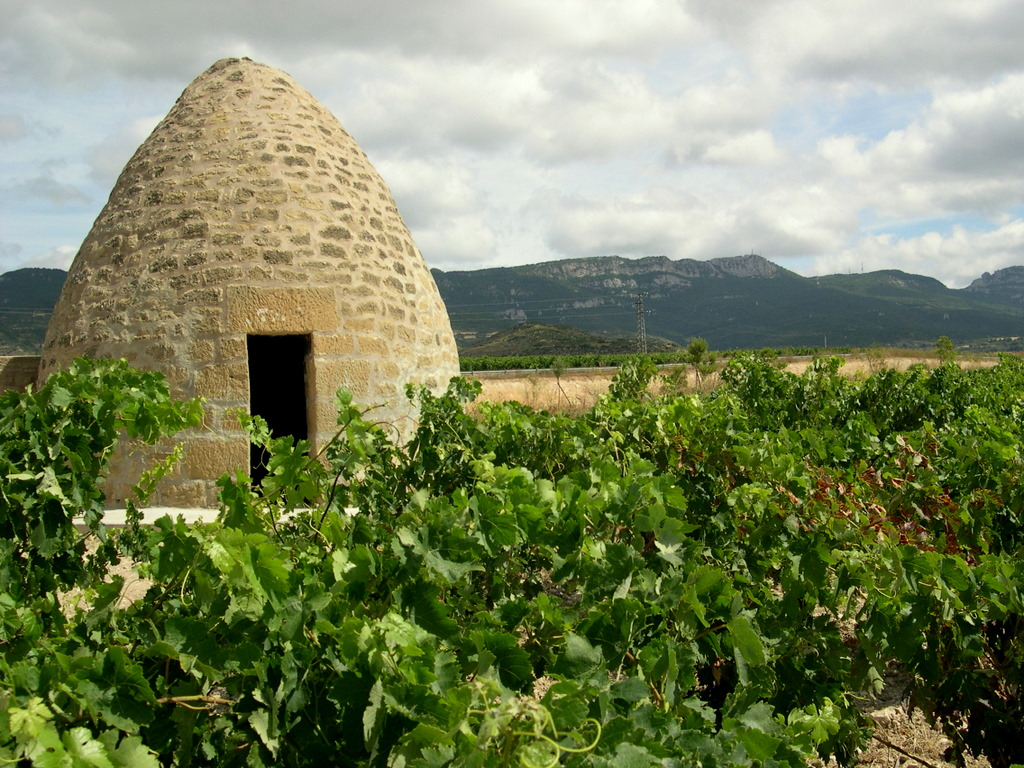
Tradicional guardaviñas riojano

Los guardaviñas, chozas o chozos, son edificaciones rurales de piedra, de una sola planta, típicas de La Rioja y Rioja alavesa, casi siempre de forma circular y con una falsa cúpula. La mayoría se encuentran en la Rioja Alta, en especial en Ábalos, Briones, San Asensio y San Vicente de la Sonsierra. Se utilizaban como refugio de agricultores de la vid y sus animales de labor ante las inclemencias del tiempo. También fueron usados por las instituciones de Guardas de Campo, para vigilar desde estos emplazamientos las cosechas.
La mayoría están construidos prácticamente en seco, con piedras colocadas con escasísimo aporte de argamasa.
Para levantarlos, se partía de un zócalo muy resistente en el que se iban colocando hileras de piedras casi siempre planas. Una vez colocadas piedras hasta una buena altura, se continuaba haciendo círculos de menor diámetro, hasta conseguir que se estrechase tanto el círculo que bastase con una sola piedra para cerrar el techo.

### Gastronomía

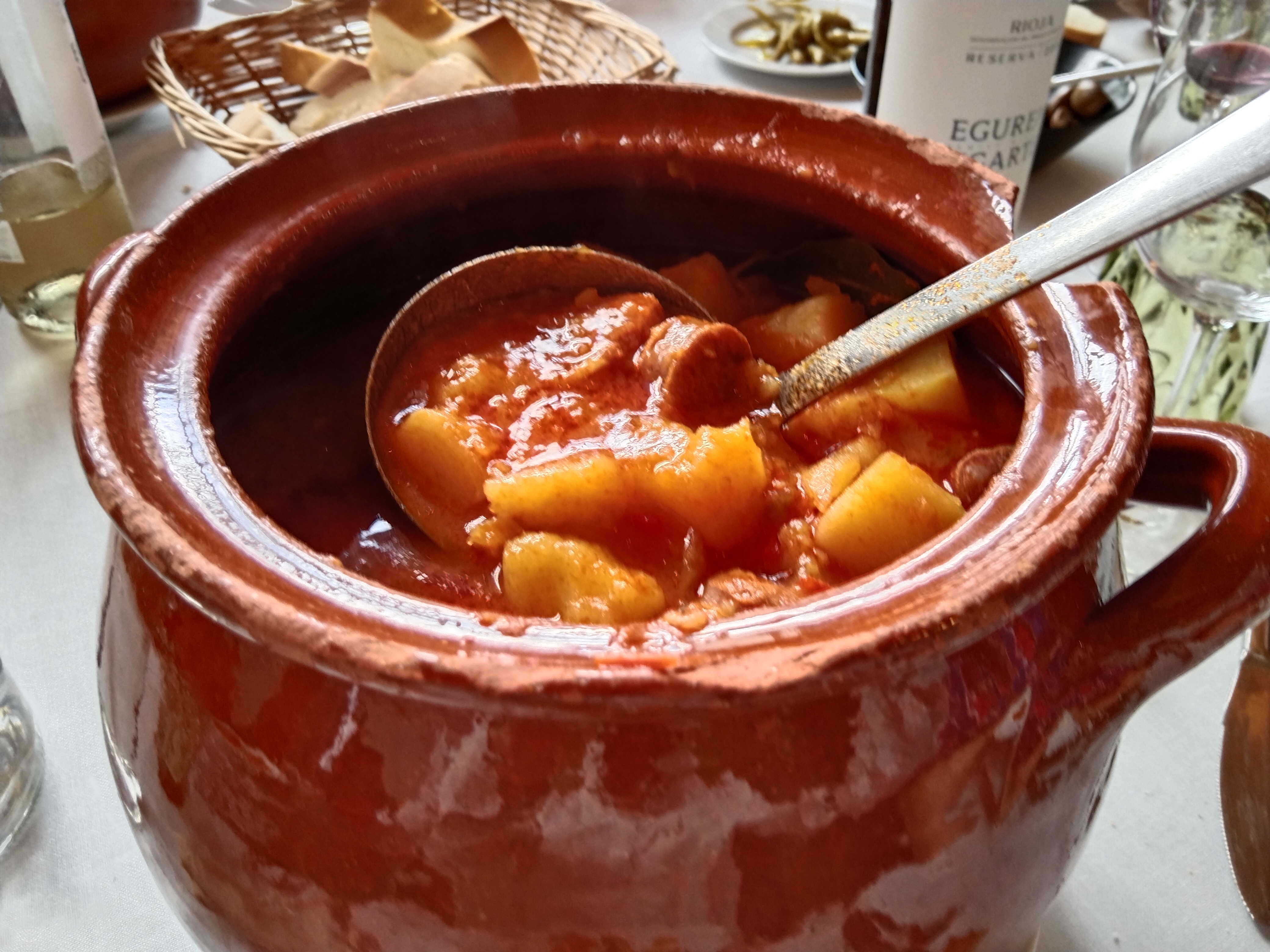
Patatas a la riojana

Los platos típicos más conocidos son las patatas a la riojana o patatas con chorizo, que consta de patatas cocidas con chorizo y las chuletillas de cordero al sarmiento, plato que habitualmente se elabora en bodegas y al aire libre, asando sobre una parrilla las chuletas sobre las brasas de los sarmientos de las vides. Pero además cuenta con infinidad de platos autóctonos que pueden degustarse en cualquiera de los restaurantes que se pueden encontrar en la región. La cocina tradicional riojana está formada por lo general por platos consistentes, destacando los cocidos y los guisos, y tienen como base los productos de la huerta de la Ribera del Ebro, combinados con productos de la matanza. Son dignos de mención las migas de pastor y sopas de ajo (también en otras comunidades autónomas), ensalada de puerro, pimientos rellenos, caparrones de Anguiano, las pochas con codornices, el bacalao a la riojana, los embuchados, y la trucha a la riojana. También cabe mencionar el chorizo y el jamón, típicos de la región y el queso camerano.

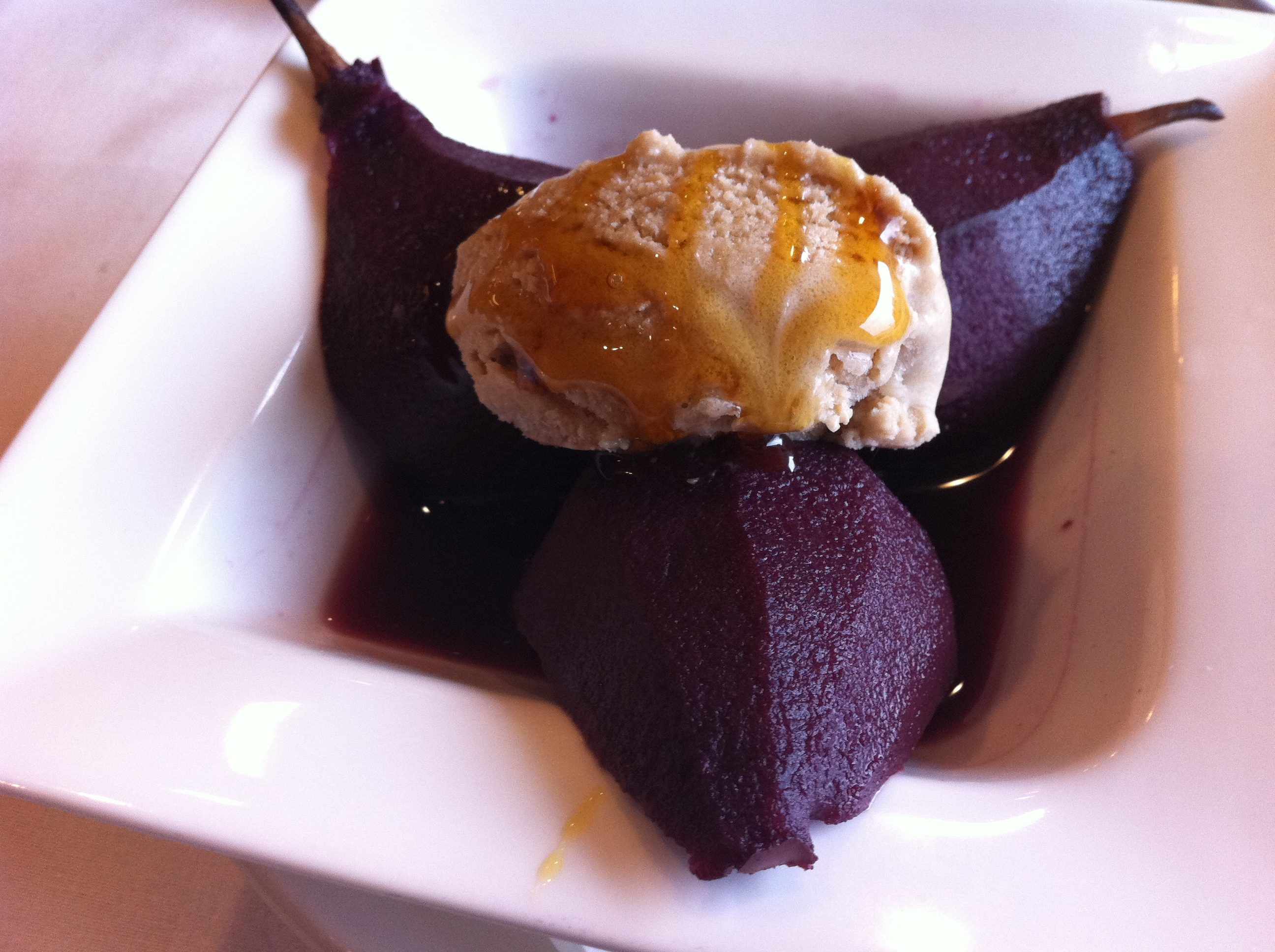
Peras al vino tinto

De la huerta hay que destacar la borraja, alcachofa, cardo, la judía, los espárragos, los pimientos, las alegrías riojanas y el champiñón, base todos ellos de infinidad de recetas tradicionales como la menestra riojana, que se pueden disfrutar sobre todo en la Rioja Baja, y más concretamente en Calahorra, donde anualmente se celebran las cada vez más populares Jornadas de la Verdura en el mes de abril, donde se organiza un gran mercado de la verdura, y los bares y restaurantes de la ciudad ofrecen pinchos y platos típicos elaborados con dichos productos. También son reconocidos por su sabor los ajetes tiernos asados a la brasa de los sarmientos, muy típico de Arnedo.
Son famosas las excursiones gastronómicas por la capital, Logroño, en especial por la calle Laurel o senda de los elefantes, calle San Juan, en las que se pueden degustar pinchos y tapas variados, en un entorno distendido y coloquial, regado con vino de Rioja.
Como postre en La Rioja destacan la pera al vino tinto y otras frutas hechas de igual manera. Dulces típicos de la golmajería riojana son, entre otros, los ahorcaditos de Santo Domingo de la Calzada, los fardelejos de Arnedo, los mazapanes de Soto de Soto en Cameros y los rusos de Alfaro.

### Deporte
| Principales equipos              | Liga 2020/2021               | Ciudad    |
| -------------------------------- | ---------------------------- | --------- |
| EDF Logroño                      | Primera División Femenina    | Logroño   |
| Unión Deportiva Logroñés         | Segunda División de España   | Logroño   |
| Club Deportivo Calahorra         | Segunda División B de España | Calahorra |
| Club Haro Deportivo              | Segunda División B de España | Haro      |
| Sociedad Deportiva Logroñés      | Segunda División B de España | Logroño   |
| Club Deportivo Promete           | Liga Femenina de Baloncesto  | Logroño   |
| Club Balonmano Ciudad de Logroño | Liga ASOBAL                  | Logroño   |
| Club Voleibol Logroño            | Superliga femenina           | Logroño   |
| Club Voleibol Haro               | Superliga femenina           | Haro      |

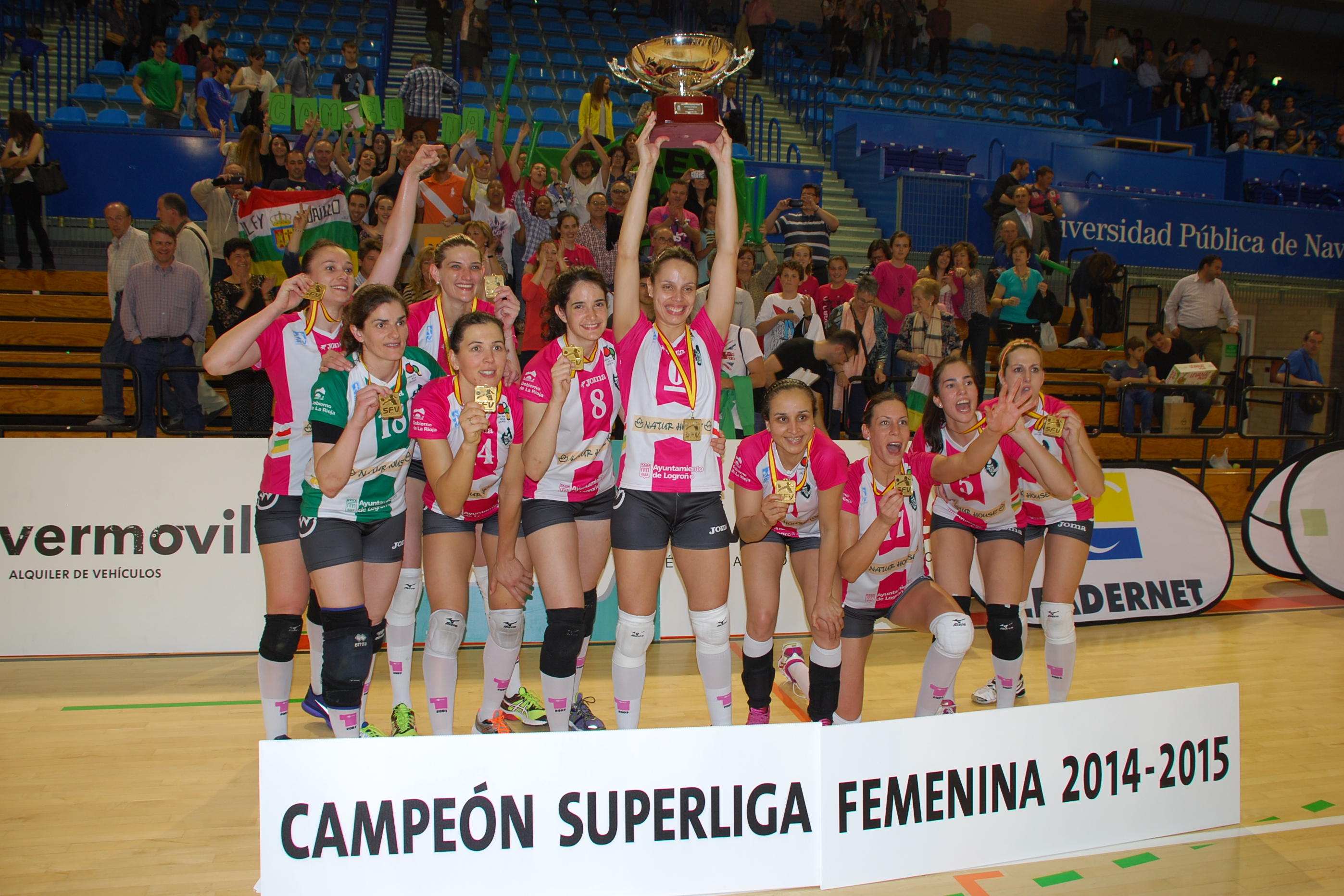
Naturhouse Ciudad de Logroño tras conseguir la Superliga 2014-2015

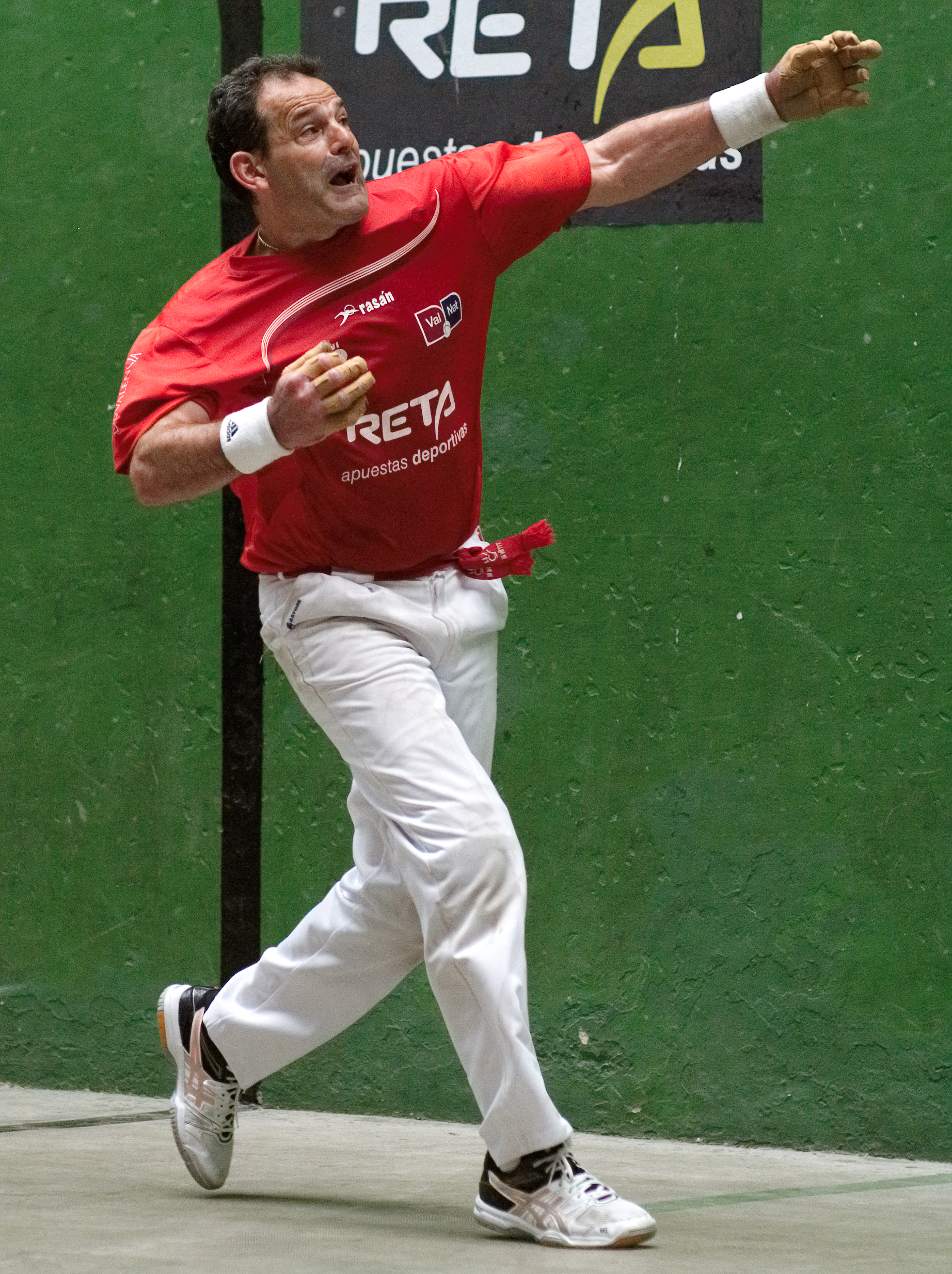
El manomanista riojano Titín III

En 2011 tres equipos de La Rioja participan en sus máximas categorías nacionales. El equipo de balonmano masculino del Naturhouse La Rioja y los equipos femeninos del Club Voleibol Haro y del Club Voleibol Murillo.
Además, también estuvo en la primera división de fútbol de España el histórico CD Logroñés, club fundado en 1940, pero que por crisis económicas, desapareció y se refundó (como dos clubes distintos) en 2009, dando lugar a las mencionadas UD Logroñés y SD Logroñés.
Anualmente, el último sábado de abril se realiza una marcha nocturna a pie de unos 63 km entre Logroño y el Monasterio de Valvanera, conocida como la Valvanerada, contando con una gran participación.
Es muy popular la pelota mano, hasta el punto de existir frontones en cualquier localidad riojana. En concreto el frontón Adarraga es una de las localizaciones más importantes para las competiciones de más alto nivel. Hay muchos pelotaris riojanos que juegan en las categorías profesionales de este deporte, como Merino II. Anualmente se celebran campeonatos regionales como el torneo de pelota de La Rioja. Asimimo, a lo largo del año, se realizan competiciones conjuntas de pelota mano entre pelotaris del País Vasco, Navarra y La Rioja.

### Festejos y otros actos

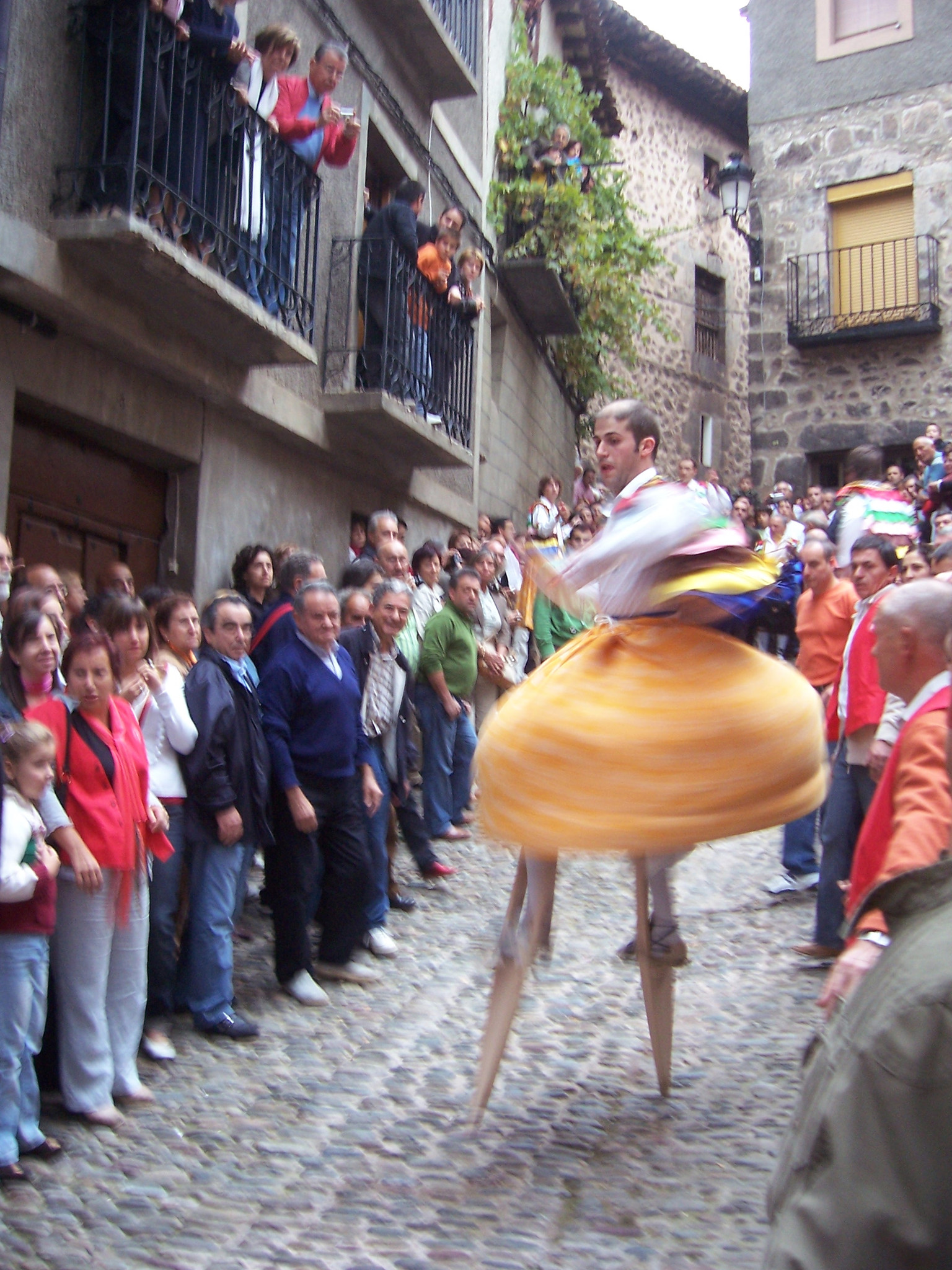
Danza de los zancos de Anguiano

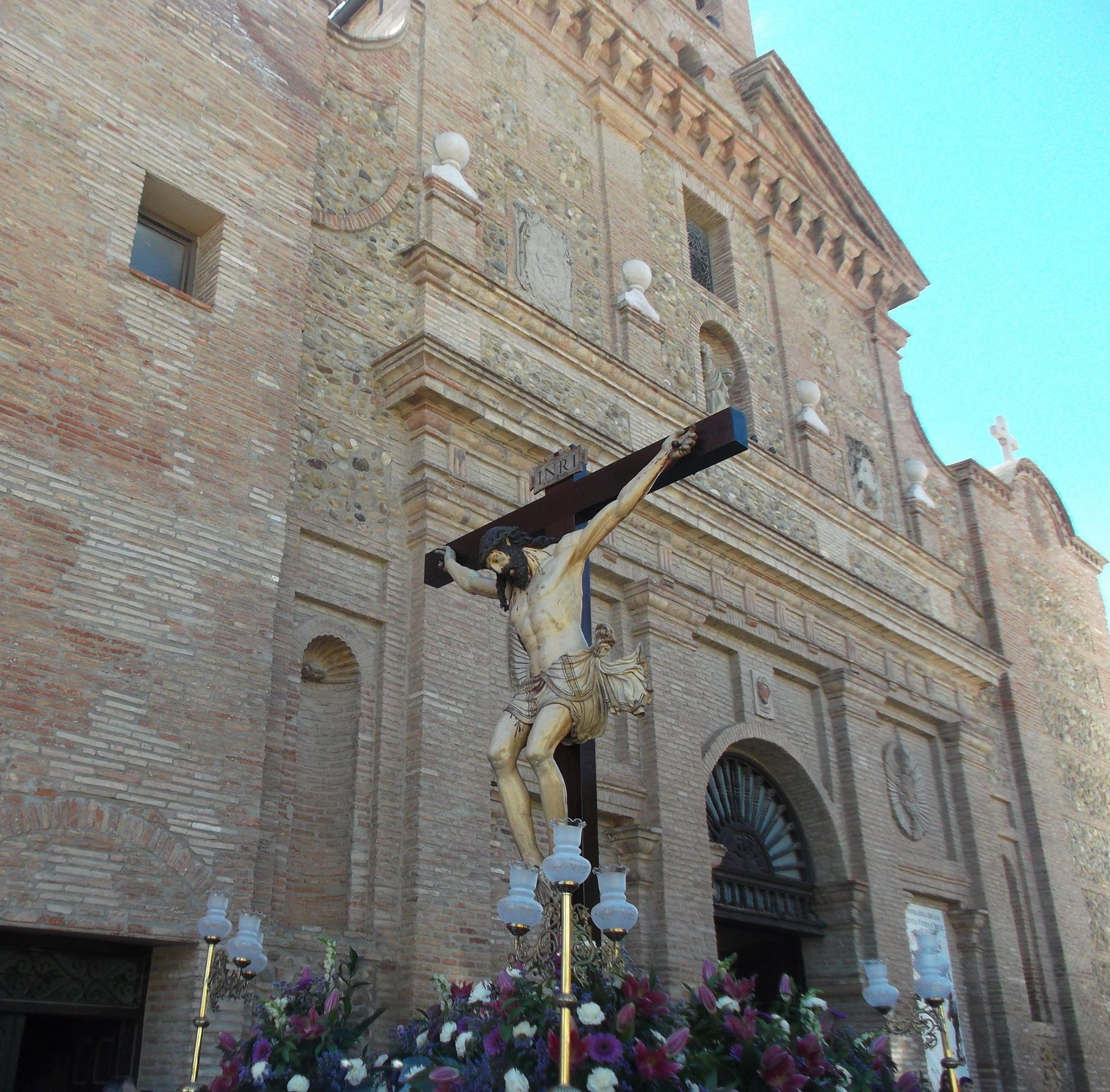
Procesión del Silencio en la Semana Santa Calagurritana con el Templo de San Francisco al fondo

Fiestas de Interés Turístico Nacional
Algunas de sus celebraciones más populares y declaradas de Interés Turístico Nacional son:

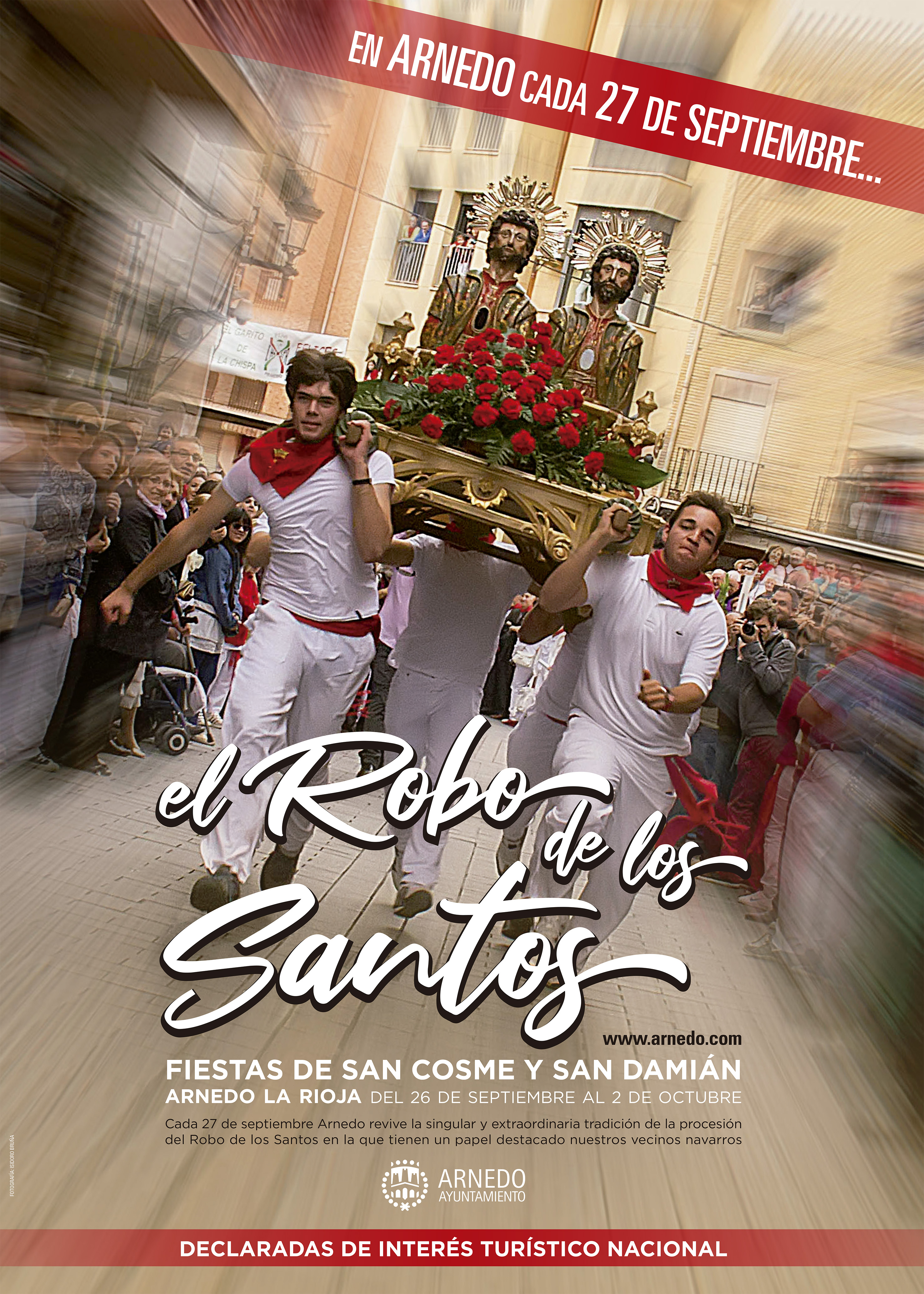
El Robo de los Santos

- Fiestas de San Cosme y San Damián (Arnedo). En las que se celebra el tradicional Robo de los Santos que recrea una antigua leyenda de disputa por la figura de los patronos con pueblos de la ribera Navarra. Fueron declaradas fiesta de interés turístico nacional por la Secretaría de Estado de Turismo el 5 de noviembre de 2019.[89]

- Semana Santa Calagurritana: Declarada de Interés Turístico Nacional en el año 2014 y anteriormente Declarada de Interés Turístico Regional en 1998. Entre sus atractivos cuenta con el Mercado Romano Mercaforum donde el Grupo Paso Viviente evoca por dos días a la antigua Calagurris Nassica Iulia, donde se pueden ver diferentes recreaciones de edificios romanos, mosaicos, esculturas romanas, artesanos y un gran número de legiones romanas y grupos de teatro. Durante el Jueves Santo tiene lugar la Escenificación de la Pasión a lo largo de la avenida de Valvanera donde en diferentes escenarios se puede ver toda la pasión de cristo de una manera increíble y realista.

Las procesiones de la Semana Santa Calagurritana son grandiosas y espectaculares, donde la única cofradía penitencial de la ciudad de Calahorra: la Cofradía de la Santa Vera Cruz se encarga de todas las procesiones desde el Viernes de Dolores hasta el Domingo de Resurrección. Entre ellas destaca la Magna Procesión del Santo Entierro, en el Viernes Santo donde salen 20 pasos desde el Templo de San Francisco. Está procesión es la más numerosa del Norte de España superando a ciudades limítrofes como Pamplona, Vitoria, Bilbao o Burgos. Recorre todo el casco histórico calagurritano y en ella participan más de 2000 personas donde al final de la misma, sorprende la subida de todos los pasos por la empinada escalinata que hay al lado del albergue de peregrinos.
- Las Fiestas del Santo y Las Doncellas de Santo Domingo de la Calzada. Son fiestas en Honor al Santo, Santo Domingo de la Calzada, quien creó la localidad, y de máxímo relieve en el Camino de Santiago. Se celebran del 1 al 15 de mayo y están consideradas Fiesta de Interés Turístico Nacional desde el 29 de noviembre de 1988.6 El 25 de abril: La gaita (como dice el famoso dicho popular: «el 25 de abril, sale la gaita y el tamboril»); 1 de mayo: Los molletes; 10 de mayo: Los ramos, las prioras; 11 de mayo: La rueda, las doncellas; 12 de mayo: El Santo; 13 de mayo: El Santito; 15 de mayo: San Isidro.

- Las Fiesta de la Vendimia de Logroño, Son fiestas, cuyos orígenes se remontan al siglo XII, y que, desde 1956, llevan el sobrenombre de Fiestas de la Vendimia, dada la proximidad a las fechas de recogida de la uva, en ellas realizan numerosos actos siendo el vino el elemento central.

- La Batalla del Vino de Haro. Consiste en remojar con vino tinto a otros participantes hasta quedar completamente morados, tiene lugar en el paraje de los Riscos de Bilibio.

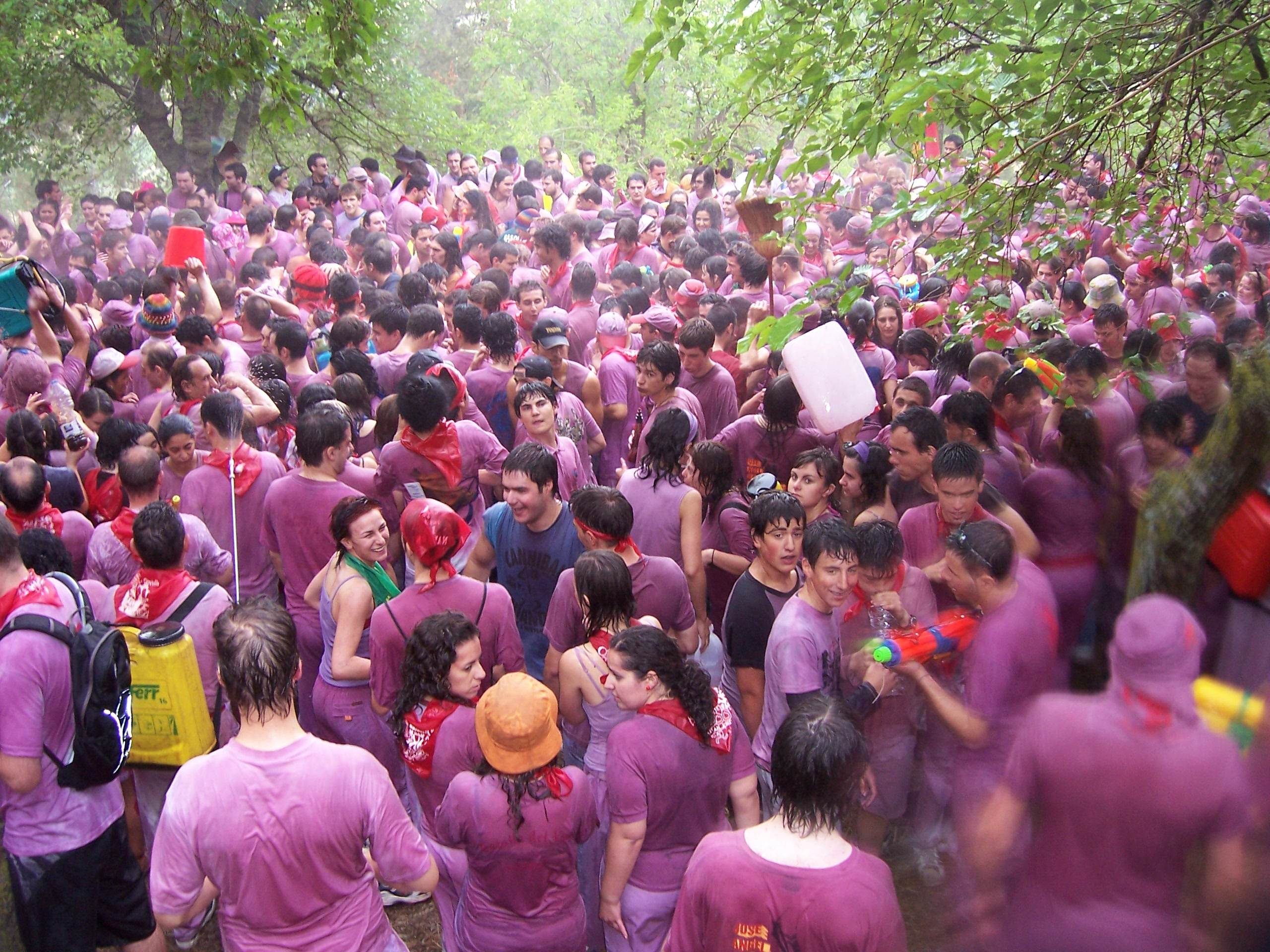
Batalla del Vino, Riscos de Bilibio

- La Danza de los zancos de Anguiano. En ella ocho jóvenes del pueblo, provistos de zancos de 45 centímetros de altura y amplios faldones, se lanzan por una cuesta y una escalera empedrada girando sobre sí mismos.

- Los Picaos en San Vicente de la Sonsierra. Consiste en la autoflagelación de la espalda, de un grupo de personas como acto de fe y de forma voluntaria con una madeja mientras recorren el pueblo en procesión.

- Jornadas Medievales de Briones. Fiestas declaradas en 2012 de Interés Turístico Nacional. Mercado recordando el siglo XIV, sus casones, recreación ambiental, representaciones... no tiene mercado de ventas. Hermosos, patios, casas.. esos días las casas están abiertas al forastero. La iglesia y su torre con su laza son el epicentro del Mercado. En dicha villa se encuentra el Museo del Vino.[91]

Su patrona es la Virgen de Valvanera.
Fiestas de interés turístico regional
- Ferias de la Concepción[92] de Santo Domingo de La Calzada, fiestas de interés turístico regional. Se realiza siempre en diciembre, durante el fin de semana y el puente de la Constitución y la Inmaculada Concepción, 6 y 8 de diciembre. con un extenso programa de actos y muchos puestos de gran calidad. En la preciosa villa se forma un gran ambiente festivo con esta feria y es mucha la gente que acude cada año a la cita. La música y el teatro de calle nos sumergen más aún en el mundo medieval. A ello se suma el Mercado Medieval, el Mercado del Camino, la Feria del Camino, la Feria Ecológica y Feria de Antigüedades y Coleccionismo. Reúne más de cien mil personas. La catedral, ejerce como epicentro del Mercado.

- Fiestas de San Bernabé (Logroño). Se conmemora la resistencia de los logroñeses al ataque de la ciudad por las tropas francesas de André de Foix, señor de Lesparre, en el año 1521, en ella entre otros actos, hay una degustación gratuita de peces, pan y vino, ya que con estos alimentos se consiguió sobrevivir al asedio.

### En la literatura

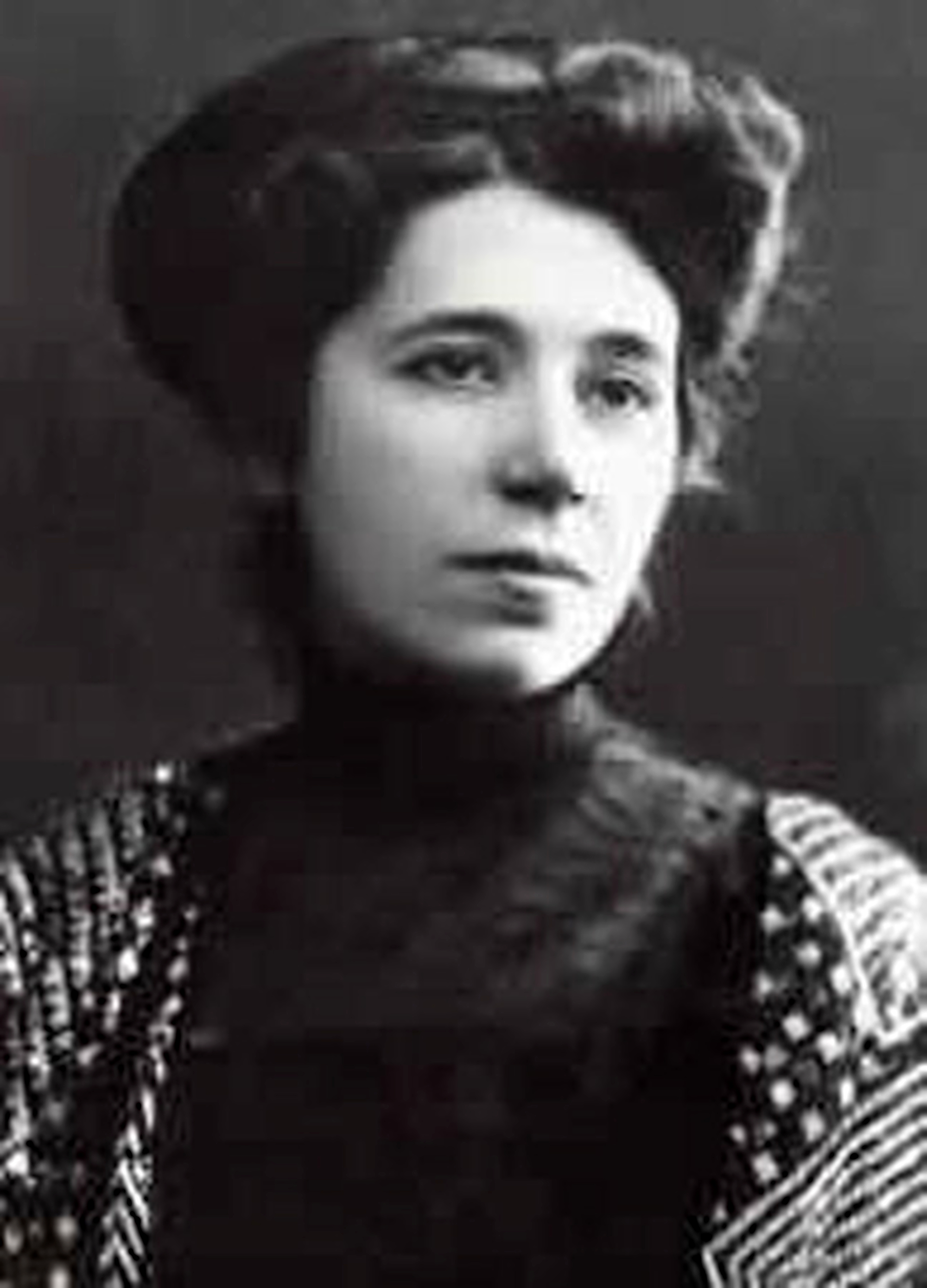
María de la O Lejárraga

Muchos de los libros escritos por Rafael Azcona como Pobre o Los muertos no se tocan, nene están ambientados en Logroño, aunque su nombre no se menciona en ninguno de ellos, aparecen algunos de sus lugares característicos, como el paseo del Espolón, la plaza del Mercado o el desaparecido Teatro Moderno.
El escritor Pío Baroja, hace numerosas referencias a La Rioja en sus obras y la utiliza como uno de sus escenarios en escritos como Zalacaín el aventurero (1908). Asimismo aparecen personajes riojanos en obras como El árbol de la ciencia (1911). Novela en la que entre otros, el protagonista realiza el siguiente comentario sobre tres viajantes de comercio. Un catalán que representaba fábricas de Sabadell, un riojano que vendía tartratos para los vinos, y un andaluz que vivía en Madrid y corría aparatos eléctricos: «El catalán no era petulante como la generalidad de sus paisanos del mismo oficio; el riojano no se las echaba de franco ni de bruto, y el andaluz no pretendía ser gracioso».
El escritor medieval Gonzalo de Berceo también hace referencia a diversas loalizaciones geográficas riojanas en sus obras.

### En el cine
Del 13 de enero al 14 de abril de 1956 se rueda en Logroño, la película Calle Mayor, ganadora del premio de la crítica internacional en el festival de Venecia de 1956, del director Juan Antonio Bardem. A pesar de encontrarse también en la misma algunos exteriores rodados en Cuenca y Palencia, sus imágenes son un fiel reflejos del Logroño de mediados del siglo XX. Se rodó en la calle Portales y en el café Moderno.

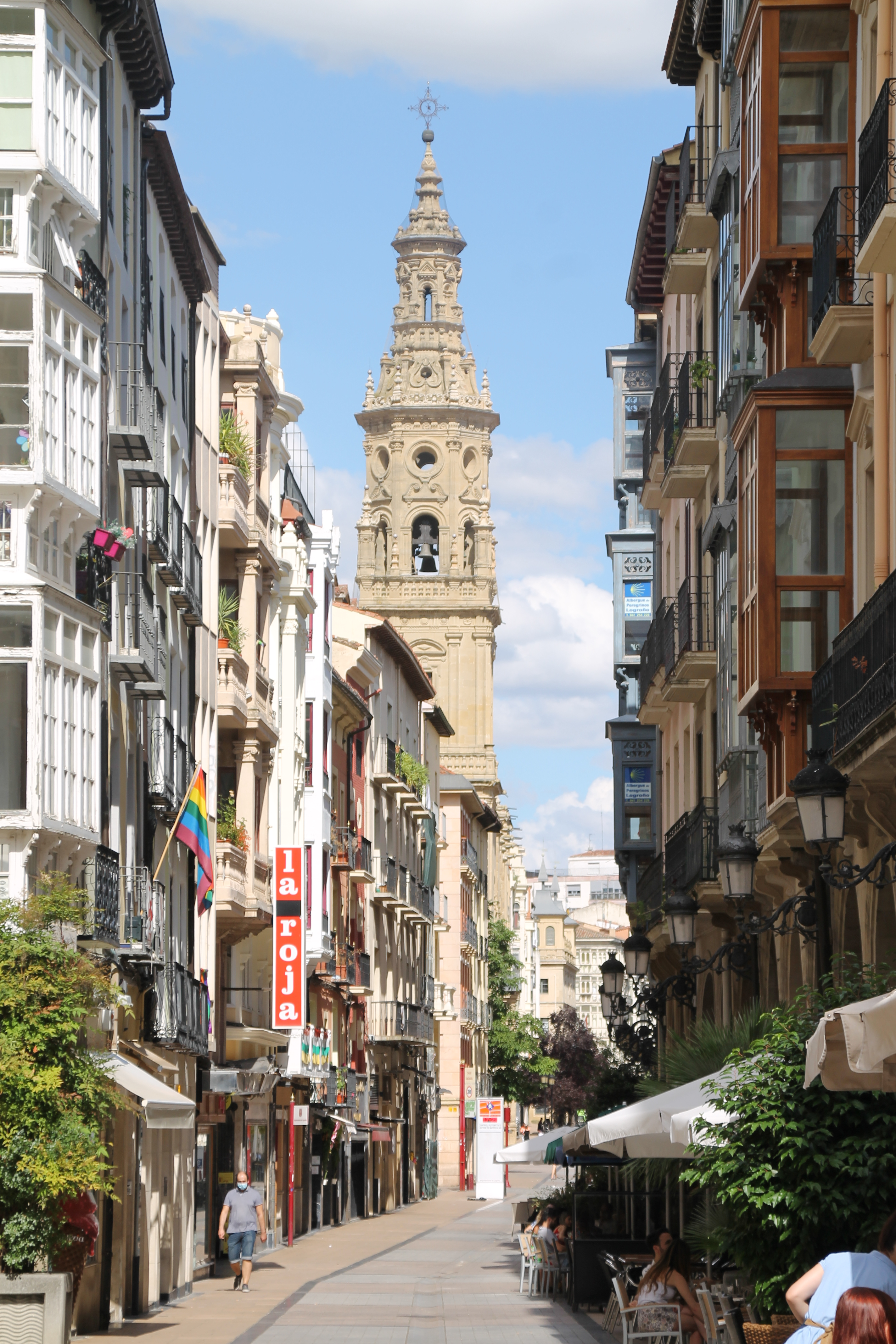
Calle Portales de Logroño donde fue rodada la película Calle Mayor

Más actual es la ópera prima como director de Federico Luppi, Pasos (2005), ambientada en este caso en el Logroño de los años 80 tras el intento de golpe de Estado de 1981. El guion del filme es de Susana Hornos, esposa del director argentino, nacida en la vecina localidad de Fuenmayor.
También actual es el largometraje Proyecto Dos, producido por el logroñés José Antonio Romero, del que se han rodado imágenes en el aeropuerto de Logroño-Agoncillo y en la ciudad. Protagonizado por Lucía Jiménez y Adriá Collado.
En la película El sur (1983), fue rodada en muchos lugares distintos, la mayor parte Ezcaray, también hay secuencias localizadas en el Hospital de La Rioja y en el edificio anteriormente conocido como Gran hotel en Logroño.
En la producción estadounidense The way (2010), aparecen Logroño y Navarrete al igual que otros municipios del Camino de Santiago.
En 2011 se ha rodado en la ciudad la película Los muertos no se tocan, nene basada en la obra homónima del escritor y guionista riojano Rafael Azcona. Entre los lugares de rodaje figura el célebre Café Moderno.
Las series televisivas Gran Reserva y Olmos y Robles están ambientadas en La Rioja. Apareciendo en ambas varias localidades de la comunidad, pero en especial Briones y Ezcaray respectivamente. Así también la serie Venga Juan donde aparece Logroño como el lugar de nacimiento del Político Juan Carrasco.

### Medios de comunicación

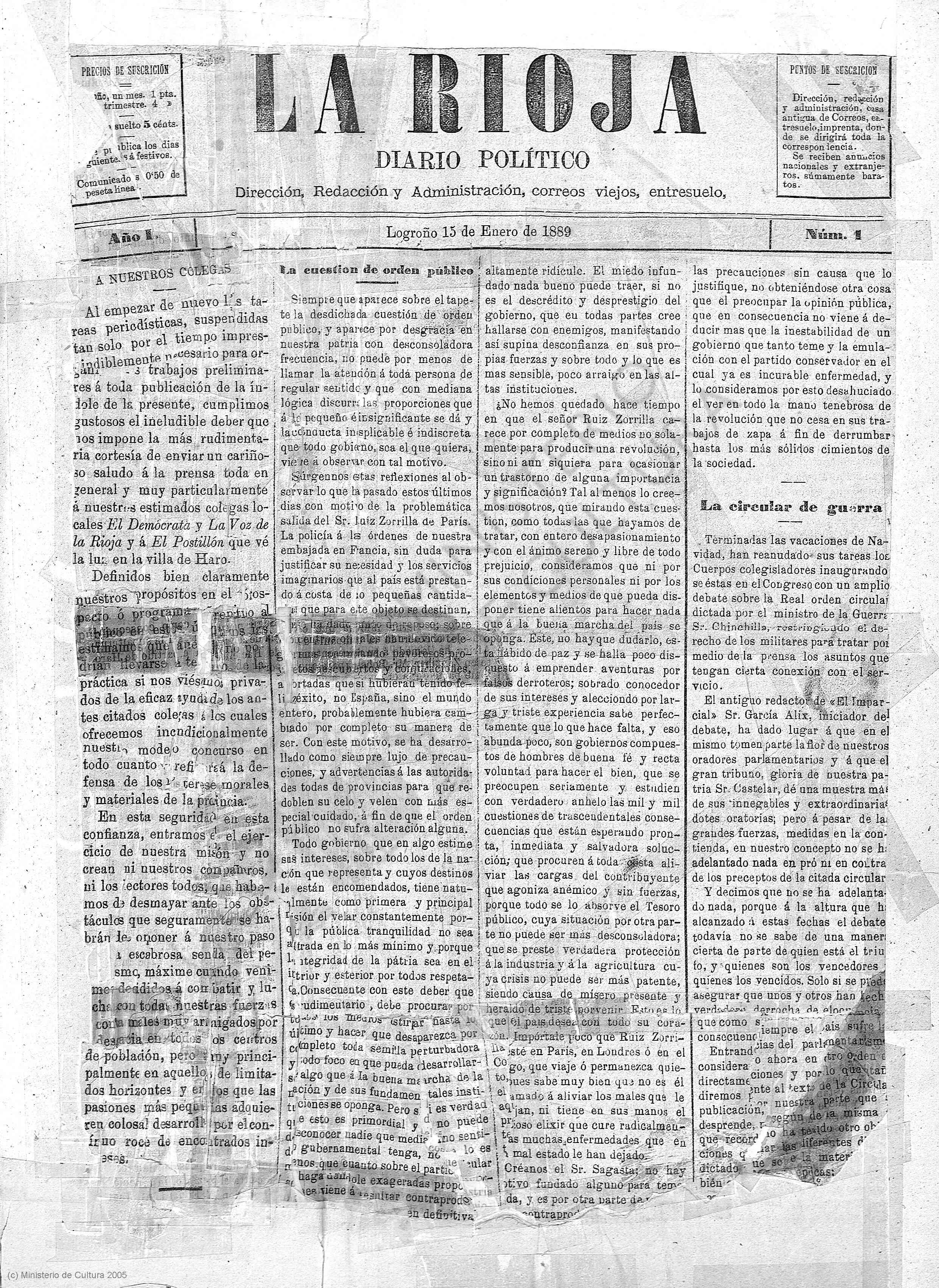
1º número de diario La Rioja, 1889

En La Rioja además de los medios de comunicación nacionales podemos encontrar los siguientes de ámbito regional:

#### Periódicos
- Diario La Rioja: (Logroño, 1889) La Rioja puede presumir de ser uno de los diarios más antiguos de España que aún se editan. Fue fundado en el siglo XIX por la familia Martínez Zaporta. Durante el franquismo se decretó que los dos periódicos de la provincia, Diario de La Rioja y La Rioja, fueran nacionalizados y fusionados cambiando su denominación a Nueva Rioja. Con la llegada de la democracia recuperó su nombre original.[94]
- El Día de La Rioja: Periódico gratuito de noticias regionales.[95]
- NueveCuatroUno: periódico digital que desde 2015 cubre toda la comunidad.[96]
- Ecos del Cidacos (Calahorra).
- Periódicos riojanos desaparecidos: (entre paréntesis lugar de edición y fecha de fundación) El Patriota Riojano (Logroño, 1822), Liberal Riojano (Torrecilla en Cameros, 1903), La Rioja Baja (Calahorra, 1900), La Lealtad Riojana (Haro, 1897), El Demócrata Riojano (Santo Domingo de la Calzada, 1908), Diario de La Rioja (Logroño, 1905) y El Riojano (Logroño, 1875).[97][98]

#### Radio
- Radio Rioja (Logroño, 1933)
- Canal Ebro
- Radio Haro

#### Televisión
- Rioja televisión (TVR) (Logroño, 1998)
- Rioja 4 TV (actualmente La 7 TV La Rioja)[99]